# Tehergépkocsi

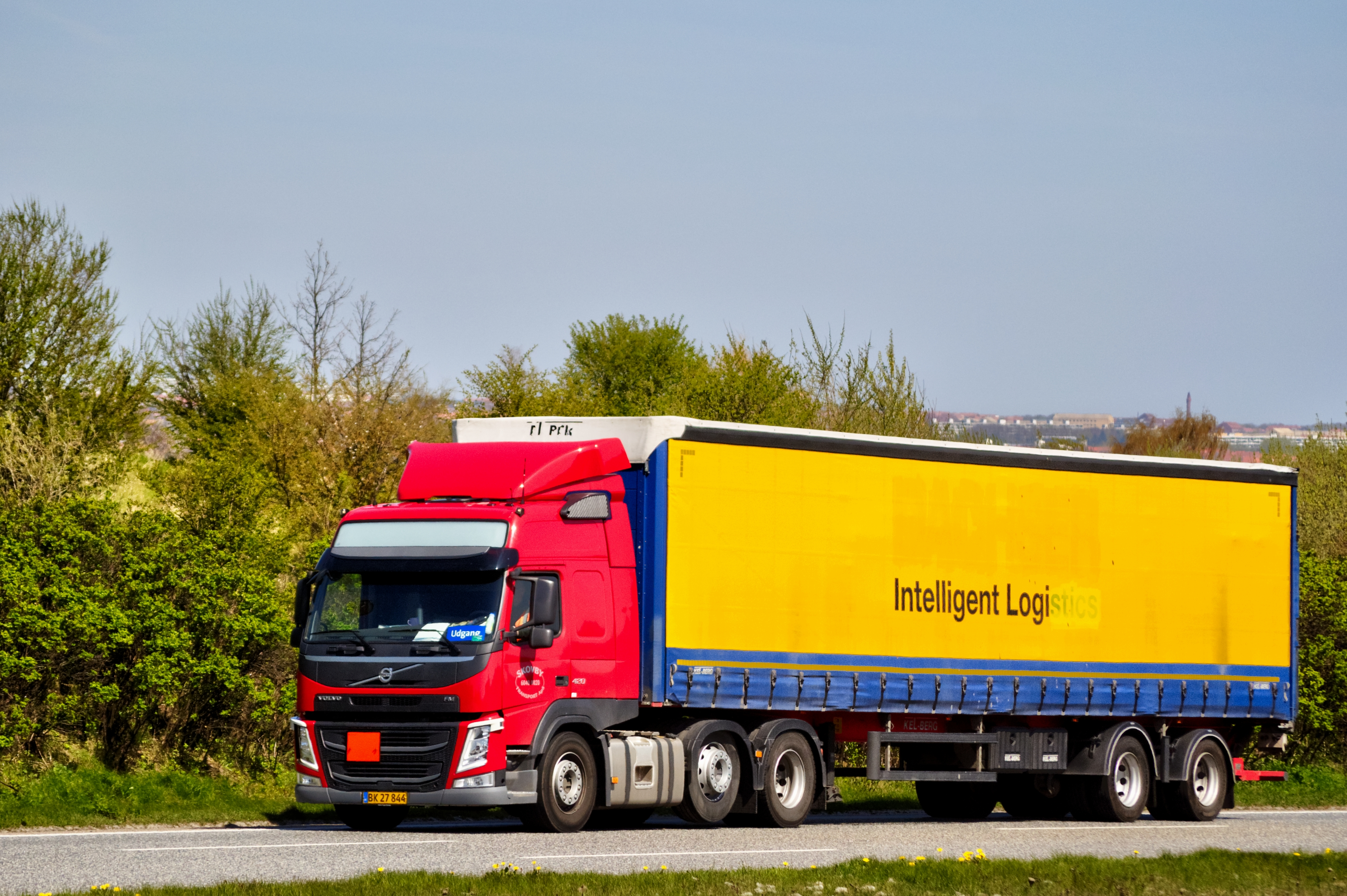
Egy európai kamion: nyergesvontató és félpótkocsi

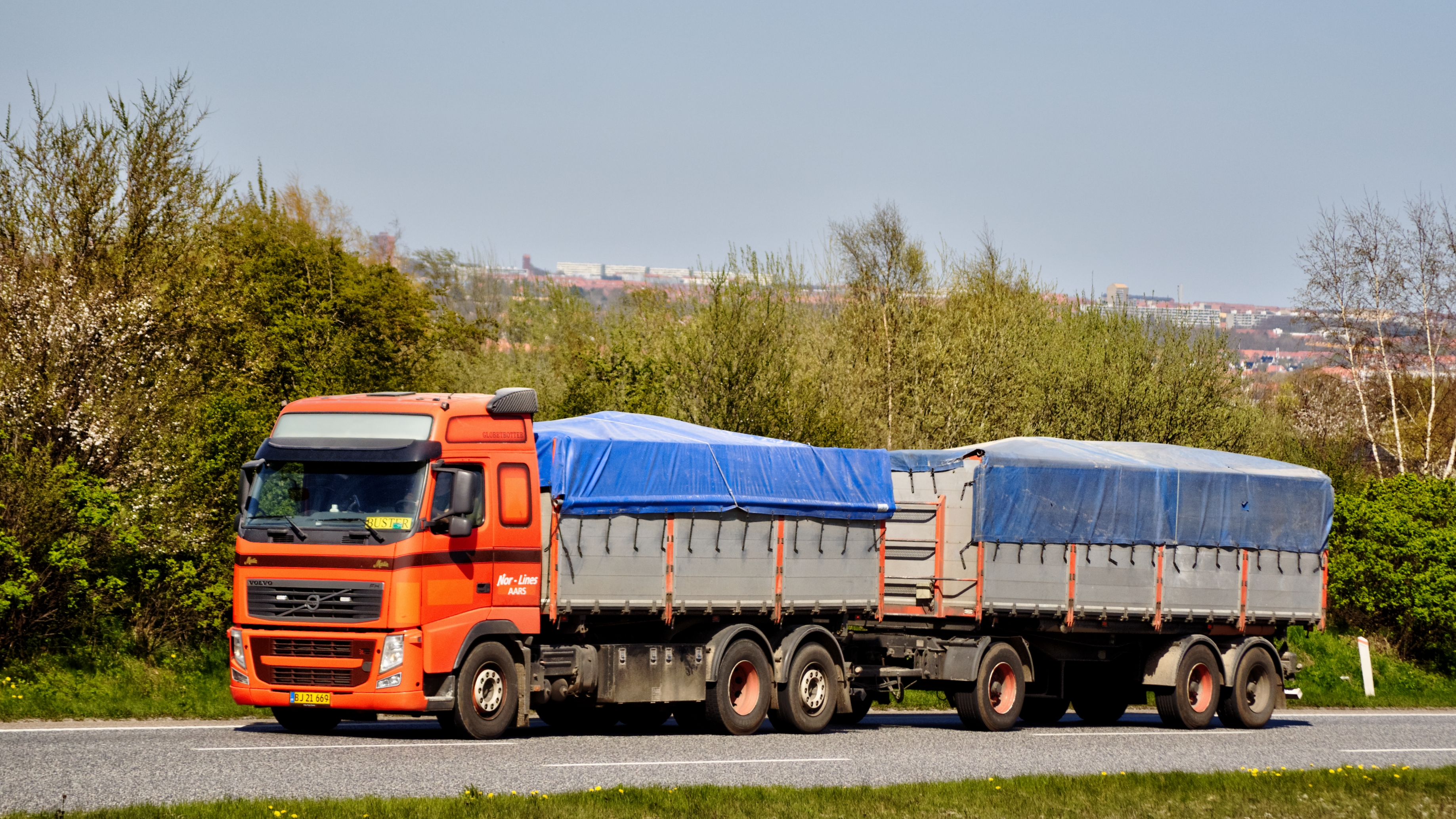
Egy másik európai kamion: tehergépkocsi pótkocsival

A tehergépkocsik (vagy teherautók) elsősorban vagy kizárólagosan terhek (például: nyersanyagok, félkész termékek, készáruk) szállítására tervezett közúti gépjárművek. A KRESZ alapján (az 1/1975. (II. 5.) KPM-BM együttes rendelet II. szakasz i. pontja) ebbe a csoportba tartozik minden olyan gépkocsi, ami nem személygépkocsi, autóbusz, trolibusz, vagy mezőgazdasági vontató (traktor). A teherautók általában merev kerettel rendelkeznek. A nagyobb méretű, pótkocsit vontató tehergépkocsi szerelvényeket a köznyelvben kamionnak is nevezik.
Felépítése általában a következő: egy erős váz, egy megfelelő meghajtóstruktúra, vezetőfülke, illetve a rakomány számára hely, vagy a pótkocsi vontatásra kialakított szerkezet (nyereg).

## Általános

### Konstrukciós besorolás

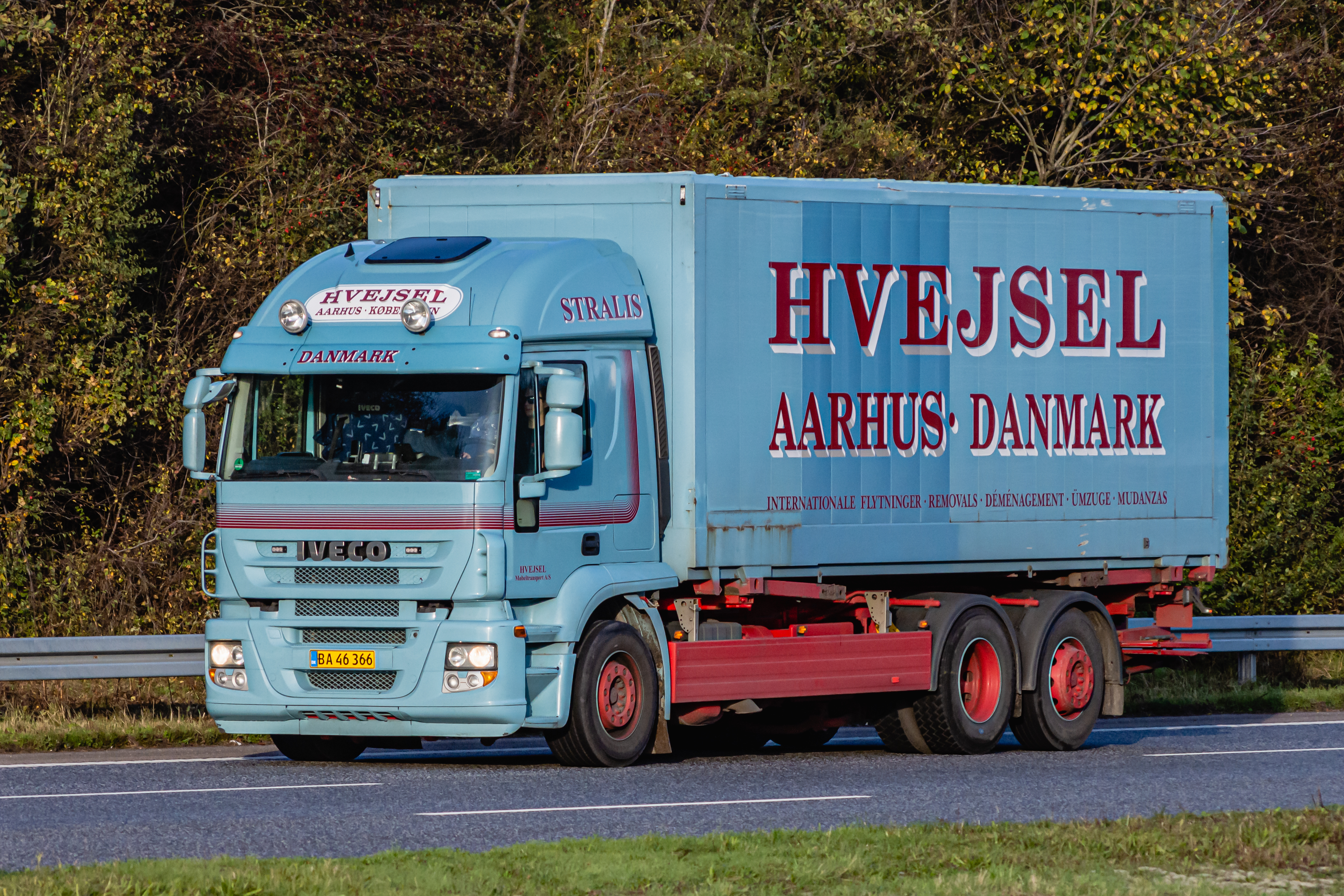
Fülkésalváz

A tehergépkocsik alapvetően két típusúak lehetnek:
- Fülkésalváz: amely maga szállítja a terhet az alvázra szerelt felépítmény által. A felépítmény képezi a rakteret, ez lehet plató, ponyvás plató, zárt doboz, hűtött raktér, tartály folyékony vagy porózus anyagokhoz stb., de vannak cserélhető felépítmények is. Az alváz különböző hosszúságú lehet felépítménytől függően és kettőtől indokolt esetben lehet akár hat tengelyes is. Ezen kívül pótkocsit is vontathat, ezáltal „szerelvénnyé” válik.

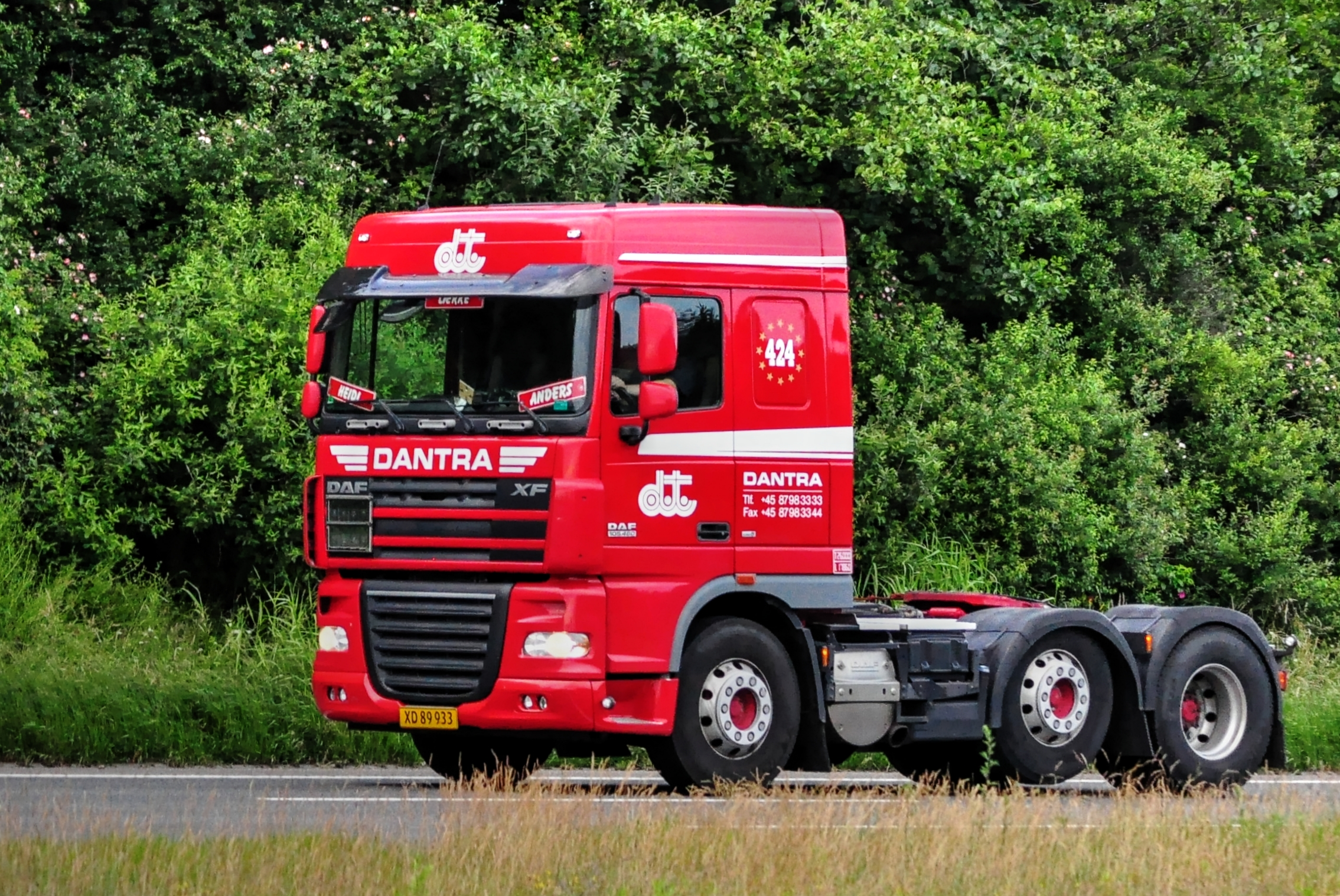
Nyergesvontató

- Nyergesvontató: csak félpótkocsi vonatására van kialakítva, önmaga rakomány szállítására nem alkalmas. A nyerges vontatók általában rövid alvázú teherautók, amin a vezetőfülke mögött a félpótkocsi vontatására kialakított „nyereg” található, ehhez kapcsolódva veszi át a nyerges vontató a rátámaszkodó félpótkocsi súlyának egy részét. A nyereg egy lapos, kerek fémalj, amiben egy keskeny vágat fogadja be a félpótkocsi „királycsapját". A nyergesvontatóból és félpótkocsiból álló szerelvény is vontathat bizonyos országokban bizonyos megkötésekkel pótkocsit.

Más változatok:
- „Dromedár”: ritka tehergépkocsi típus, amely nyergesvontató létére a fülke mögött kisebb raktérrel rendelkezik.
- Vontató: olyan tehergépkocsi, ami alapesetben leggyakrabban nyergesvontató, de kisebb plató („ballasztplató”) felszerelésével pótkocsik vontatására is alkalmassá tehető. Jellemzően ide tartoznak a nehézvontatók is, amelyek túlsúlyos szállítmányok vontatására szolgálnak.
- Terminálvontató: olyan nyergesvontató, amely nagyobb átrakodóhelyeken, pl. kikötőkben rendezgeti a félpótkocsikat. Egy átlagos nyergesvontatóhoz hasonlóan kéttengelyes jármű, viszont csak egyszemélyes a vezetőfülkéje, amiből hátrafelé is vezethető mikor rákapcsolódik egy félpótkocsira, vagy elhelyezi azt valahová. A nyeregszerkezetének magassága hidraulikával állítható, így mindenféle félpótkocsival össze tud kapcsolódni.

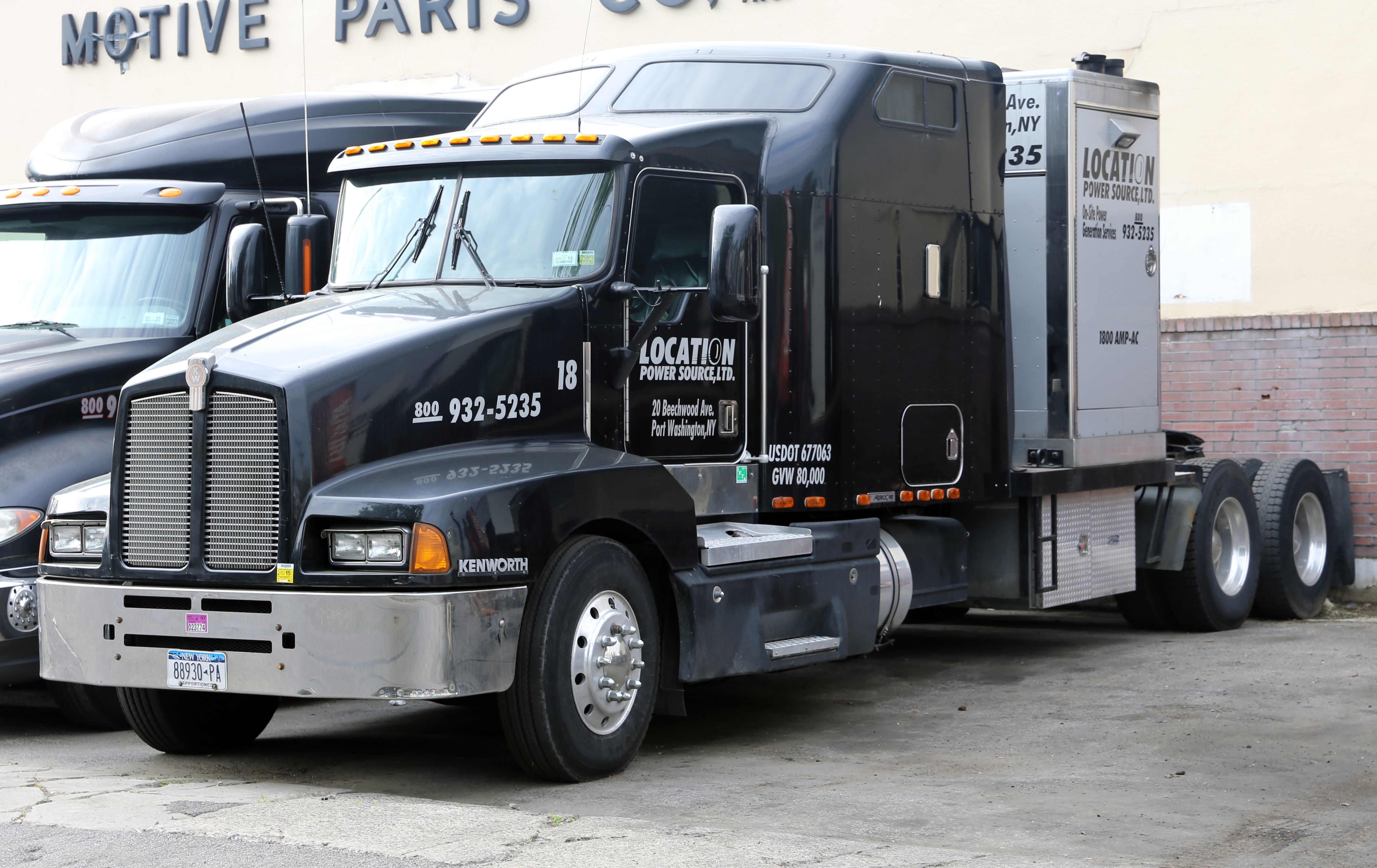
Egy Kenworth T600B dromedár vontató
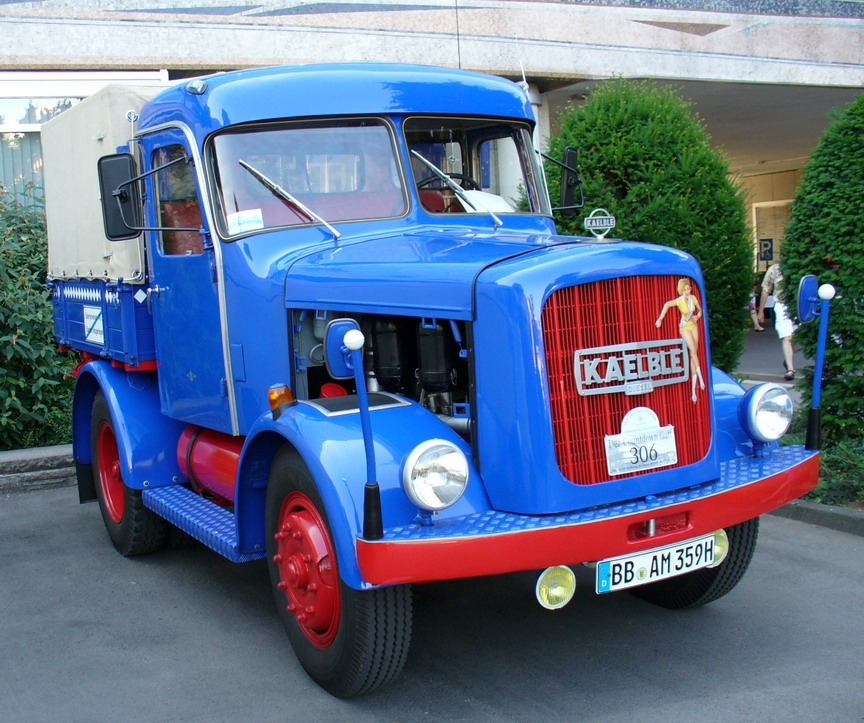
Egy Kaelble vontató 1953-ból
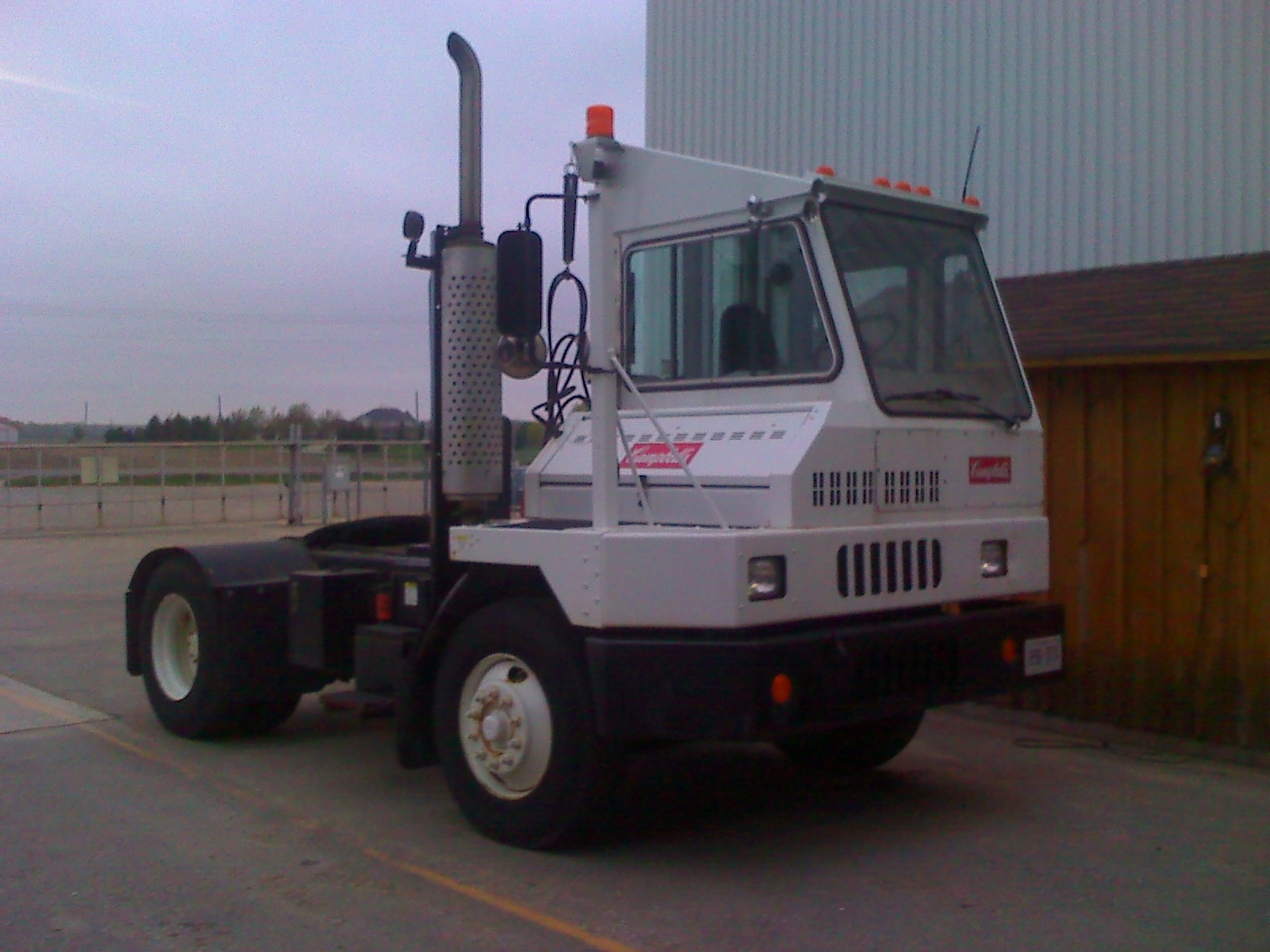
Terminálvontató

### Pótkocsik
A tehergépkocsiknak általában ugyancsak kétféle pótkocsijuk lehet, mindkét típus ugyanolyan felépítményekkel rendelkezhet, mint a tehergépkocsik.
- Pótkocsi: lehet könnyű, 750 kg össztömeg alatti, vagy nehéz, e tömeg feletti. A pótkocsikat azok vonórúdjával vagy vonóháromszögével vontatják, miután a tehergépkocsik alvázának végén lévő vonóhoroghoz vagy vonószemhez kapcsolták őket. Tipikus pótkocsi például az, amelyiknek az elején és a végén is van tengelye 1+1, 1+2 vagy 2+2 formában, az első tengely(ek) a vonóruddal együtt fordulnak. Vannak olyan pótkocsik is, amelyeknek középen vannak a tengelyei, avagy központi tengelyesek, általában ezek is normál hosszúságúak, de vannak rövidebbek is; lehetnek egytengelyesek (mondem, ezek sokszor könnyű pótkocsik), kéttengelyesek (tandem), vagy háromtengelyesek (tridem) is.

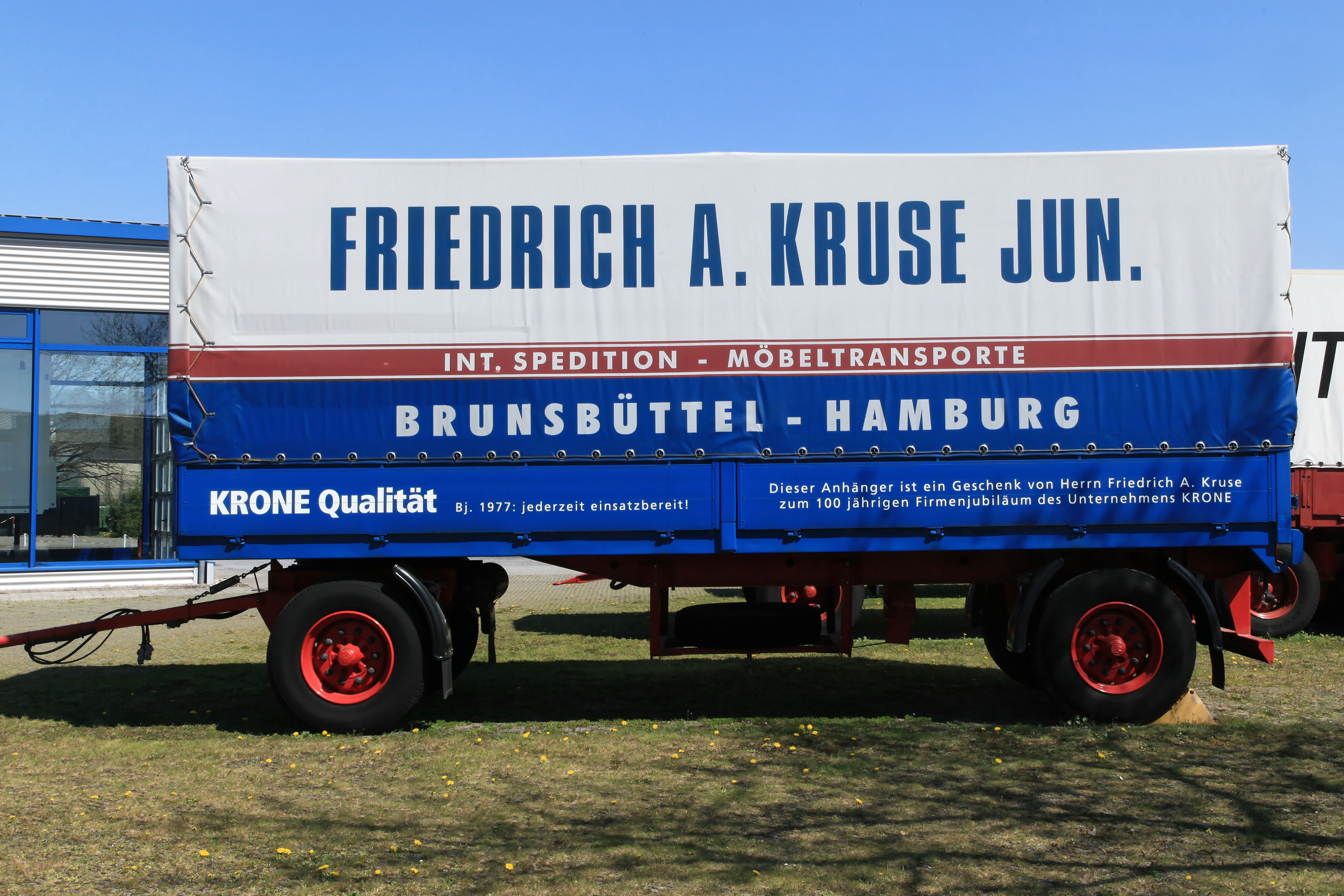
Kéttengelyes pótkocsi
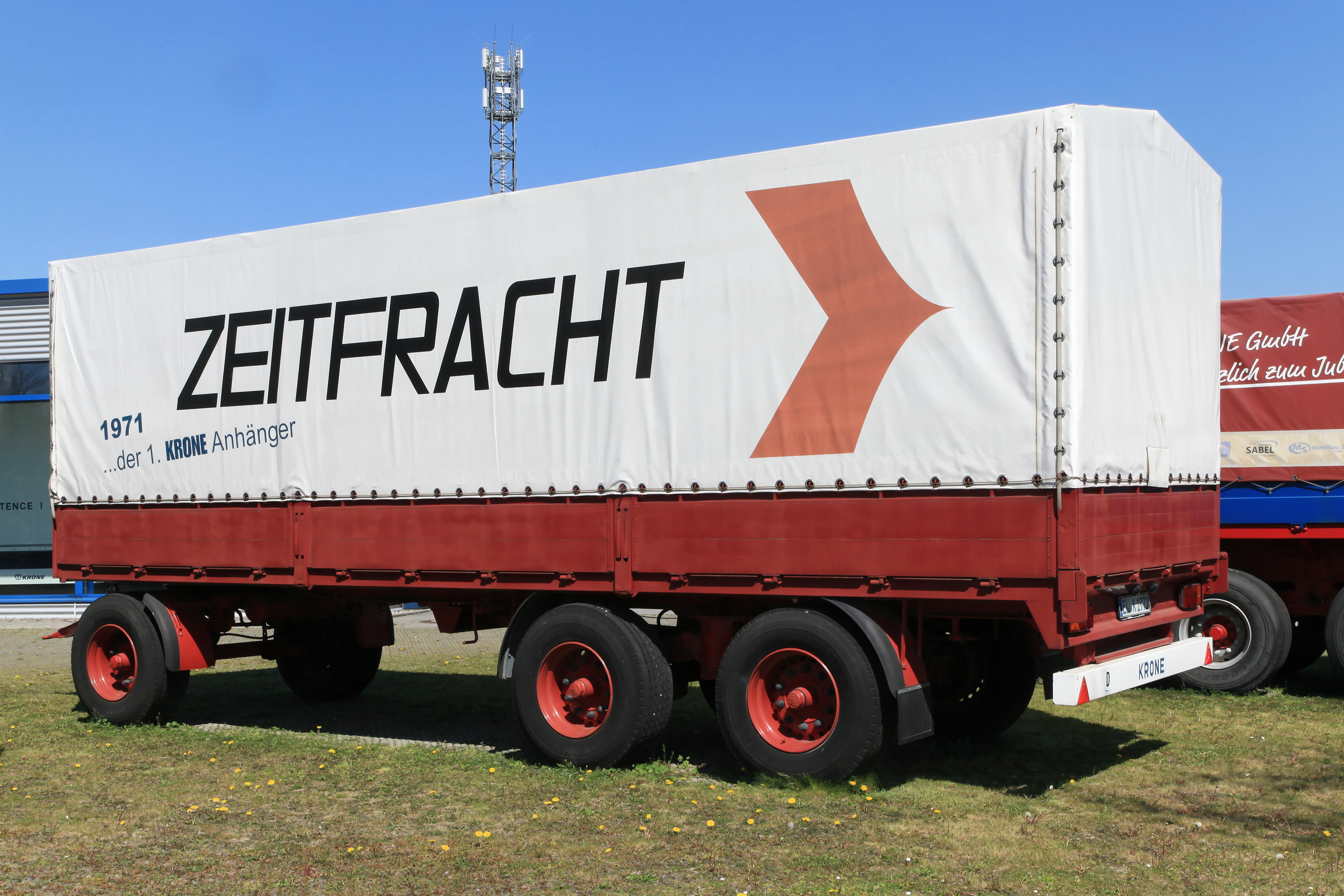
Háromtengelyes pótkocsi
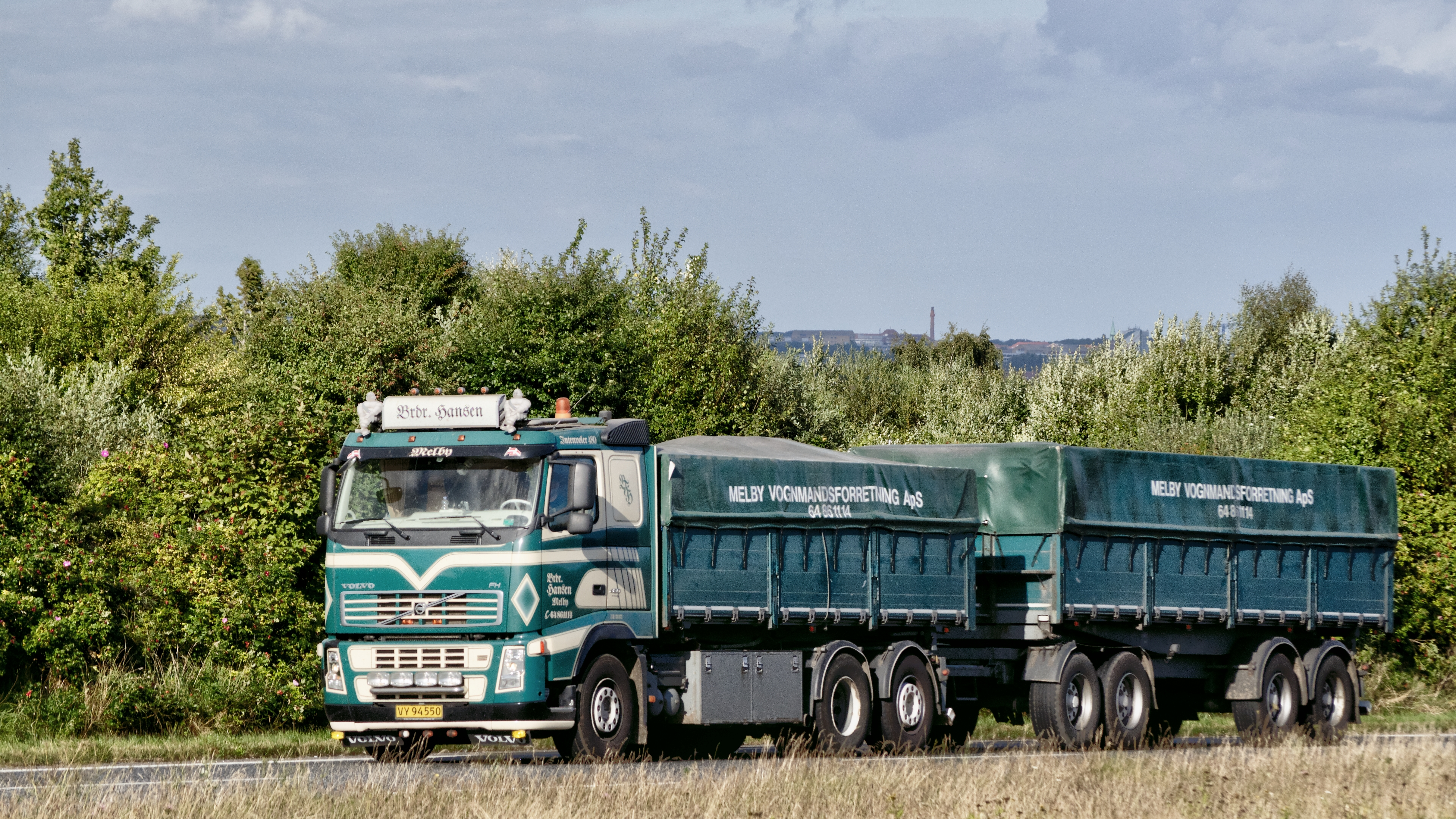
Négytengelyes pótkocsi
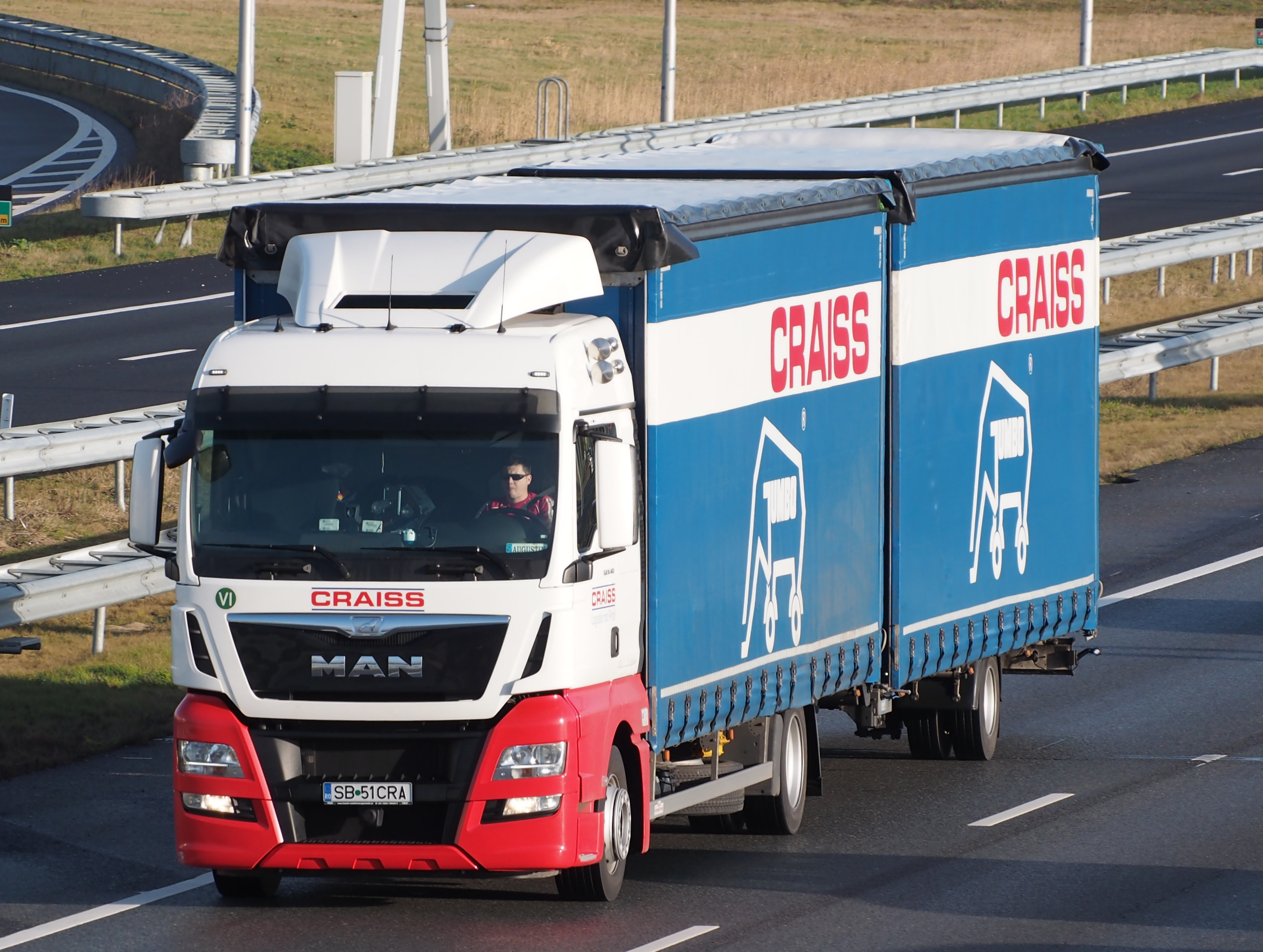
Mondem pótkocsi
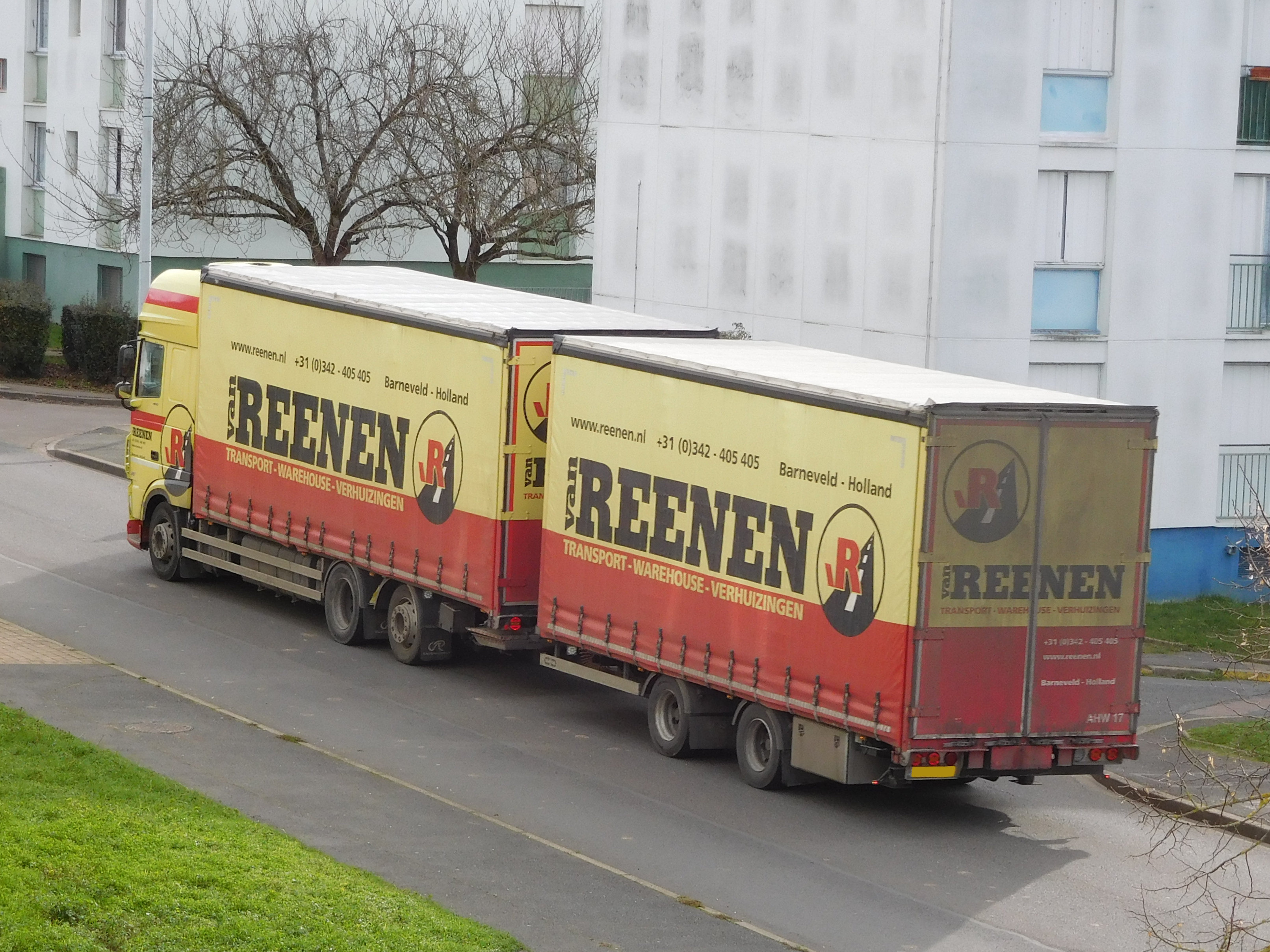
Tandem pótkocsi
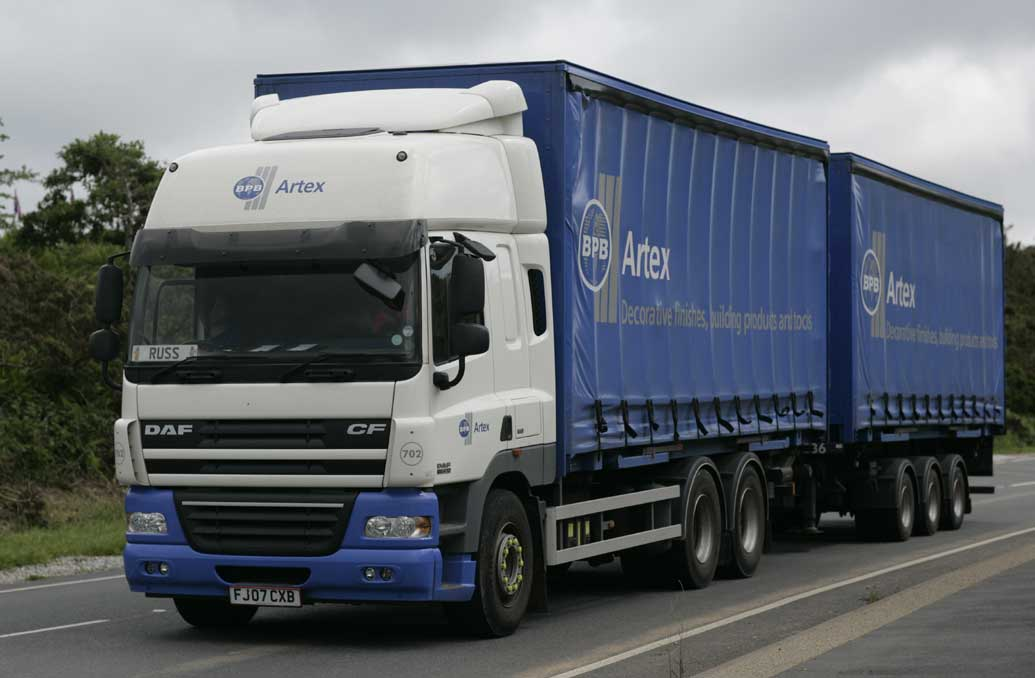
Tridem pótkocsi

- Félpótkocsi: a félpótkocsi a nyergesvontató nyeregszerkezetére támaszkodik, ezáltal az veszi át a félpótkocsi súlyának jelentős részét. A kialakítása miatt, mivel csak hátul vannak tengelyei és mert csak nyergesvontató tudja vontatni, nevezik félpótkocsinak. Ugyanakkor egy „dolly” nevű segédeszköz segítségével akár egész pótkocsivá is alakítható. A dolly egy vagy két, esetleg három tengelyes futóműelem, amely elöl vonóháromszöggel rendelkezik, és maga is nyeregszerkezettel kapcsolódik a félpótkocsihoz, ezáltal azt pótkocsivá téve, így felépítményes teherautók is elvontathatják. A félpótkocsik egy, kettő és három tengelyesek szoktak lenni, de indokolt esetben efölött is lehet a tengelyszámuk, ezen kívül lehetnek ellenkormányozódó tengelyeik is. Könnyű kisteherautó-alapú nyergesszerelvény is létezik, ahol ilyen kisebb félpótkocsikat használnak.

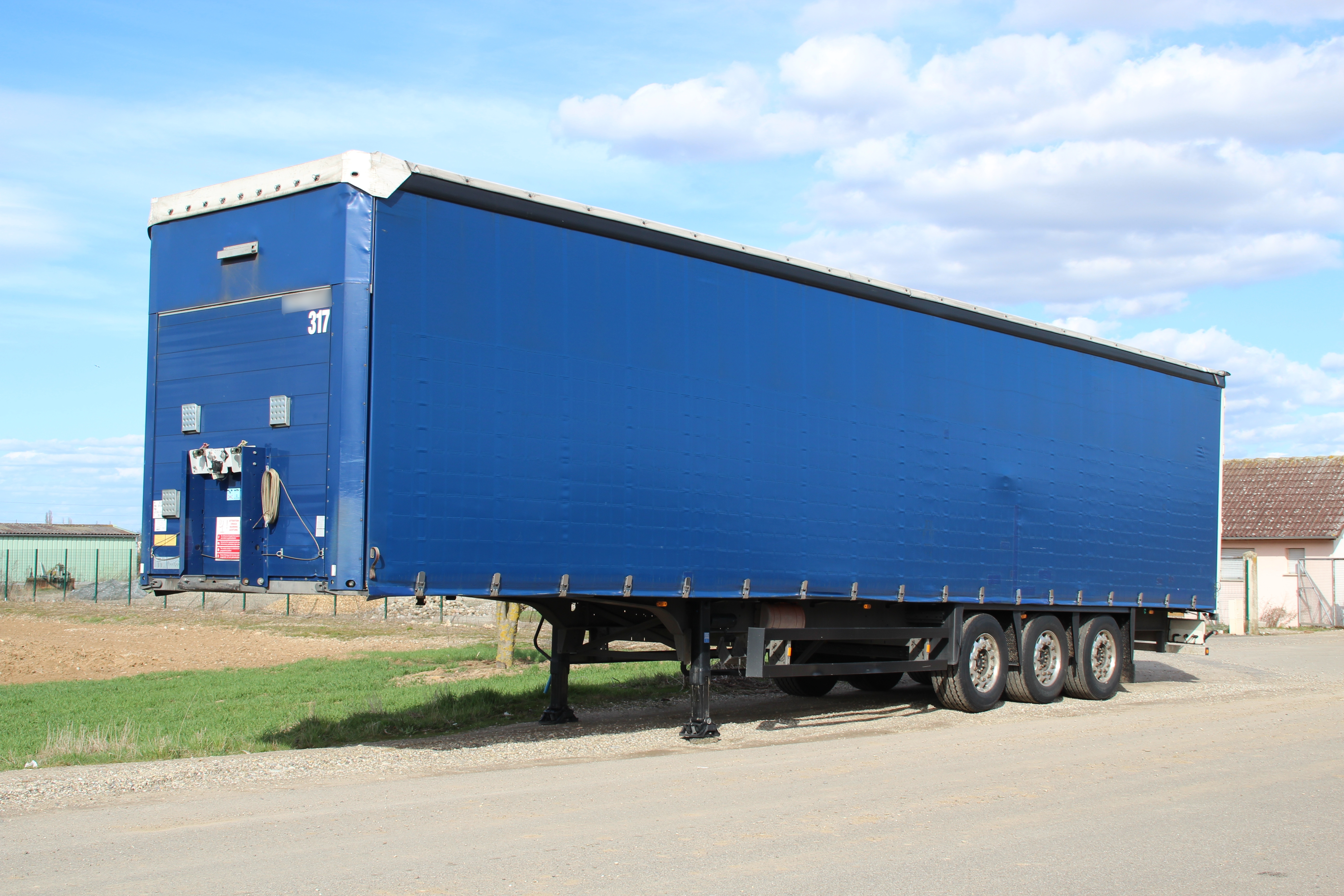
Félpótkocsi
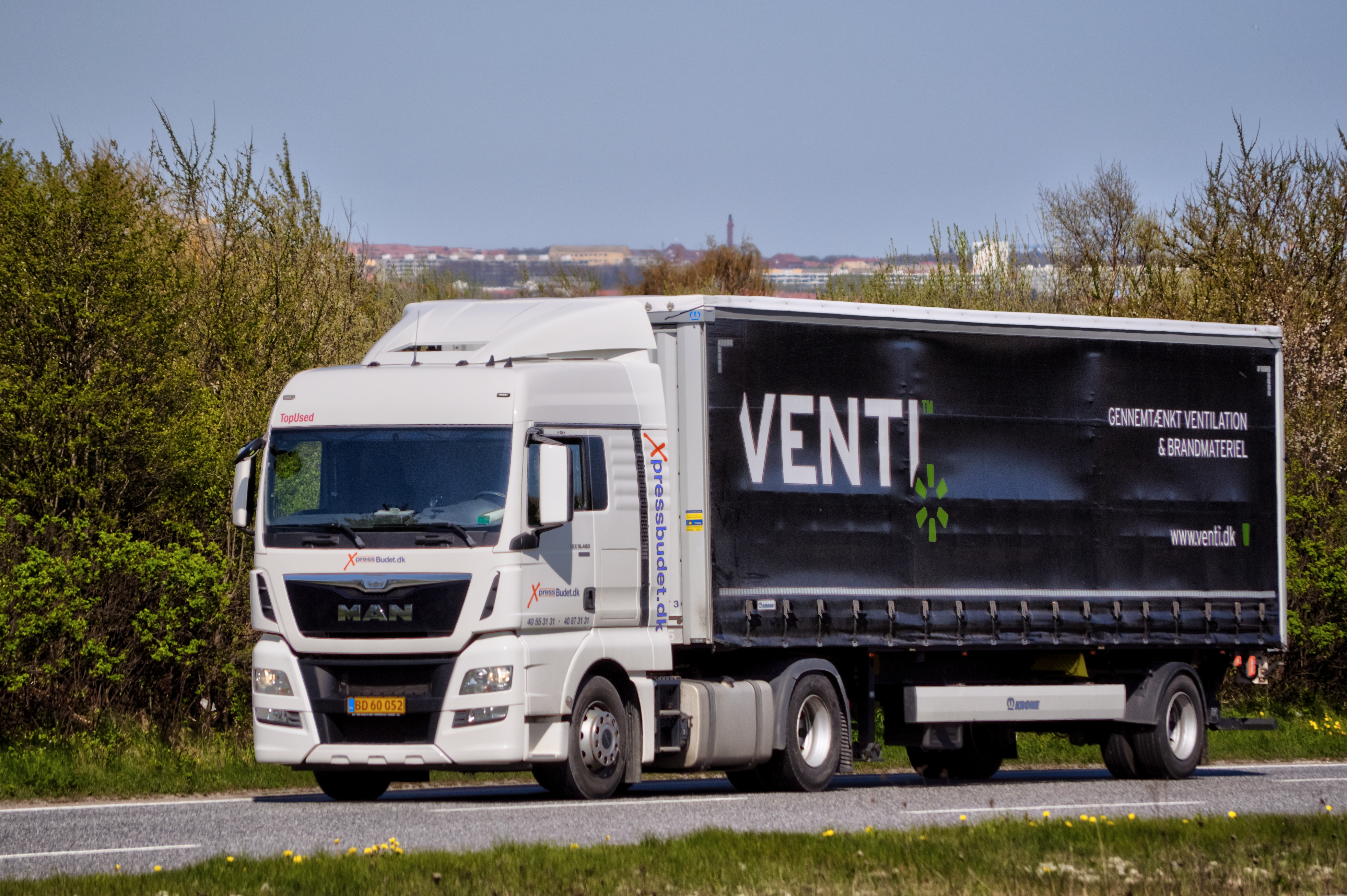
Félpót egy tengellyel
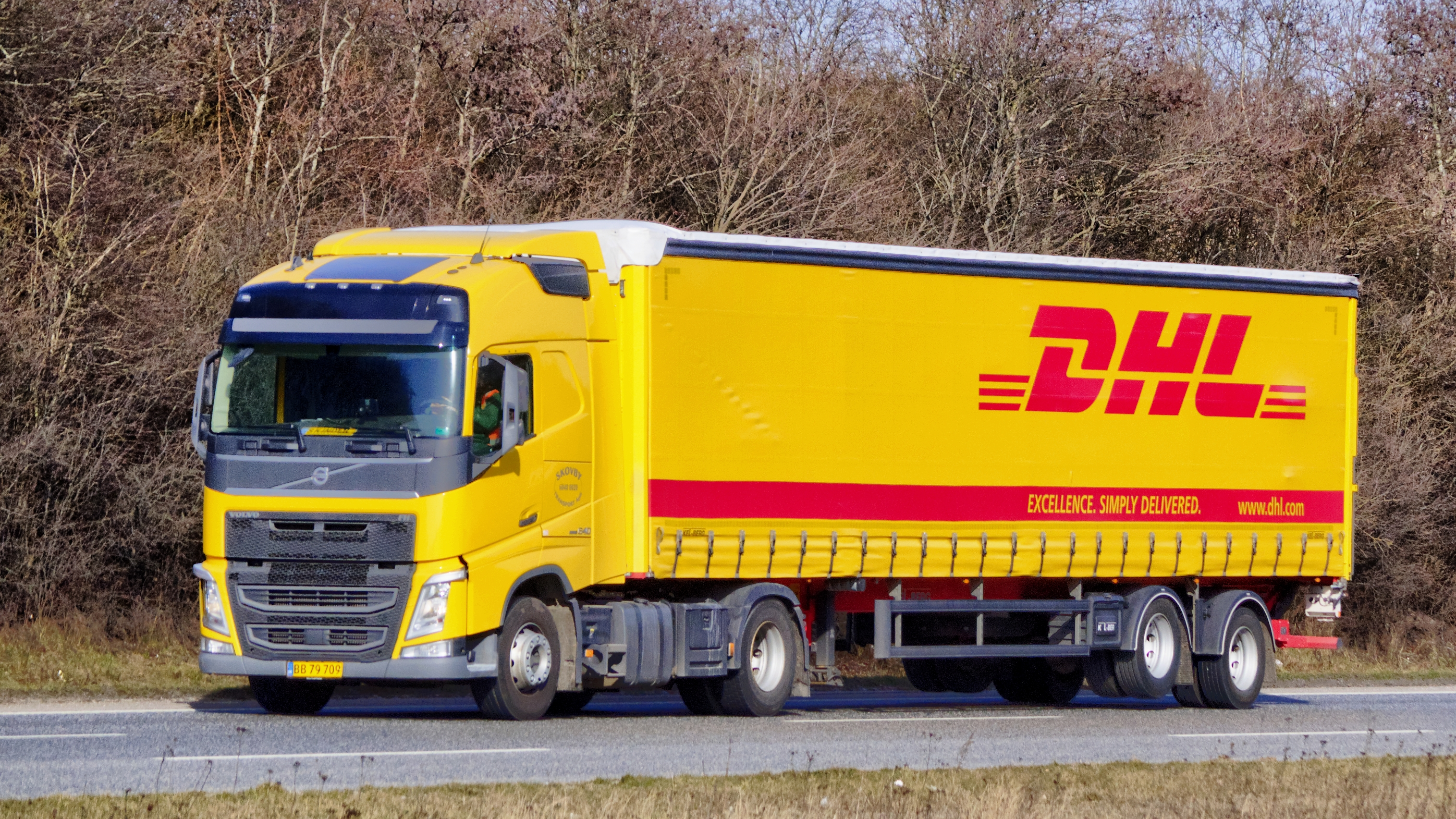
Kéttengelyes félpót
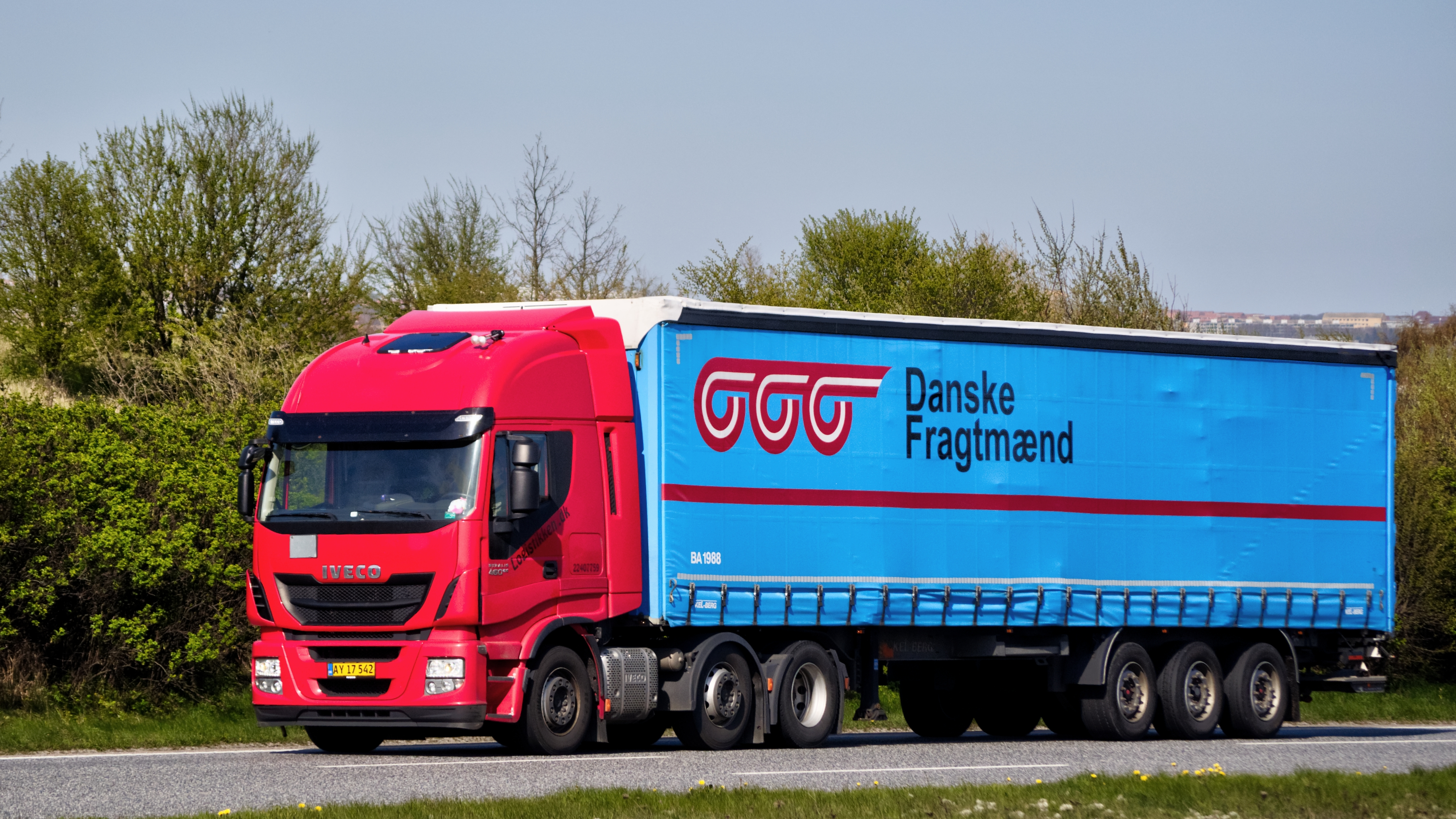
Háromtengelyes félpót
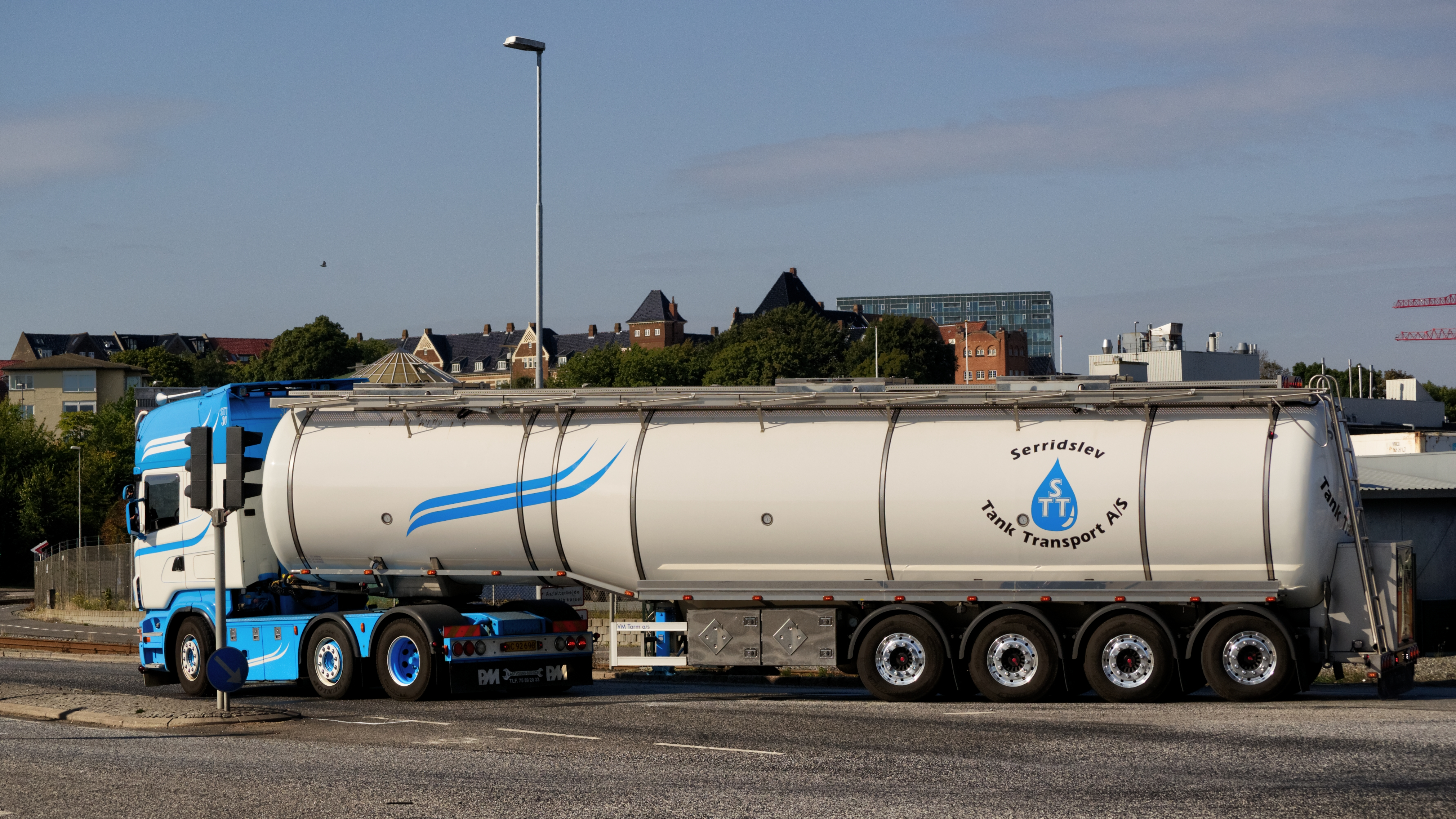
Négytengelyes félpót
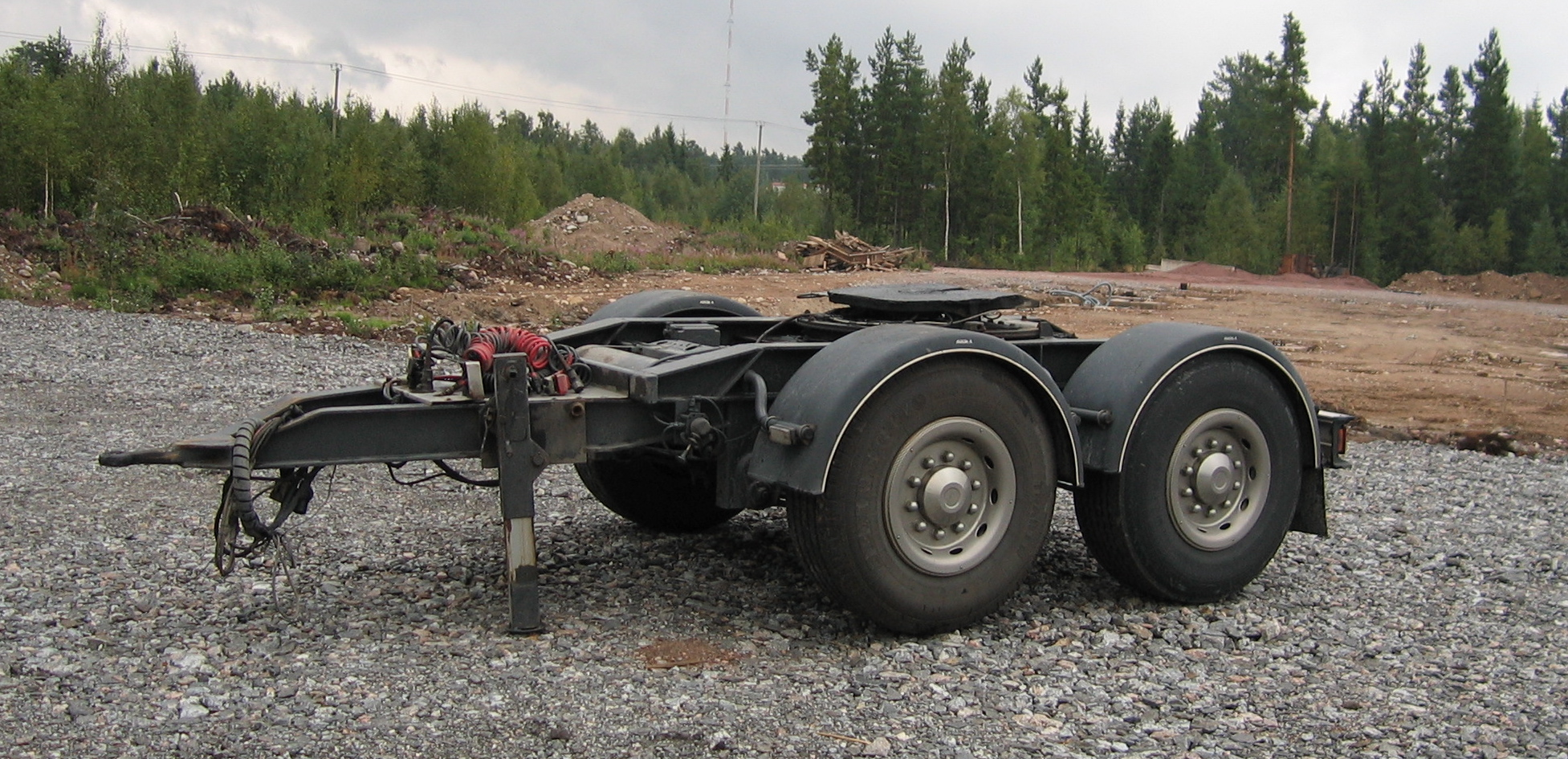
Dolly
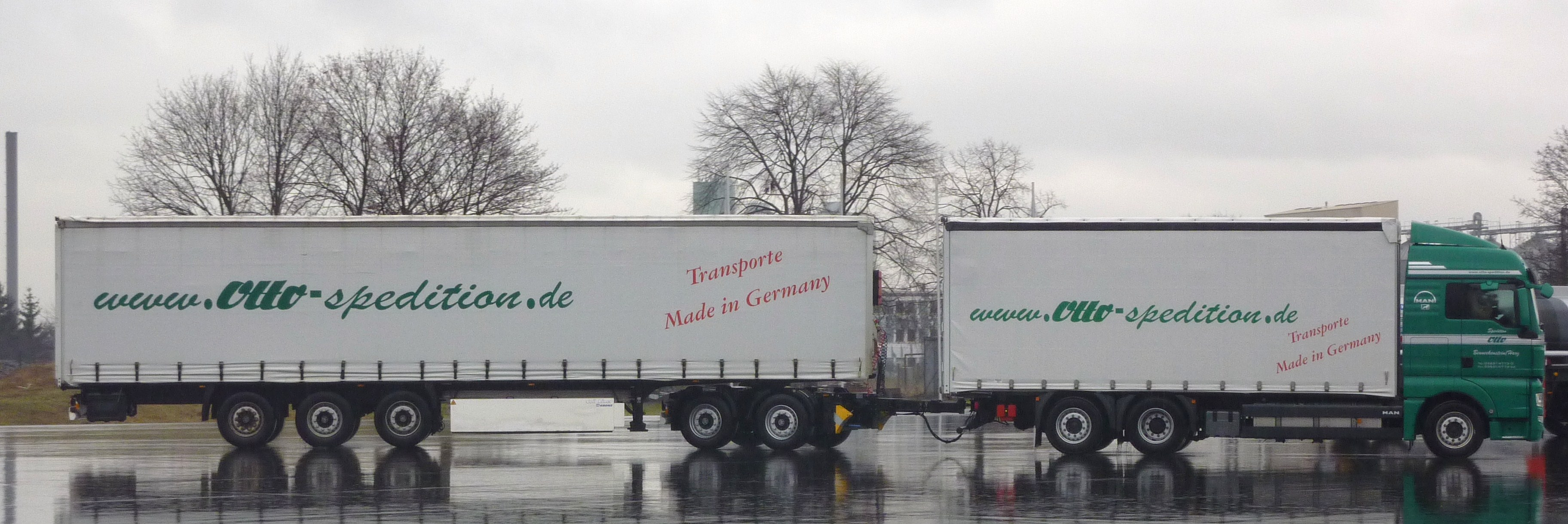
Félpótkocsit „dolly” révén pótkocsiként vontat egy felépítményes teherautó (EuroCombi A)
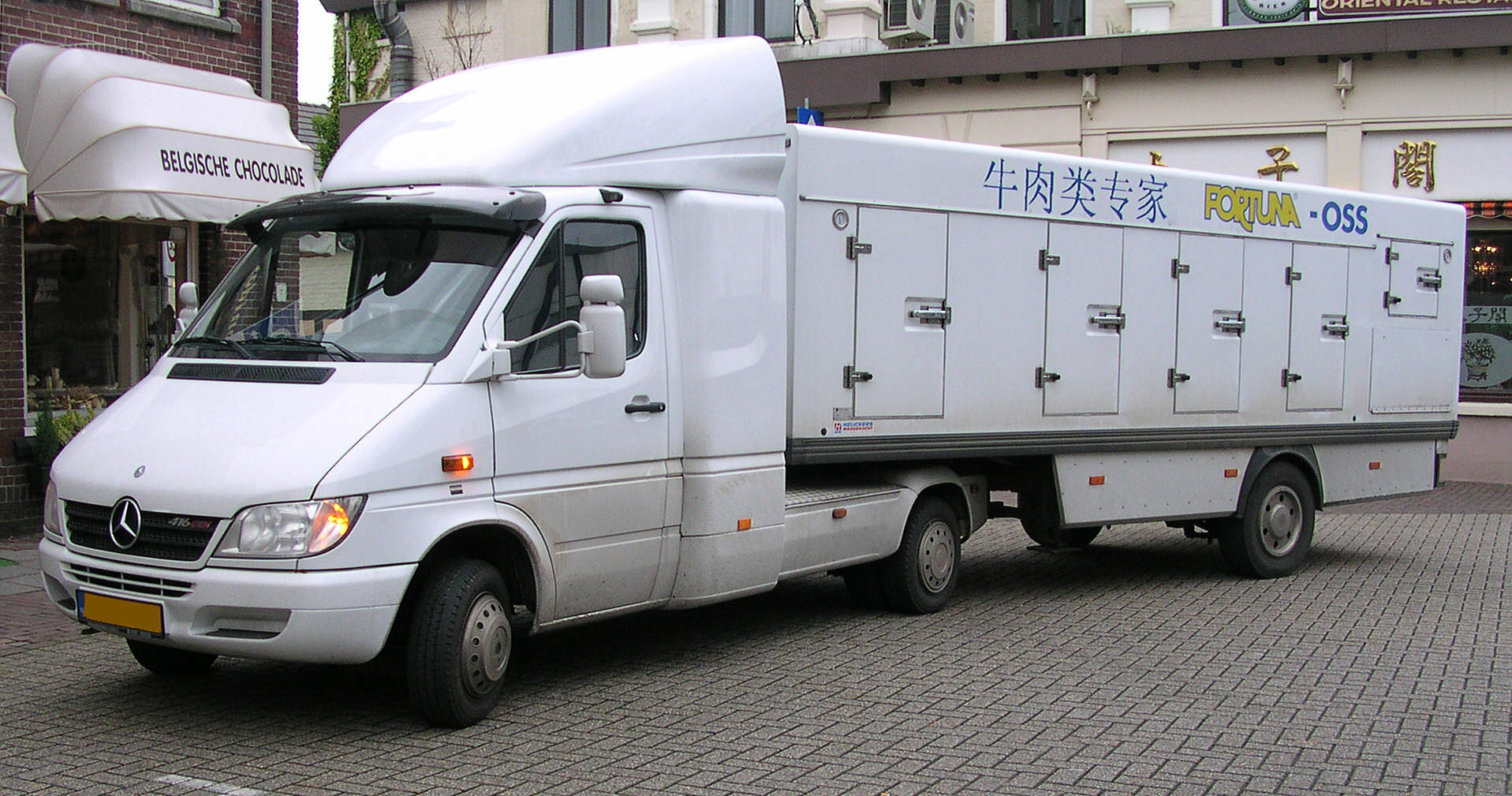
Kisteherautó-alapú nyergesszerelvény

Más változatok:

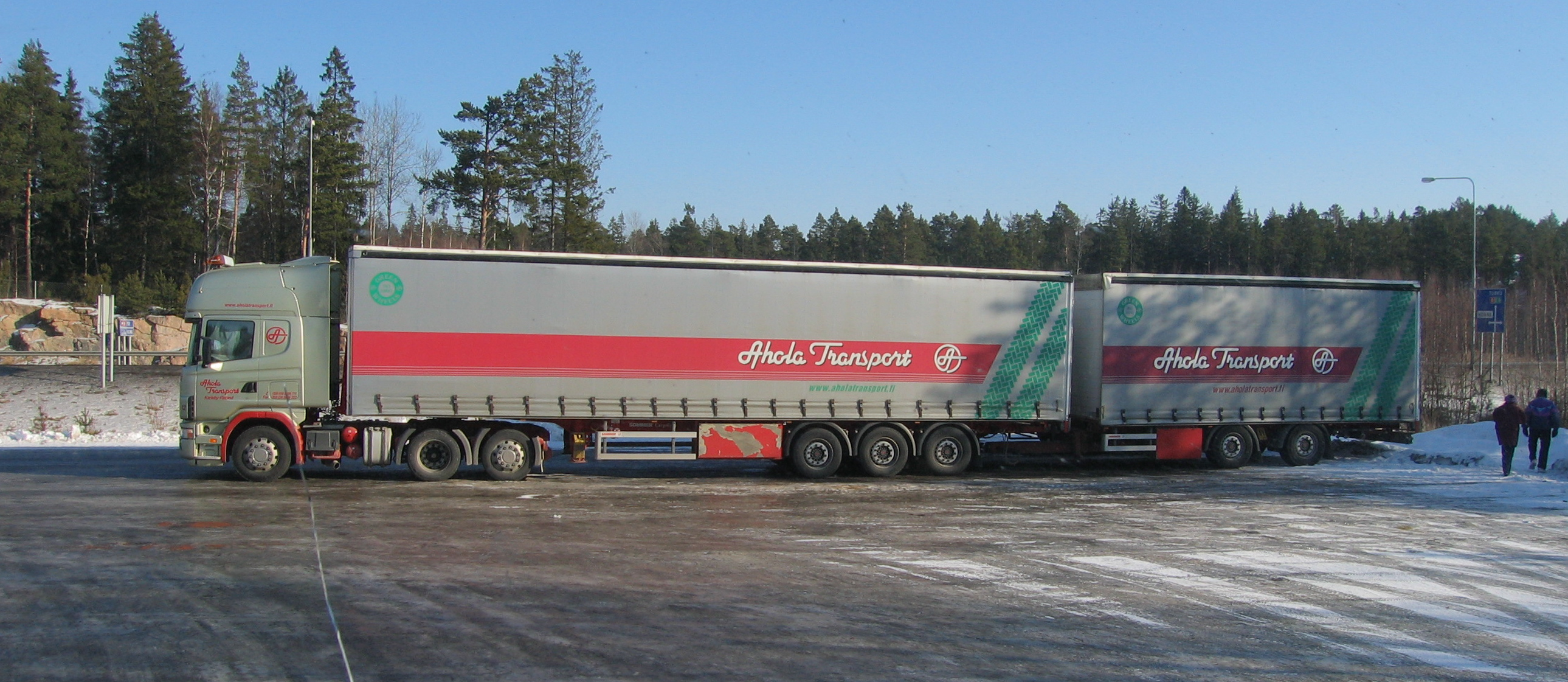
Európai nyergesszerelvény tandem pótkocsival (EuroCombi B)

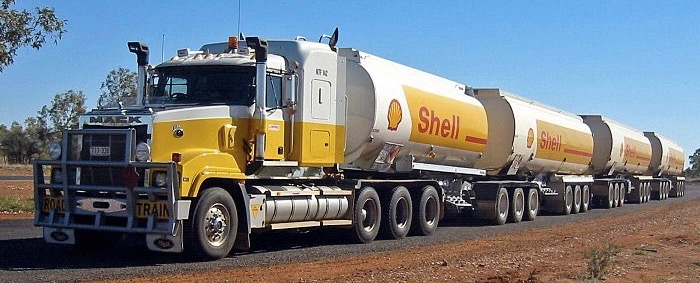
Ausztrál „országúti vonat” (Mack vontatóval)

- Több pótkocsis szerelvény: olyan járműszerelvény, amelynek két vagy több pótkocsija van, gyakran dollyval egymáshoz kapcsolva. Sok országban csak külön engedéllyel közlekedhetnek ilyen szerelvények, máshol viszont szabadabban. Az egyik legismertebb ilyen ország Ausztrália, ahol „Road Train”-nek (országúti vonatnak) hívják az ilyen szerelvényeket. Európában EuroCombi néven jelentek meg extrahosszú, több pótkocsis szerelvények is, de csak bizonyos skandináv országokban, illetve német tartományban.[1][2][3]

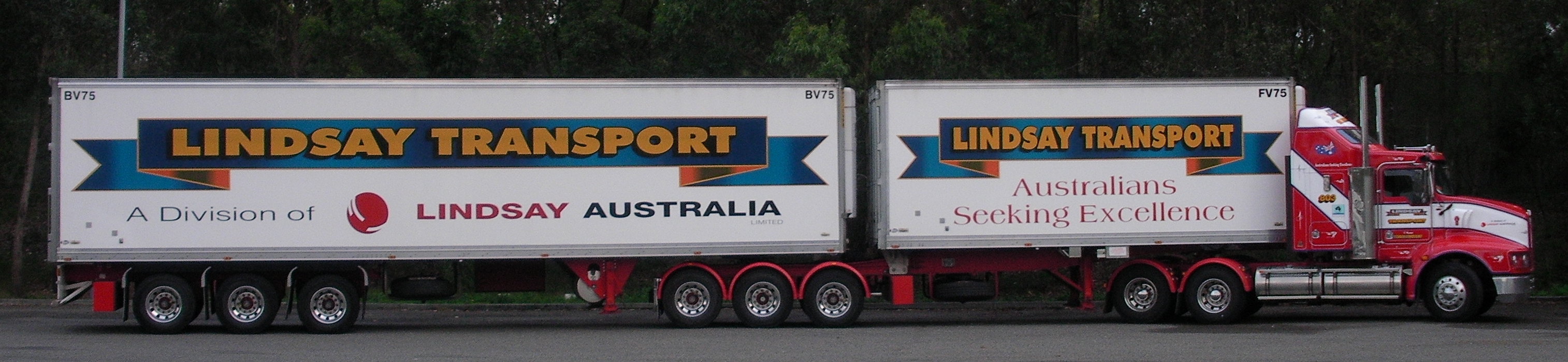
„B-dupla” szerelvény Ausztráliában: B-pótkocsival és hagyományos (A) félpóttal

- B-pótkocsi: olyan félpótkocsi, amelynél a felépítmény a hosszánál rövidebb, mert a végén saját nyereggel rendelkezik, amivel „dolly” nélkül képes más félpótkocsikkal összekapcsolódni több pótkocsis szerelvényekké. A B-pótkocsi mellett a hagyományos félpótkocsit „A-pótkocsiknak” is hívják megkülönböztetésként, innen az elnevezés. A B-pótkocsi szintén Ausztráliában gyakori, de Új-Zélandon, Afrikában, Dél-Amerikában és Kanadában is használják, illetve EuroCombi rendszerben Európában is megjelent.

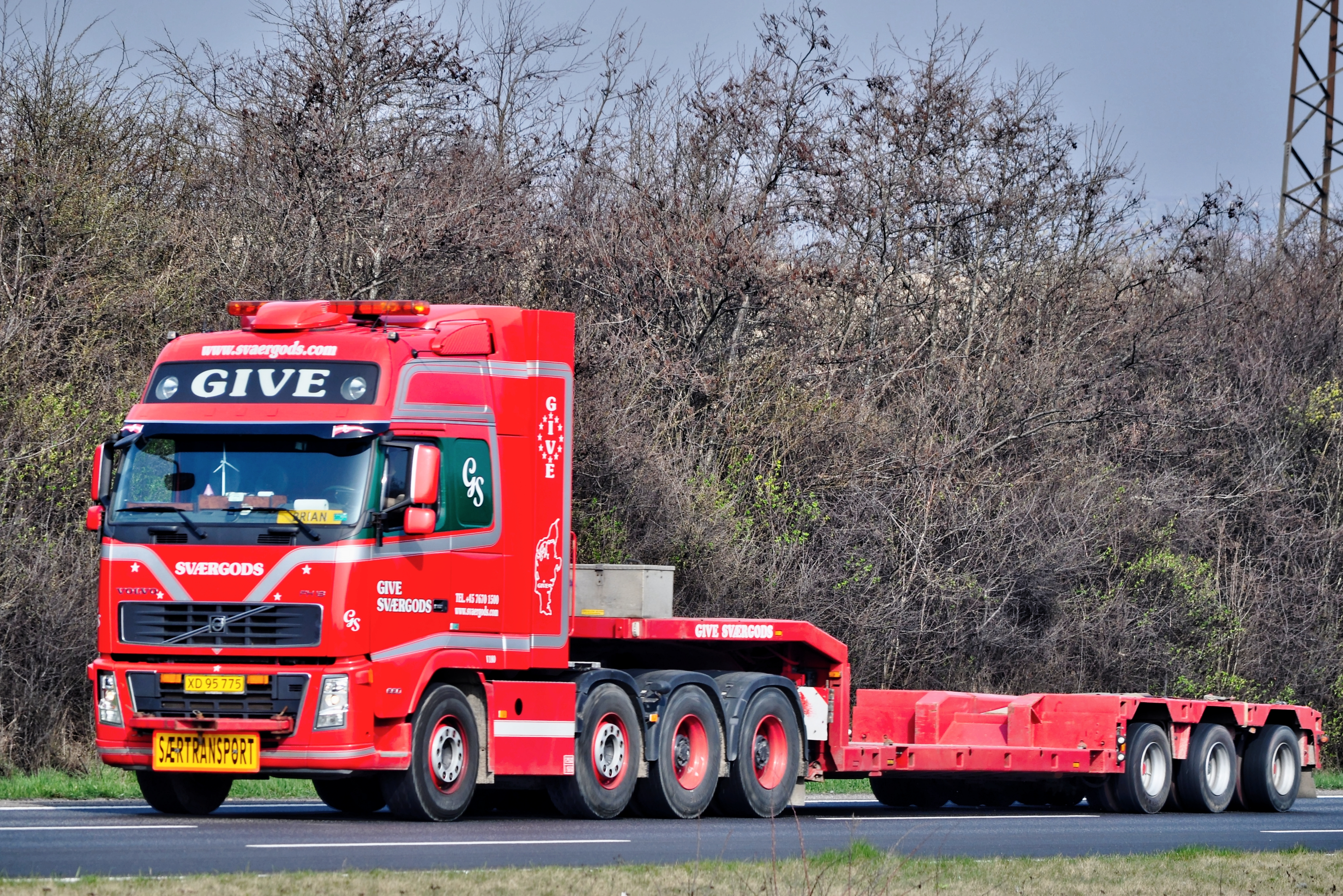
Tréler

- Tréler: a pótkocsik specifikus változatai, amik konkrét céllal készülnek; ide tartoznak a speciális szállítmányok hordozására szolgáló vontatmánytípusok is, amelyet gyakran nehézvontatók mozgatnak. Szintén lehetnek vonórudasak vagy nyereggel vontathatók is.

A felépítményeket és pótkocsikat más cégek gyártják, mint a tehergépkocsikat, de a konstrukciós szabványok betartása miatt természetesen folyamatosan együttműködnek egymással.

### Kialakítás
A tehergépkocsik építési formáit a motor és a vezetőfülke egymáshoz való helyzete adja.
- A motor egy hosszan kiálló orrban kap helyet, ezeket „csőrös” tehergépkocsiknak is hívják. Amerikában és Ausztráliában ez az elterjedt típus, angolul conventional, azaz szokásos jelzővel illetik. Európában a méretkorlátozások miatt ez a kialakítás nem gazdaságos, így csak elvétve fordul elő.

- A „rövid orrú” tehergépkocsiknál a motor átnyúlik a vezetőfülkébe, ilyen kialakítás főleg régi tehergépkocsiknál látható.

- A „bulldogfülkés” kialakítás esetén a motor teljes egészében a vezetőfülke alatt foglal helyet. A világ legtöbb országában ez az uralkodó konstrukció, aminek oka a tehergépkocsikra vonatkozó méret (így hossz-) korlátozás. Az USA-ban is elterjedt volt ez a típus a méretkorlátozások 1970-es évekbeli lazításáig, ettől függetlenül ott is elterjedt jelenleg is; ott COE (Cab Over Engine, azaz „fülke a motor felett”) rövidítéssel is szokták jelölni.

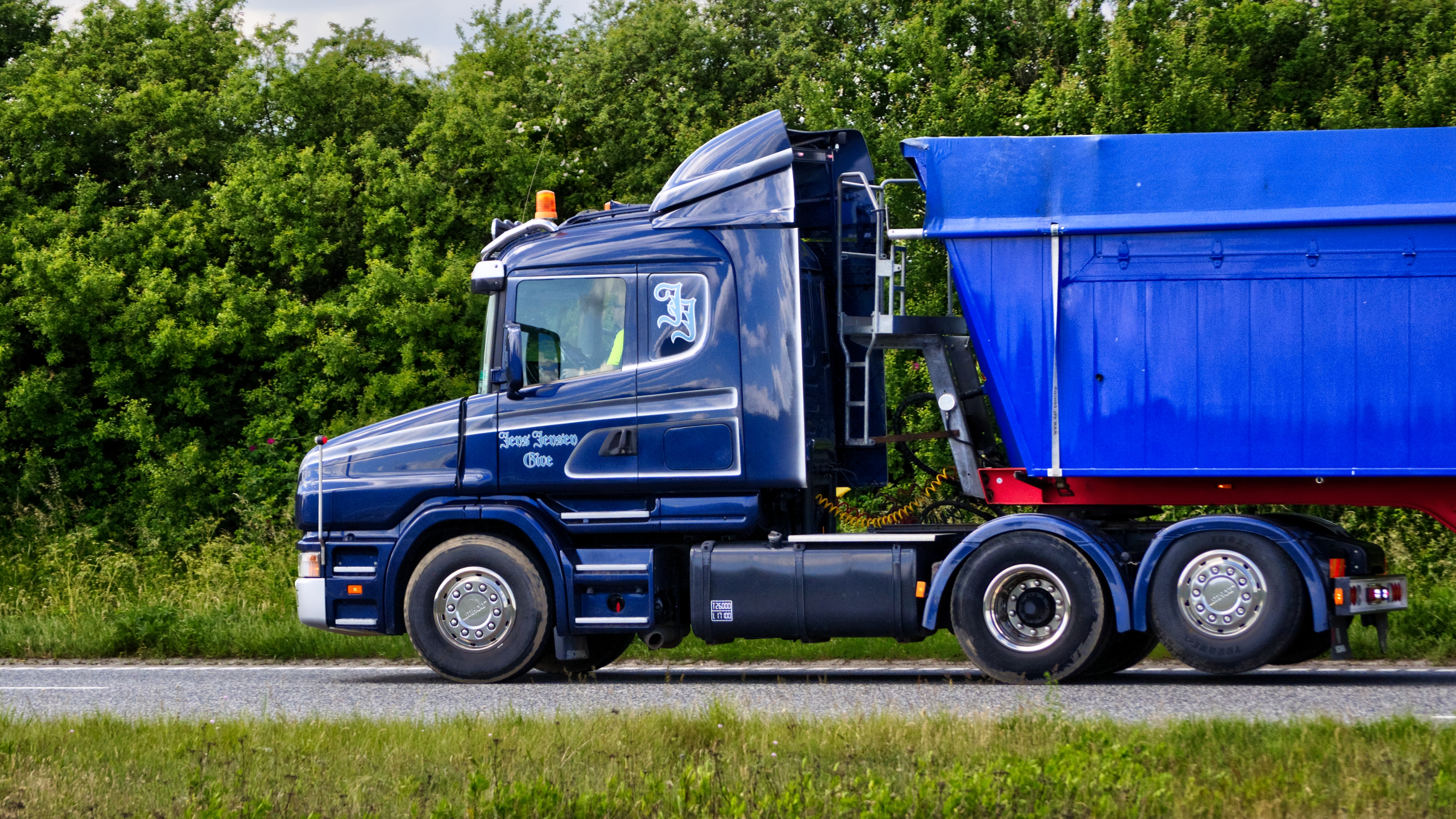
Csőrös teherautó (Scania)
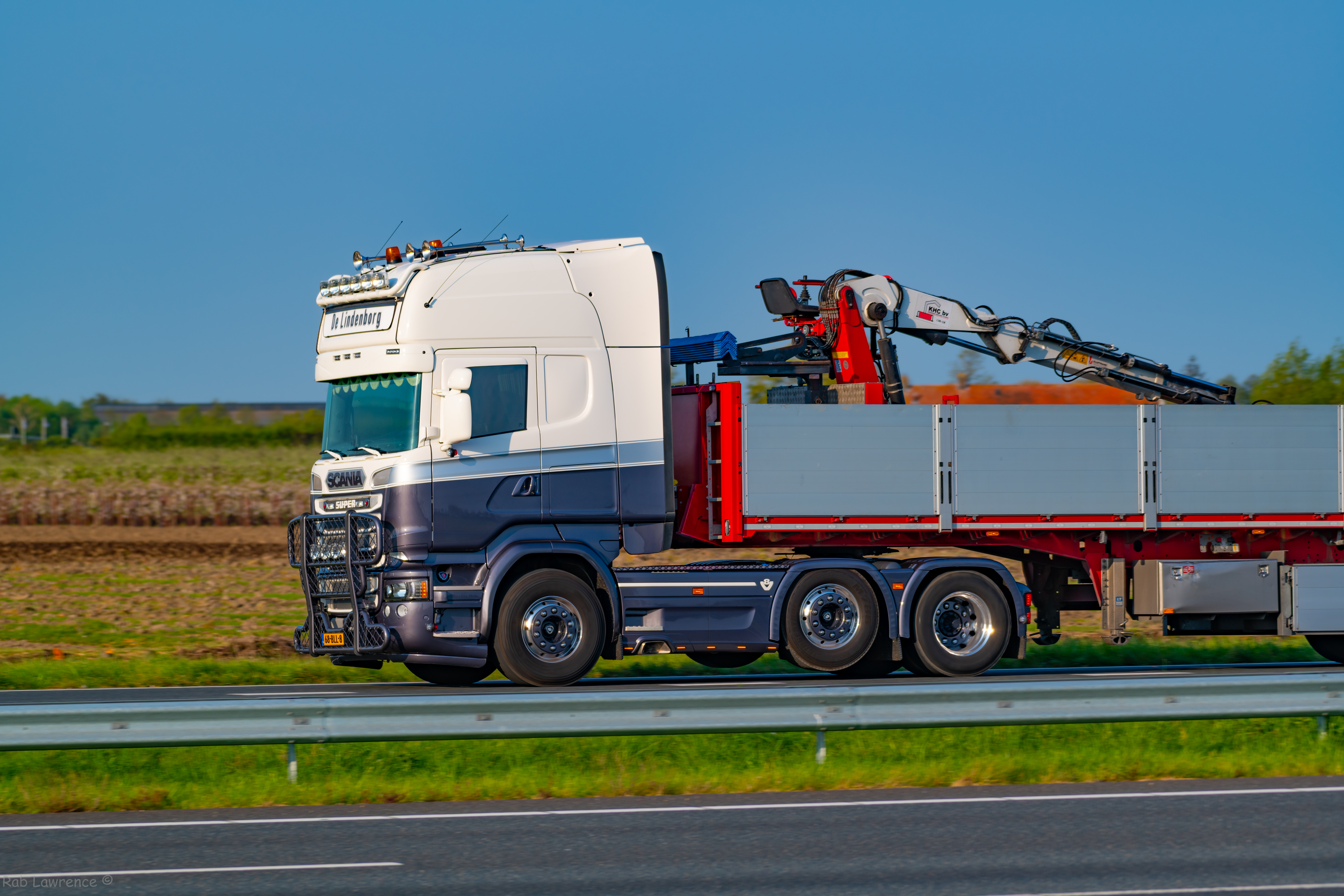
Bulldogfülkés teherautó (Scania)
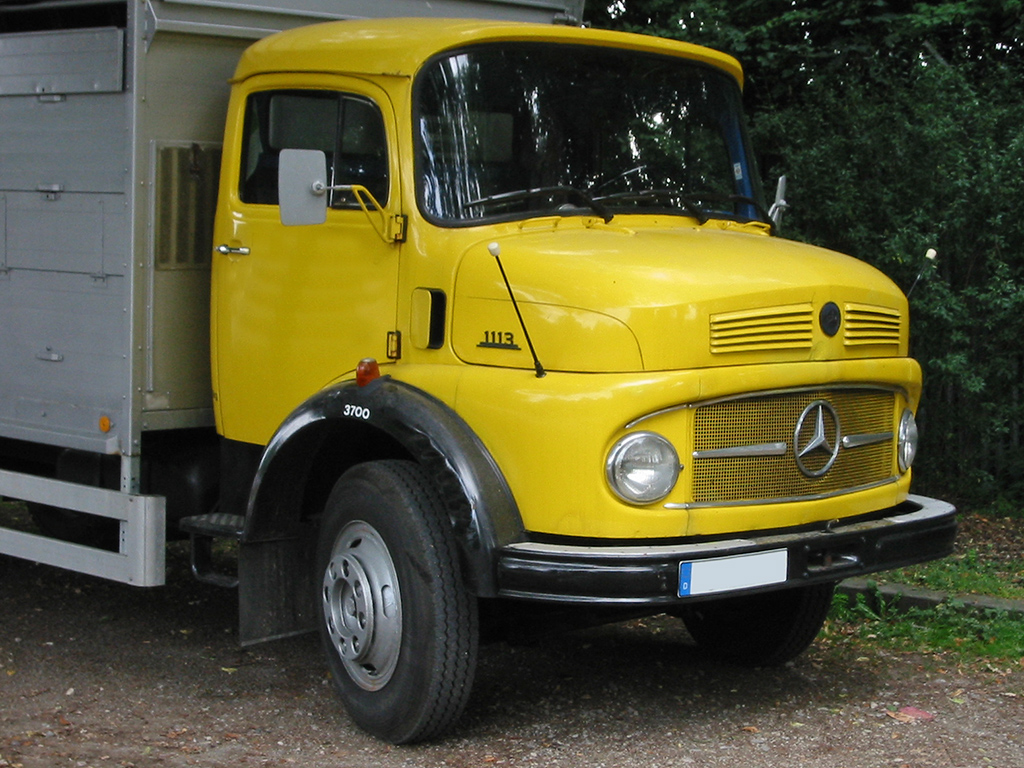
Tipikus "rövid orrú" teherautó, amely átmenet a hosszú, illetve a front kialakítású tehergépkocsi között (Mercedes 1113)
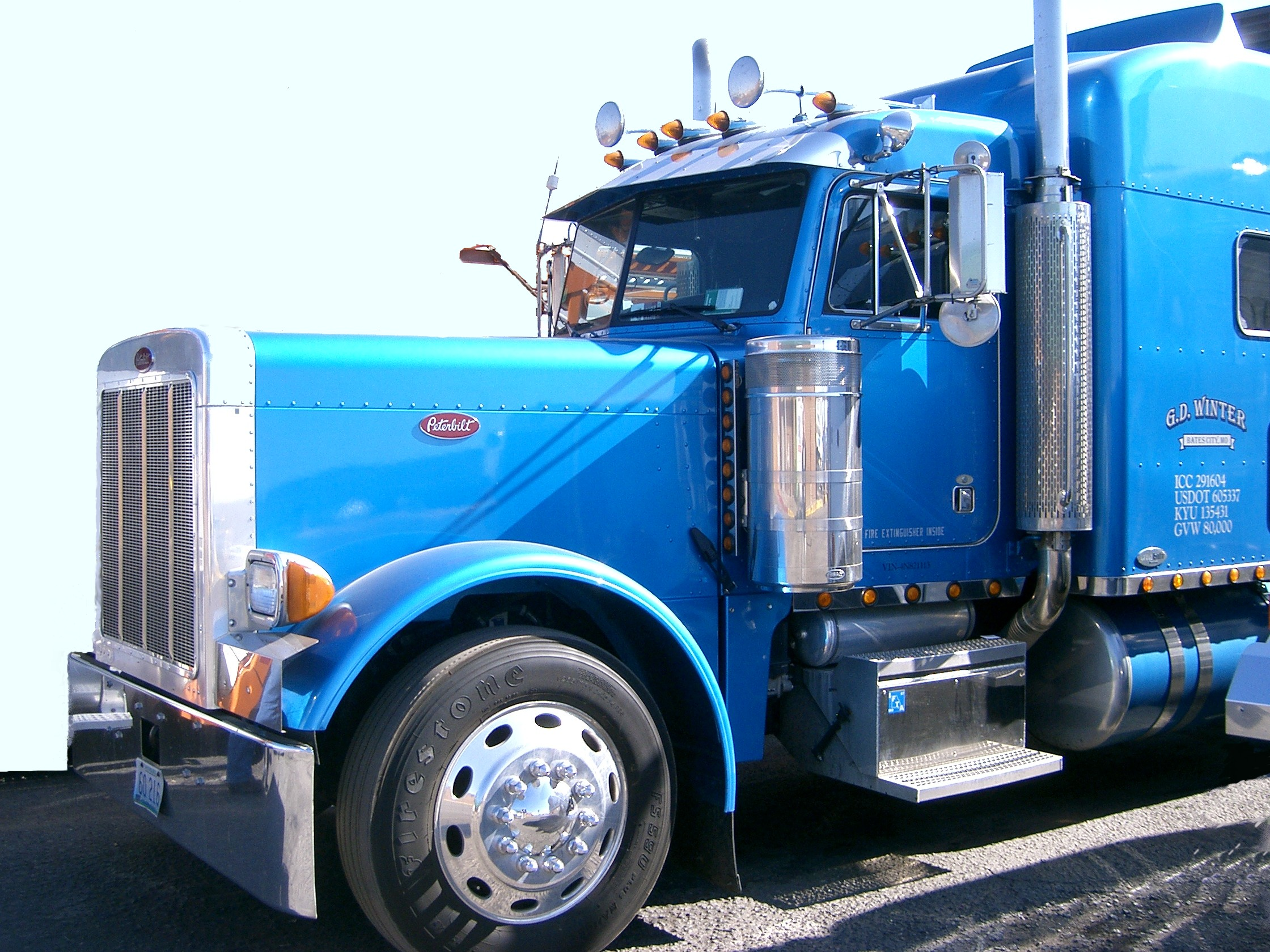
Jellegzetes amerikai csőrös kamion (Peterbilt)
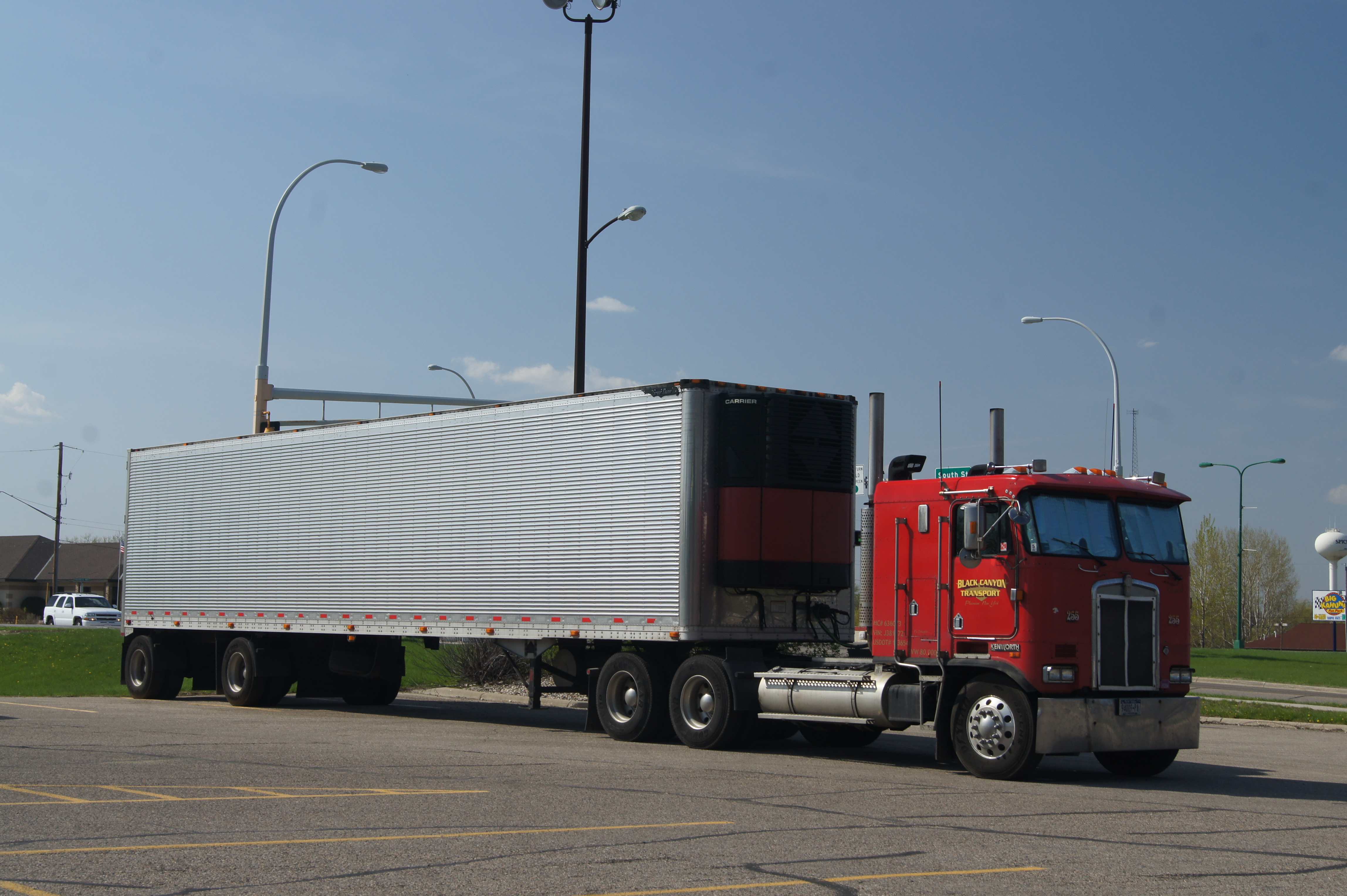
Bulldogfülkés amerikai kamion (Kenworth)

### Méret és tömeg
A tehergépkocsikat alapvetően a megengedett össztömeg, a tengelyeinek száma, illetve a használati cél alapján rendszerezik:
- Kisteherautó: 3,5 tonna
- Könnyű teherautó: 7,5 t-ig
- Középnehéz teherautó: 12 t-ig
- Nehéz teherautó: 40 t-ig, pótkocsival együtt.

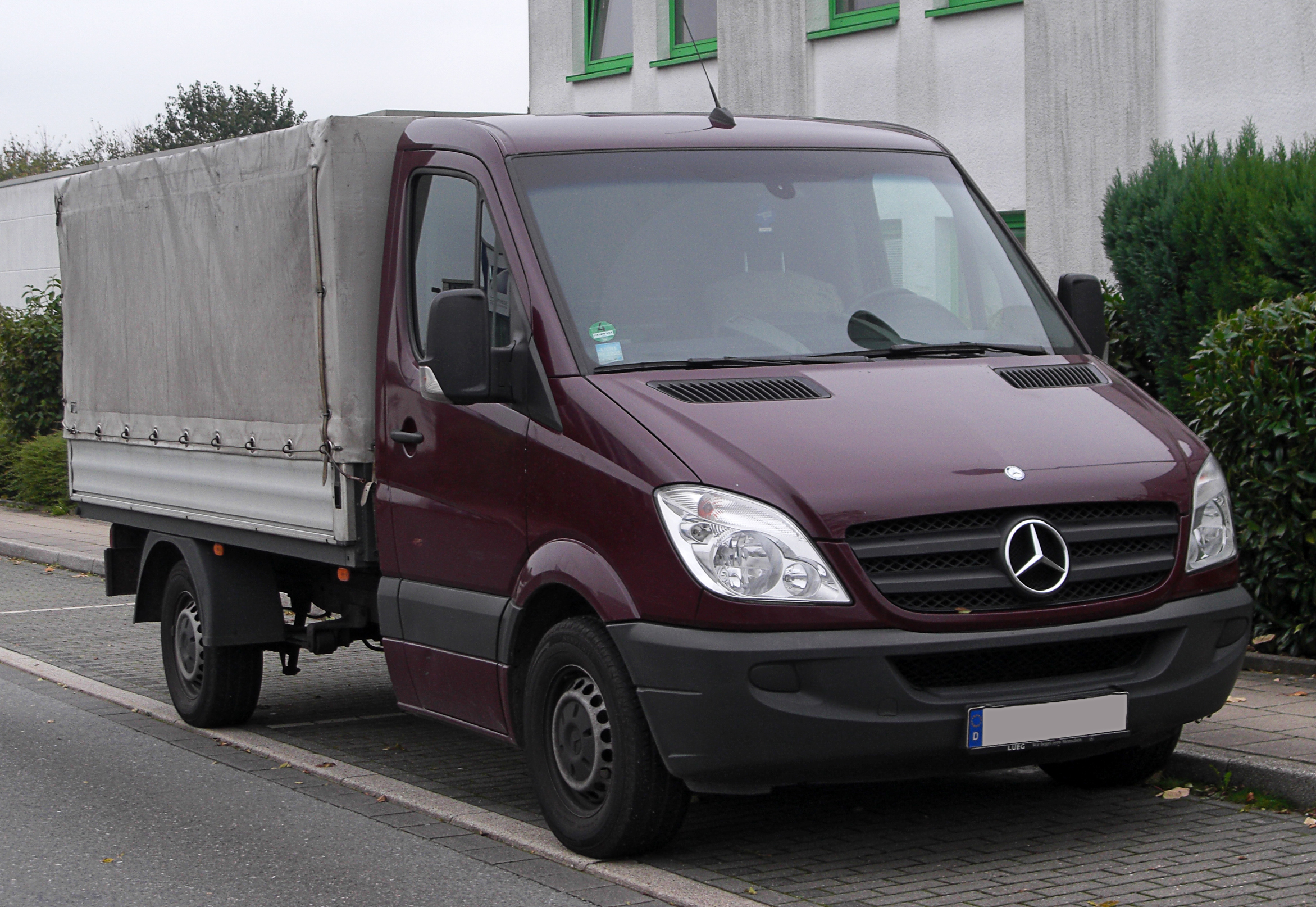
Kisteherautó
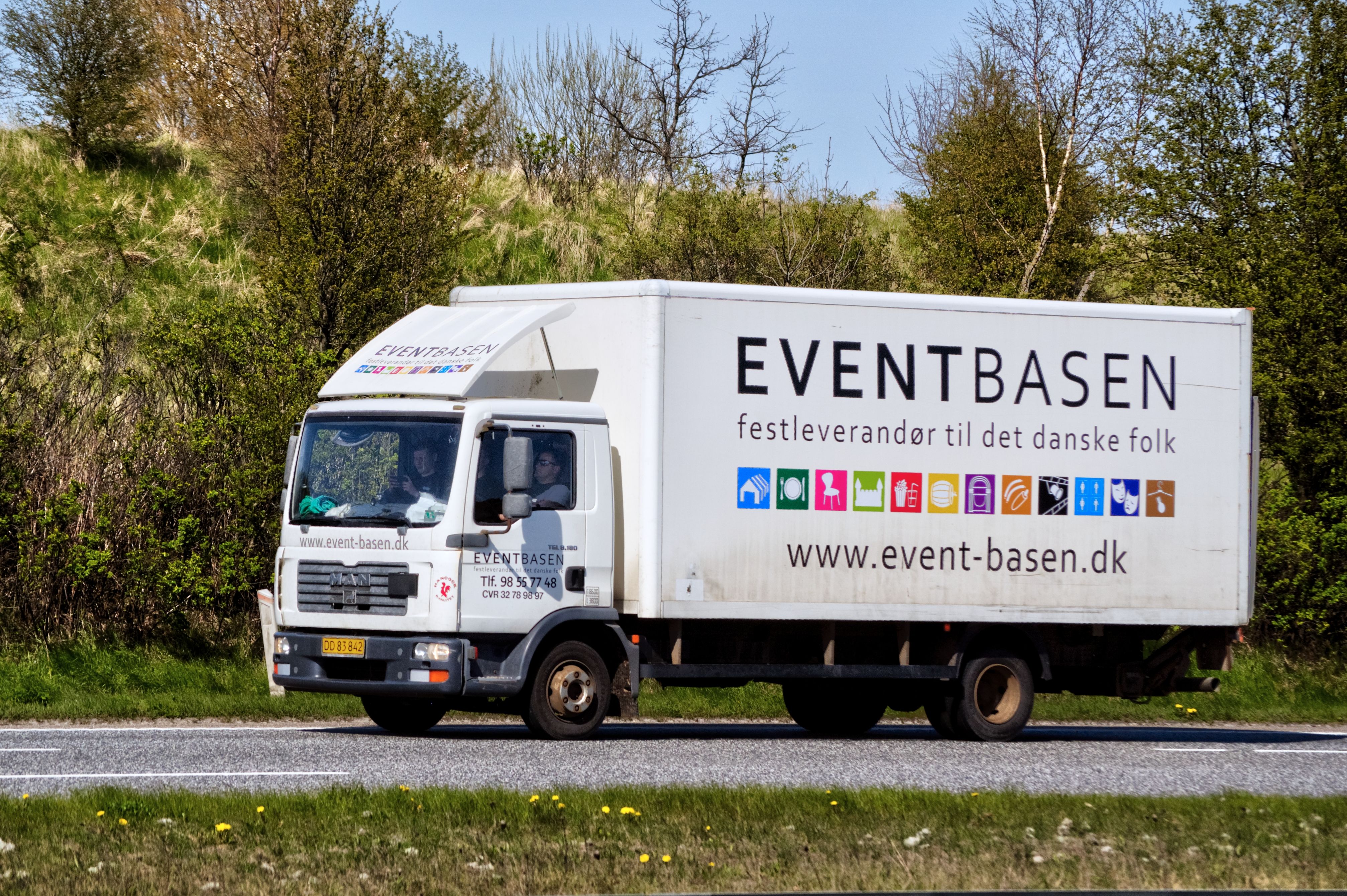
Könnyű teherautó
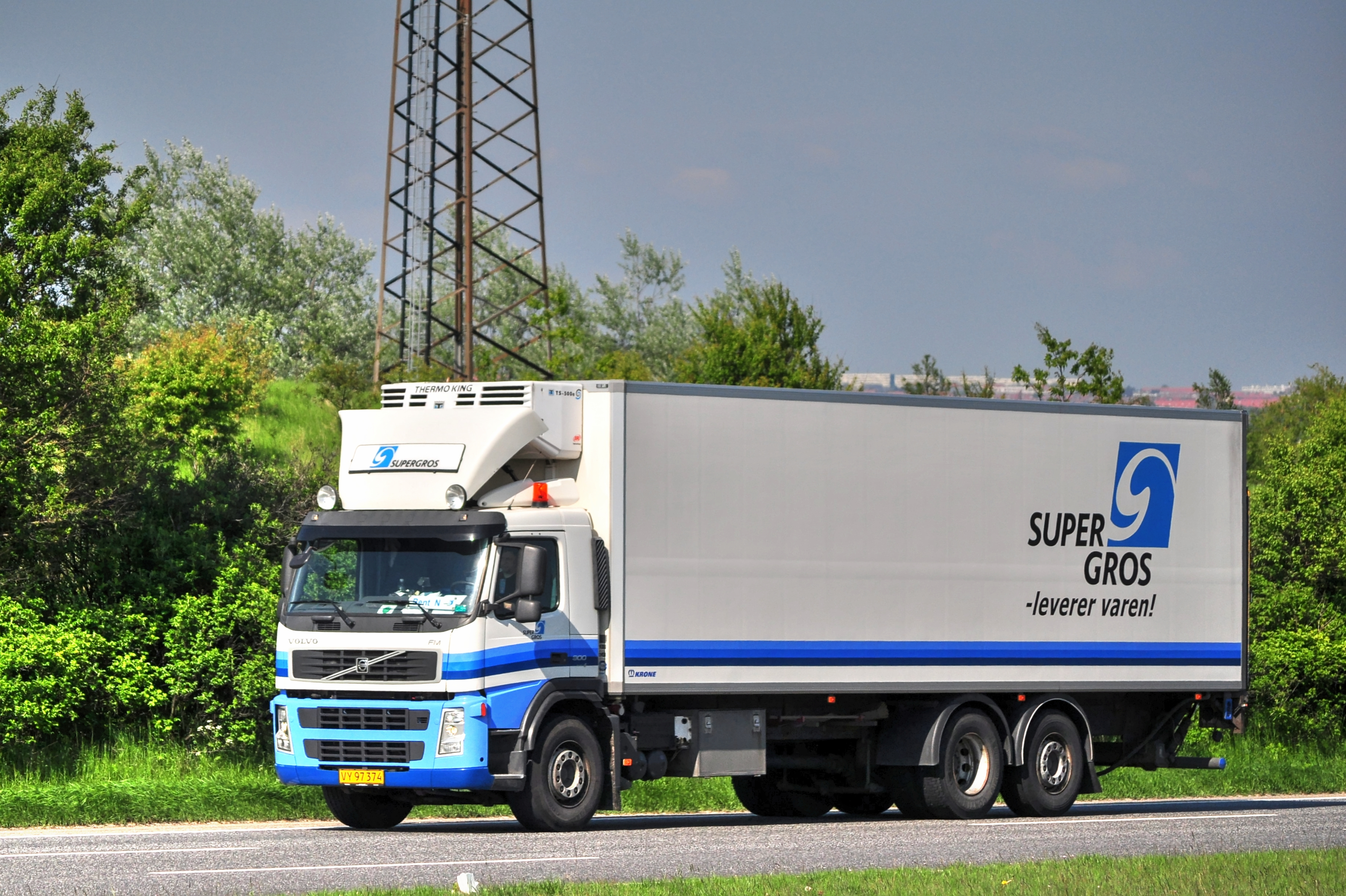
Középnehéz teherautó
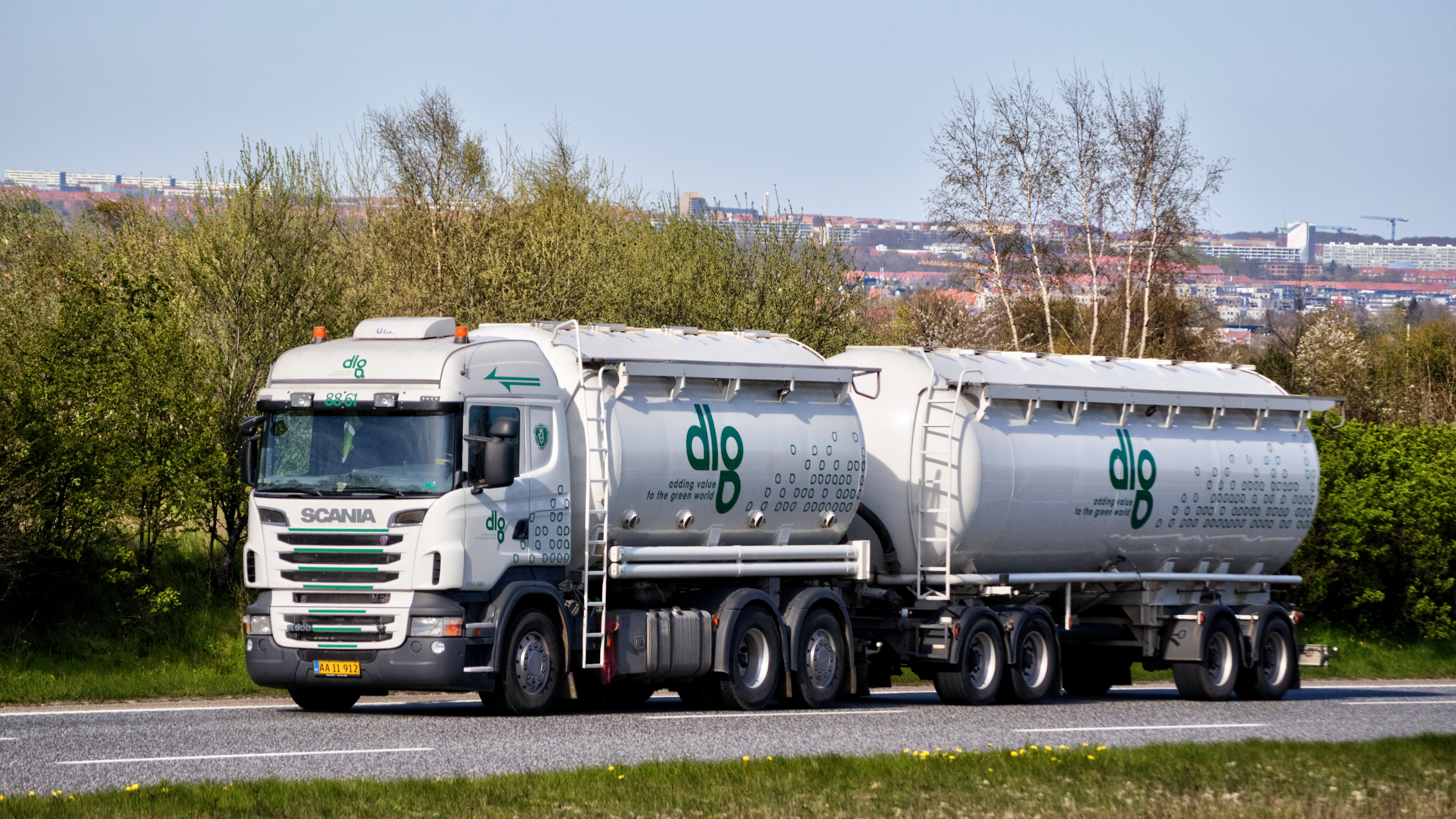
Nehéz teherautó

Egy VW Golf is számíthat teherautónak, ha a használati célja áruszállítás, illetve ha a szükséges átépítés megtörtént. Több személyautót gyártó cégnek van áruszállításra kialakított típusa is, pl. VW Caddy vagy Opel Astra Van. Amerikában pedig ilyen autó, pl. a Chevrolet El Camino.

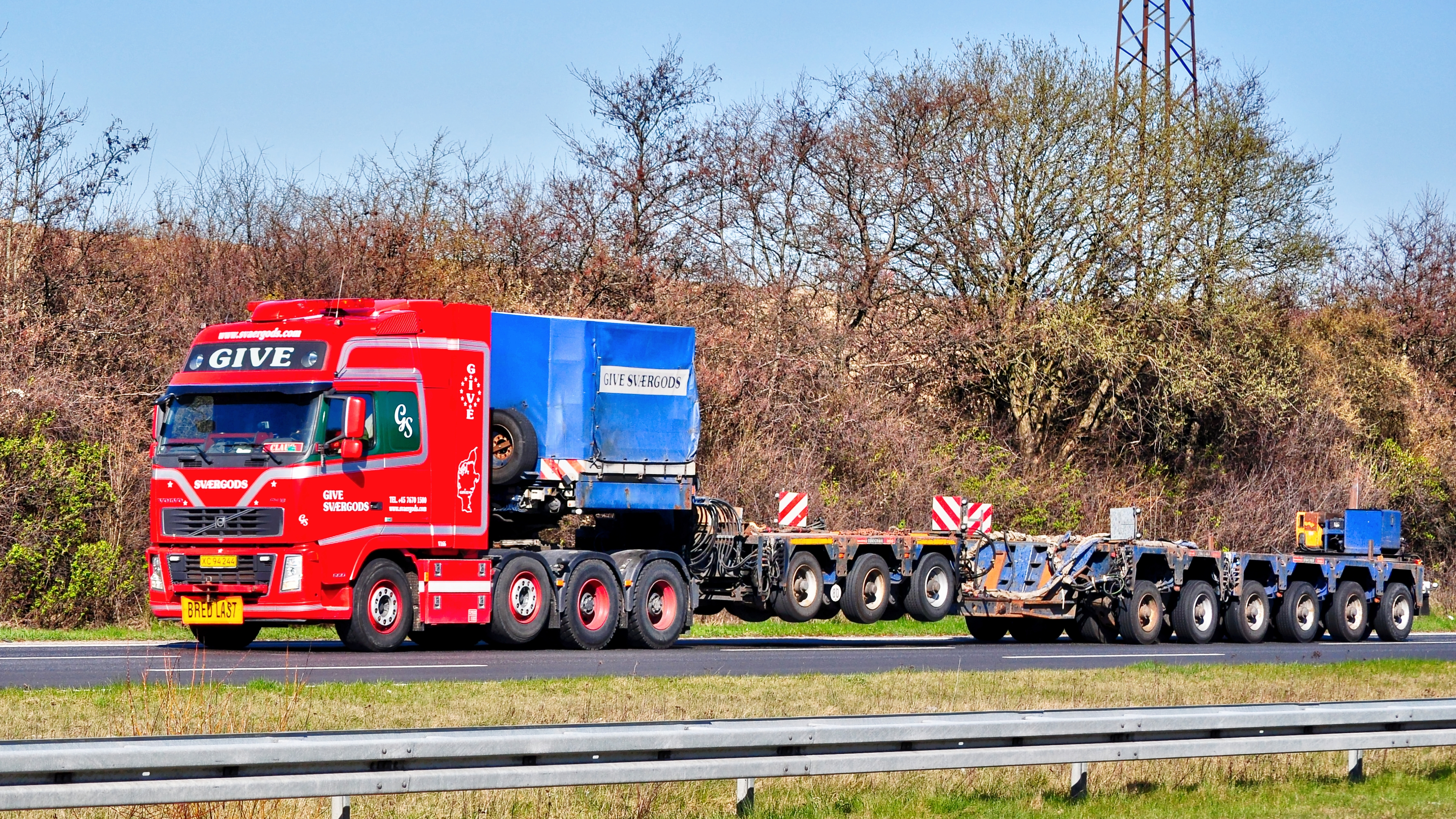
Túlméretes szerelvény túlméretes és/vagy túlsúlyos szállítmányokhoz

A felsorolt kategóriákon felül viszont akadnak jóval nagyobb, nehezebb, speciális kialakítású gépjárművek is, például autódaruk, vagy egyéb túlméretes járművek is, melyek külön engedélyek birtokában, de ugyanúgy közlekedhetnek közutakon. 
Ahhoz, hogy teherautót vezethessünk, megengedett össztömeg alapján szükséges a:
- B kategóriás jogosítvány (max. 3,5 t)
- C1 kategóriás jogosítvány (max. 7,5 t)
- C kategóriás jogosítvány (nincs súlykorlátozás)
- C+E kategóriás jogosítvány (750 kg-nál nehezebb pótkocsi C+CE)

Jogilag sokféleképpen osztályozzák a teherautókat. Figyelembe veszik a tömegét, felépítését, a felhasználás célját, amelyek különböző hatással vannak például a járműbiztosításra, a vámra, és különféle egyéb adókra. Példaképpen, egyes államokban szabályozzák a pénteki, illetve szombati fuvarozást.
Rendszerint a felhasználás nagysága szerint: helyi forgalom, elosztó forgalom (általában kisebb járművek, kis vezetőfülkével, fekvőhely nélkül), vagy távolsági forgalom. Természetesen használhatóak a kis forgalmi járművek is távolságiként, de ez formailag nem elkülöníthető.
Miután az utóbbi években engedélyezte az EU a vezetőknek, hogy a fülkében töltsék a pihenőidejüket, amennyiben a kötelező méret és kellék megtalálható, nem kötelező a hotel igénybevétele.
Időközben, a távolsági forgalmat többségben uralják az euro-nyergesvontatók, amelyek tipikusan egy kéttengelyes nyergesvontatóból és egy háromtengelyes félpótkocsiból (trailer) állnak. Ezeknek a méretét, súlyát, felhasználását az EU hivatalosan előírta, és az összes európai országban engedélyezett.
A teherjármű pótkocsis szerelvényként (tehergépkocsi+pótkocsi) max. 18,75 m-es, nyerges szerelvényként (vontató+félpót) 16,50 m hosszú, 4 m magas, és 2,60 m széles lehet.

### Meghajtás

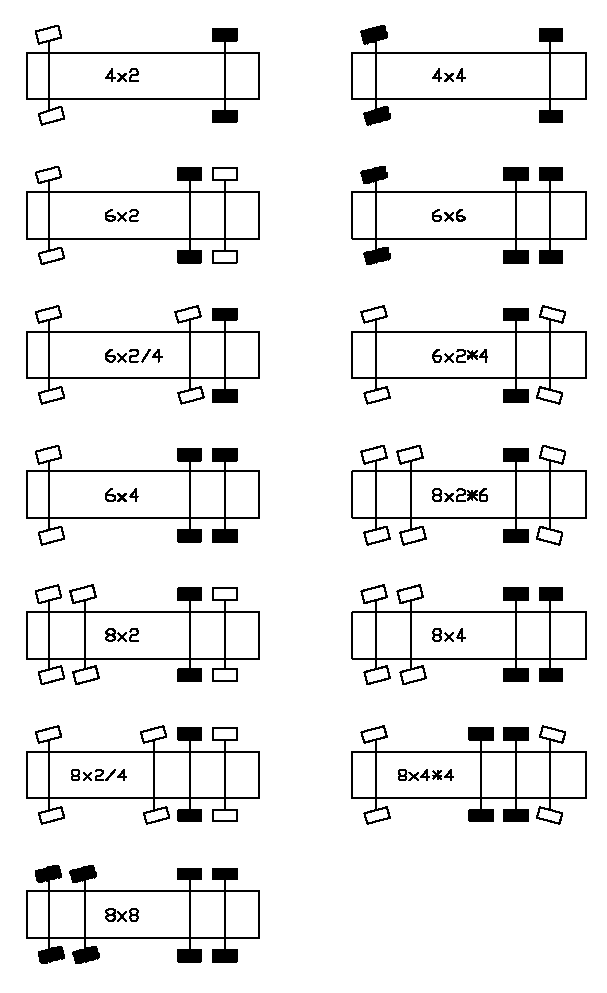
A legelterjedtebb 2, 3 és 4 tengelyes kerékképletek meghajtott és kormányzott tengelyekkel (⇐menetirány)

Alapesetben a tehergépkocsik hátsó (dupla abroncsozású, azaz ikerszerelésű) kerekeit hajtja meg a dízelmotor, de ez a tengelyek számától és a jármű felhasználhatóságtól függően változhat. Kormányzásnál alapesetben csak az első tengely kormányozott, de több tengely esetén ez is változhat.
A meghajtott tengelyek általában dupla gumis kerekűek (ikerszerelésűek), a kormányzott tengelyeken pedig szóló gumisak (egyedi szerelésűek) a kerekek, de több meghajtott tengely esetén ez utóbbiak is meghajtást kapnak, nem beszélve a kimondottan terepre készített, összkerékhajtású tehergépkocsikról, amiknek gyakran minden kerekén szóló terepgumi található. Négy vagy annál több tengely főleg építőipari vagy egyéb különlegesebb felhasználású tehergépkocsikon fordul elő. Három vagy több tengely esetén egyes tehergépkocsik bizonyos tengelye(i) felemelhető(k) a talajról, ha a terhelés nem teszi szükségessé a használatukat, amivel a gumiabroncsok és az üzemanyag költségein lehet spórolni. Ezeket „boogie-tengelyeknek” hívják, de szokták még „mankótengelynek” is nevezni; előfordul, hogy az ilyen tengelyeket a funkció miatt kisebb átmérőjű kerekekkel szerelik, erre főleg Észak-Amerikában vannak példák. A tehergépkocsi meghajtását a kerékképlet írja le, ami megmutatja, hogy a rendelkezésre álló kerekekből mennyi meghajtott és mennyi kormányzott.
Alább csak a hagyományos tehergépkocsik szóba jöhető kerékképletei szerepelnek. Az „×” mutatja a kerekek és a meghajtott kerekek közti viszonyt, a „/” jel után a kormányzott kerekek száma látszik, de ezt külön csak akkor jelölik, ha az értelemszerűen kormányozott első két keréken felül több kerék is kormányozott, tehát külön „/2”-t nem. Ha a gépkocsin ellenkormányozódó kerekek is vannak, akkor „/” helyett „*”-gal jelzik a kormányozott kerekeket. Egy-egy meghajtóképletnél egyúttal a tengelyelrendezések is számítanak, ezt „+” jellel jelzik a tengelyek száma közt elölről hátrafelé. 
- Két tengely

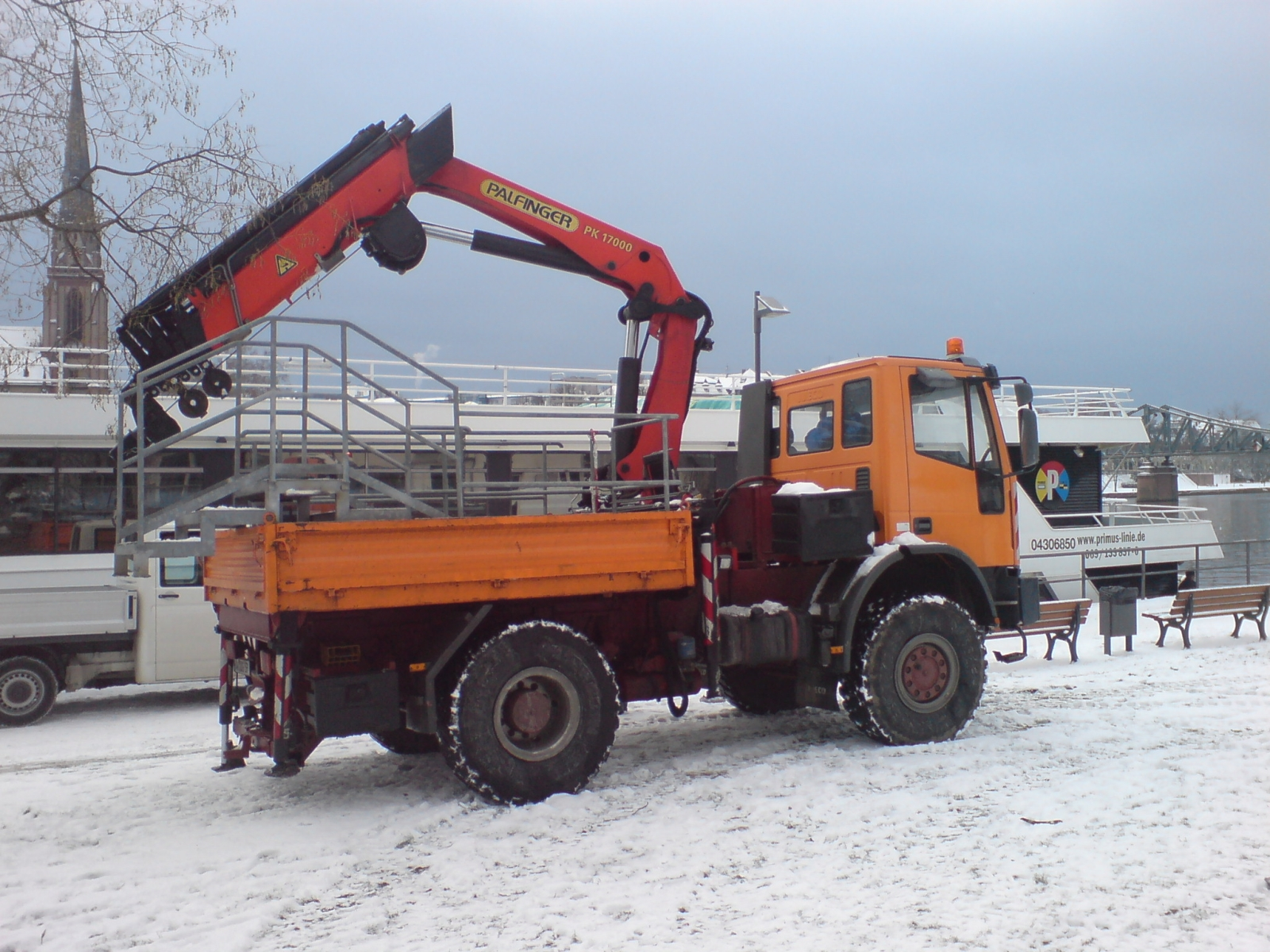
4×4-es tehergépkocsi (Iveco)

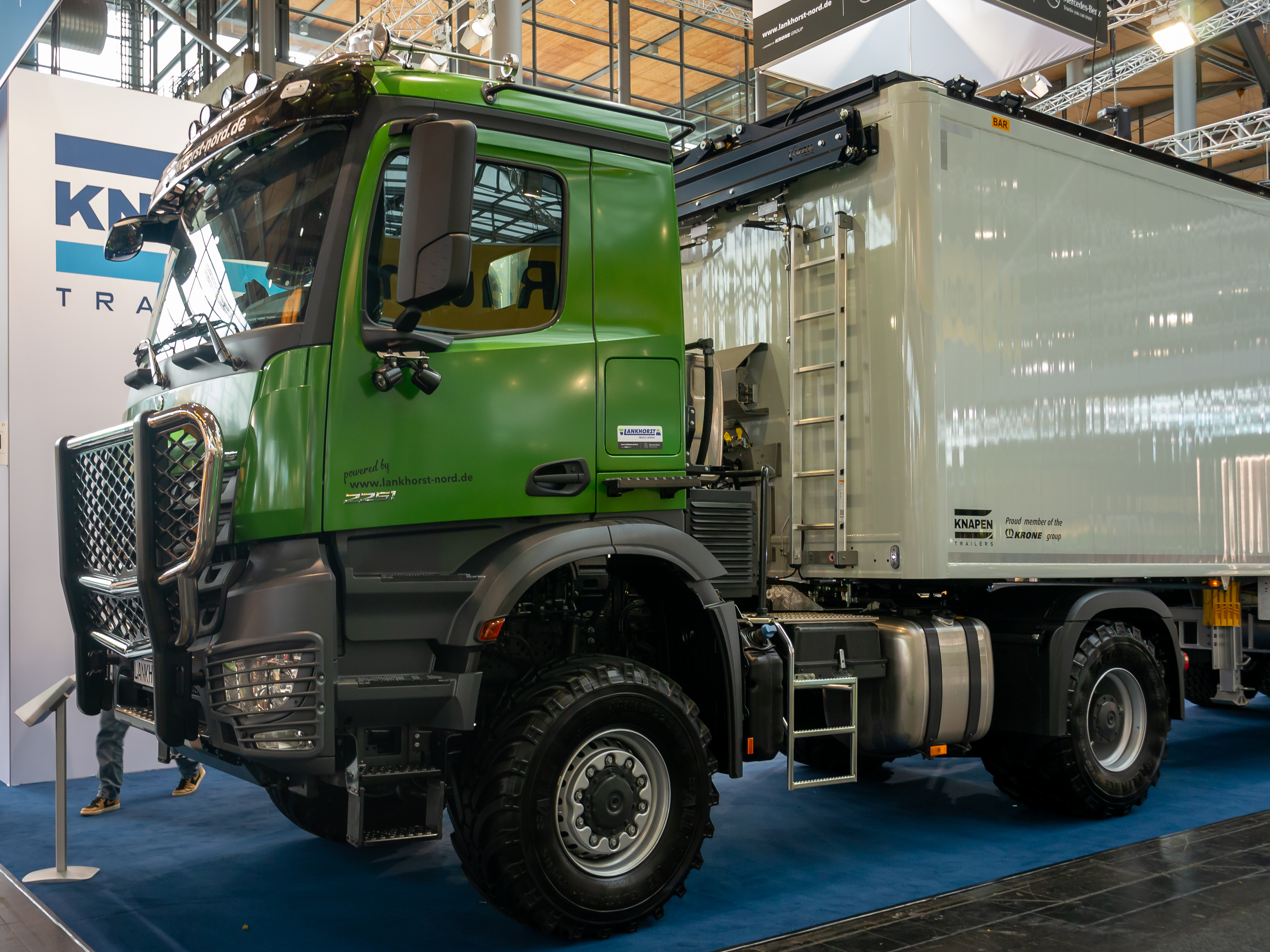
4×4-es nyergesvontató mezőgazdasági célra (Mercedes)

Kéttengelyes (négy kerekű) jármű esetén három lehetőség van:
- 4×2 = négy kerékből kettő meghajtott (általában a hátsó).
- 4×4 = négy kerékből négy meghajtott, tehát összkerékhajtású.
- 4×4/4 = mind a négy kerék meghajtott és kormányzott (összkormányzással kerékszámtól vagy tengelyszámtól függetlenül viszont csak bizonyos különleges tehergépkocsik bírnak).

Két tengely esetén kevésbé lehet tengelyelrendezésről beszélni, leszámítva, hogy a hátsó hol támasztja alá a terhelést.
- Három tengely

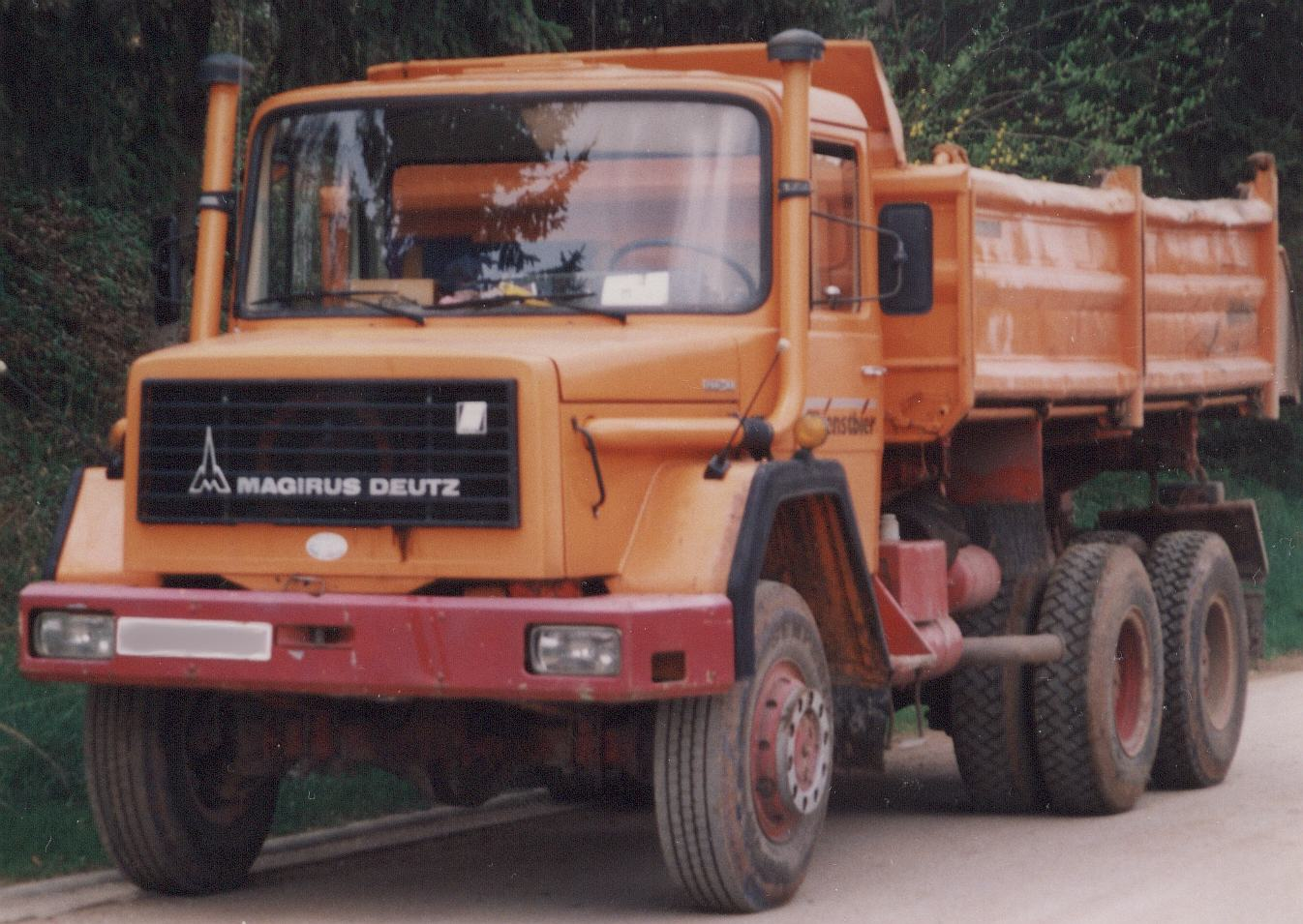
6×6-os kerékképletű tehergépkocsi (Magirus Deutz)

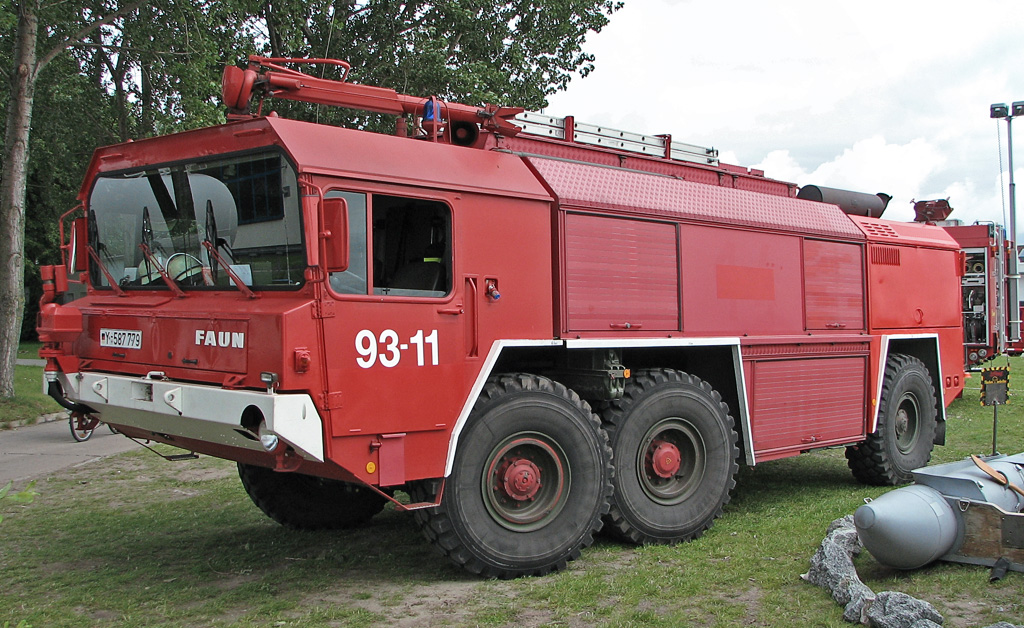
6×6/4-es kerékképletű tűzoltógépkocsi ritka 2+1-es tengelykiosztással, vagyis mellső ikertengelyekkel (Faun)

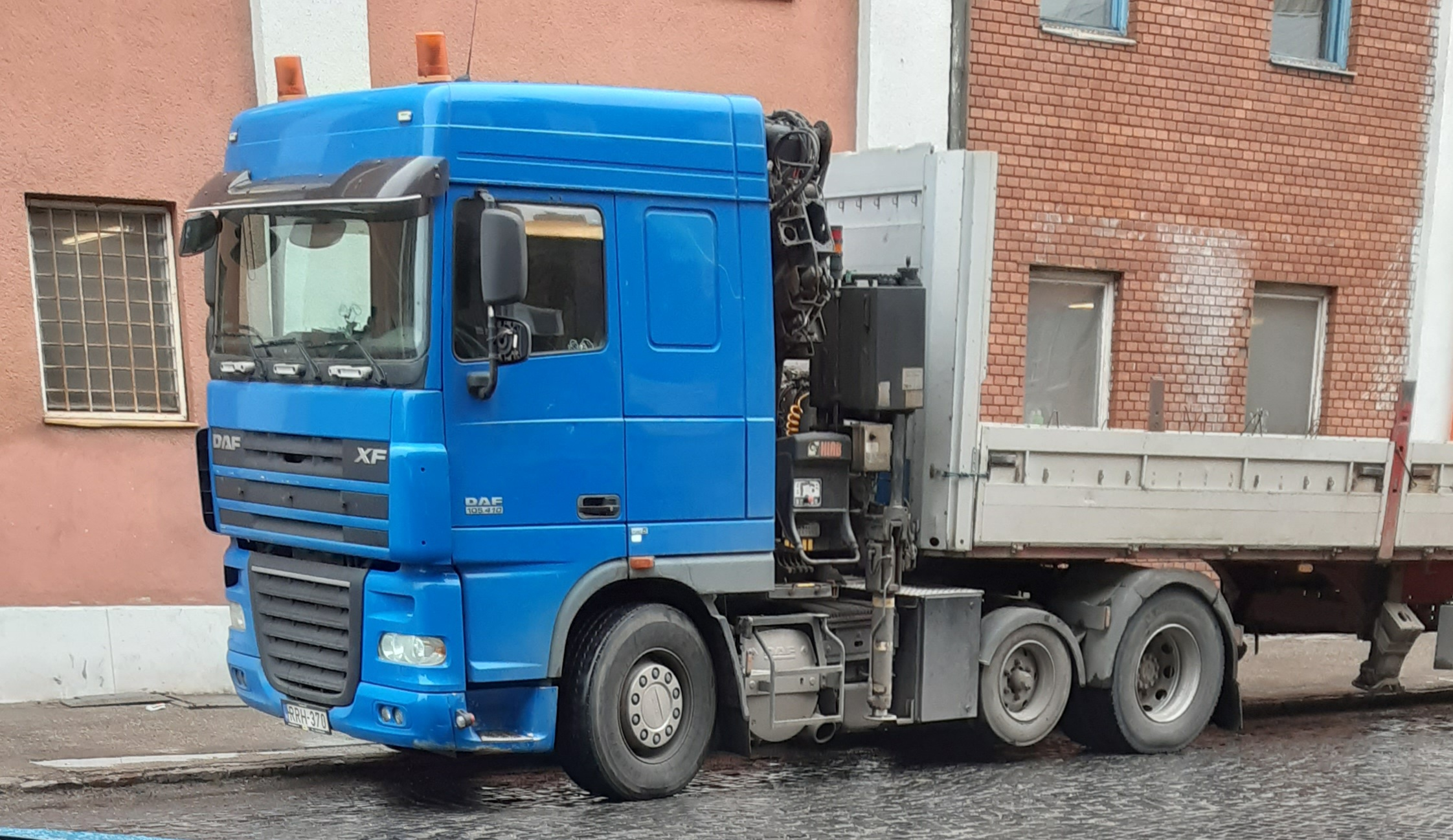
Nyergesvontató kisebb kerekű mankótengellyel és daruval (DAF)

Háromtengelyes (hat kerekű) járműnél már több a lehetőség, 1+2-es vagy ritkán 2+1-es tengelykiosztások fordulnak elő, a kettős tengelyeket dupla vagy ikertengelyeknek is hívják. Egészen ritkán 1+1+1 tengelykiosztás is lehet, mely jellemzően katonai és/vagy kétéltű járműveknél fordul elő.:
- 6×4 = hatból négy kerék meghajtott a hátsó ikertengelyen, 1+2.
- 6×2/4, 6×2*4 = hatból két kerék meghajtott és négy kormányozott, általában a nem meghajtottak, ezek az első és valamelyik hátsó tengelyen vannak (egészen ritka esetben az első kettőn), 1+2, 2+1.
- 6×4/4 = hatból négy kerék meghajtott a hátsó kettő, vagy az első és harmadik tengelyen, az első és második tengely kerekei pedig kormányozottak, 1+2, 2+1.
- 6×6 = összkerékhajtás, 1+2.
- 6×6/4 = az elsőn kívül valamelyik másik tengely is kormányozott (ritka változat, még ritkábban az első két tengely kormányzott), 1+2, 2+1, 1+1+1.
- 4×4+2 = hatból két kerék meghajtott és a második háti tengely emelhető; az első tengely meghajtott.

Ha egy járműnél a meghajtott merev tengely után is van kormányzott tengely, azon a kerekek már minden esetben ellenkormányozottak, csökkentve a kanyarodás ívét.
- Négy tengely

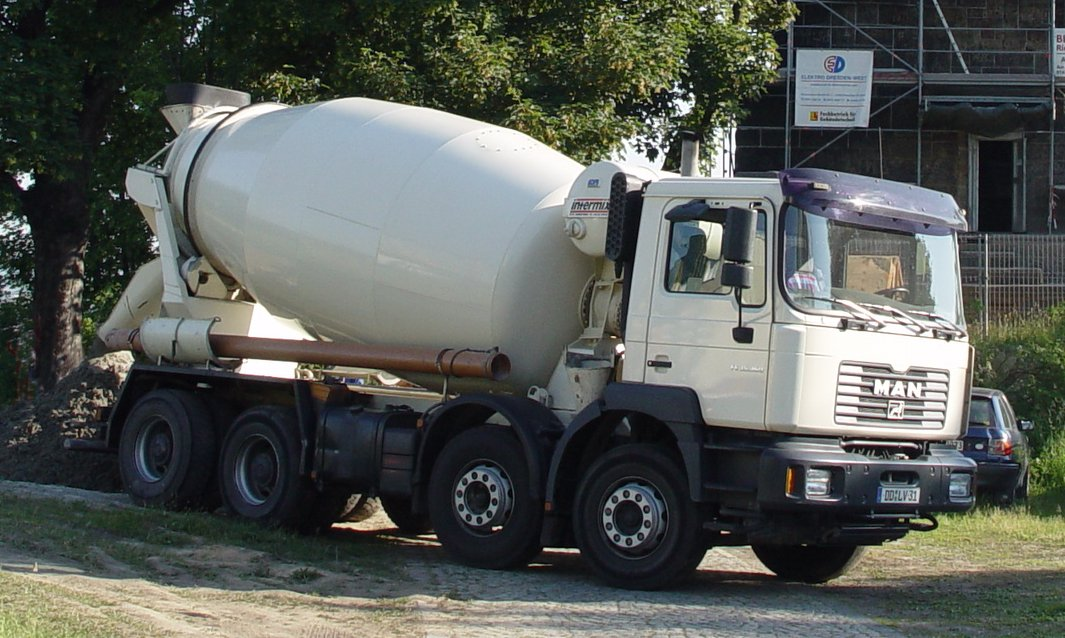
8×4/4-es négytengelyes tehergépkocsi cementmixerrel (MAN)

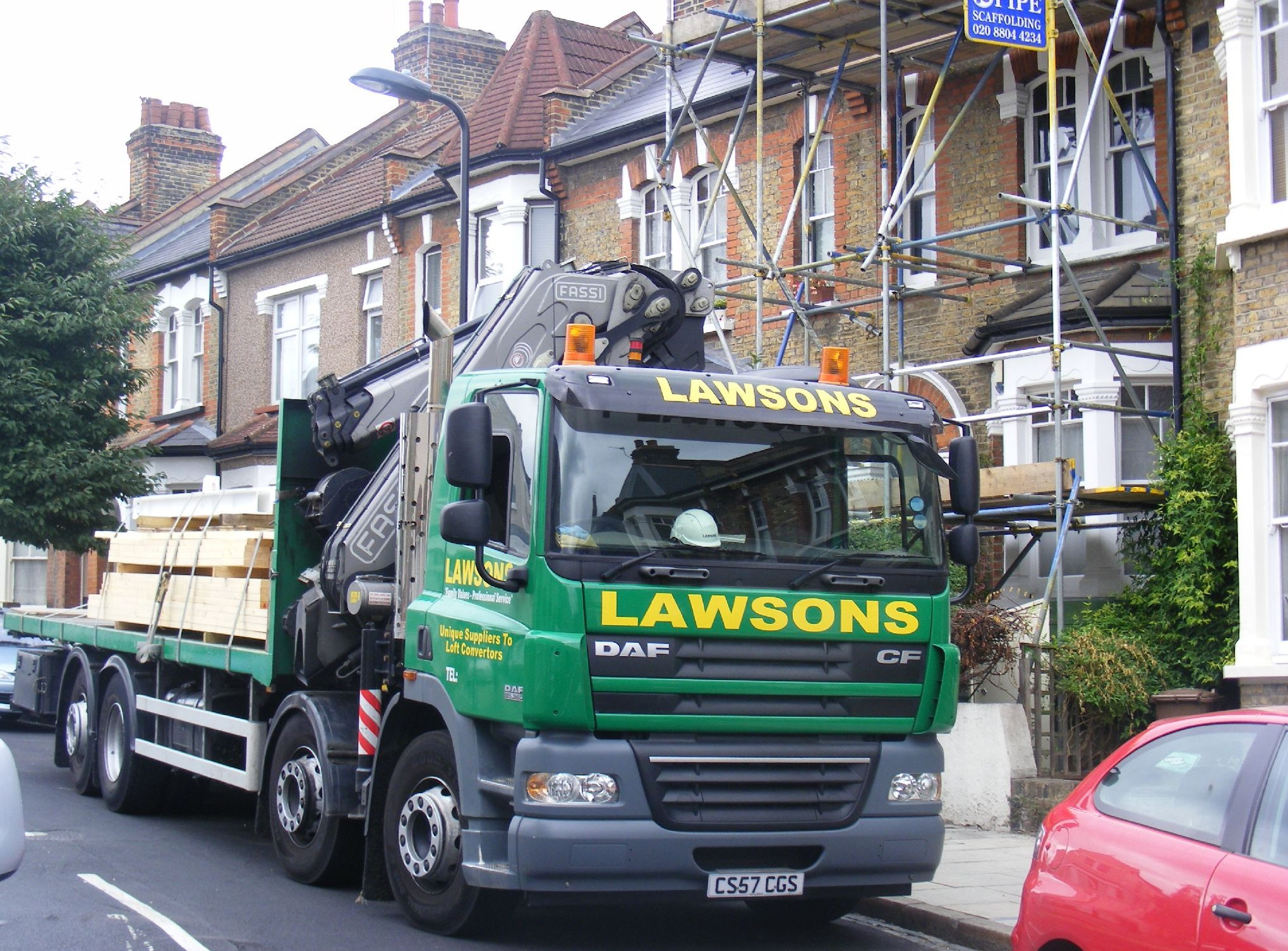
8×2*6-os képletű teherautó (DAF)

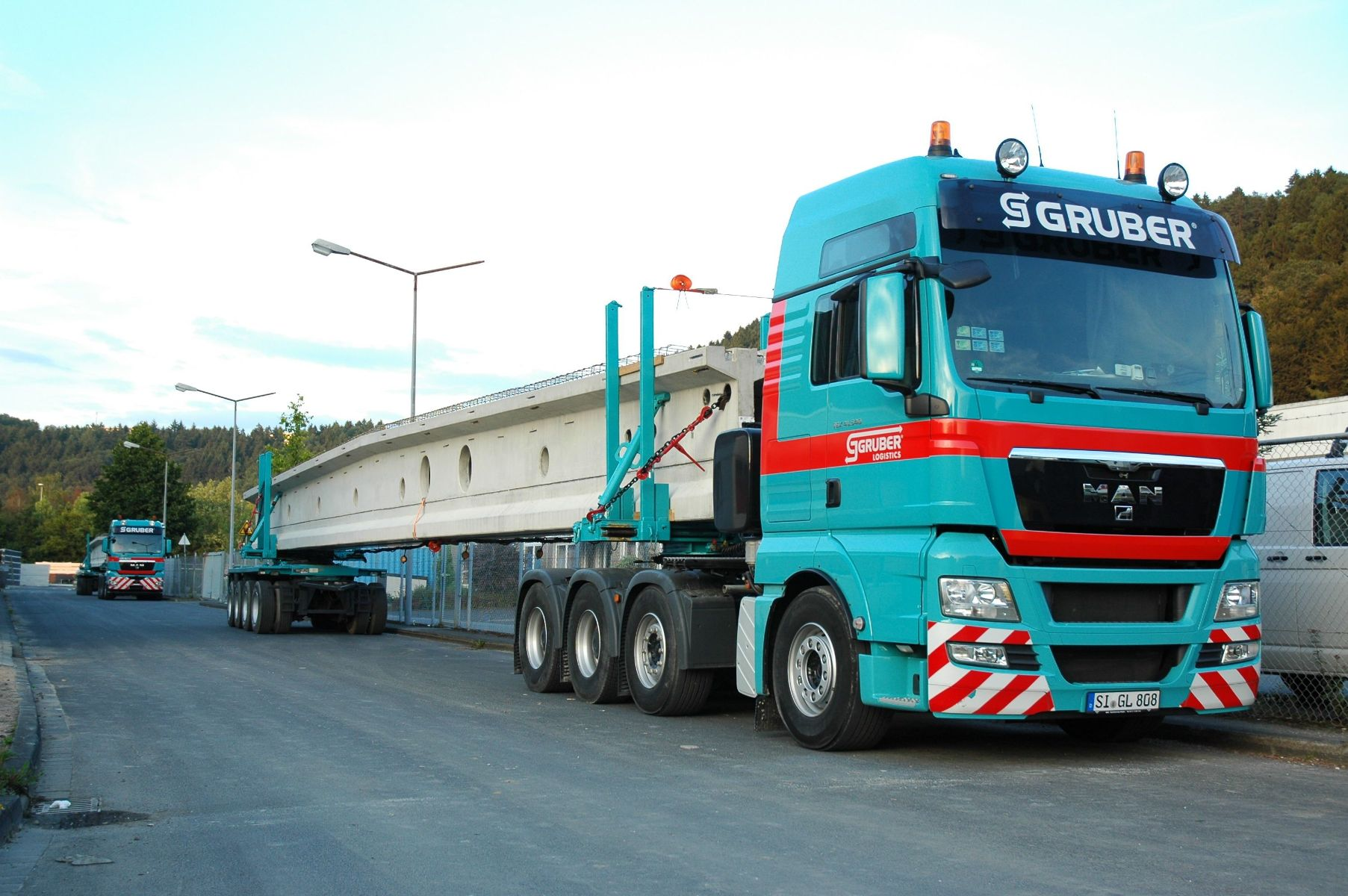
8×4/4-es négytengelyes tehergépkocsi tridem-tengelyekkel mint nehézvontató (MAN)

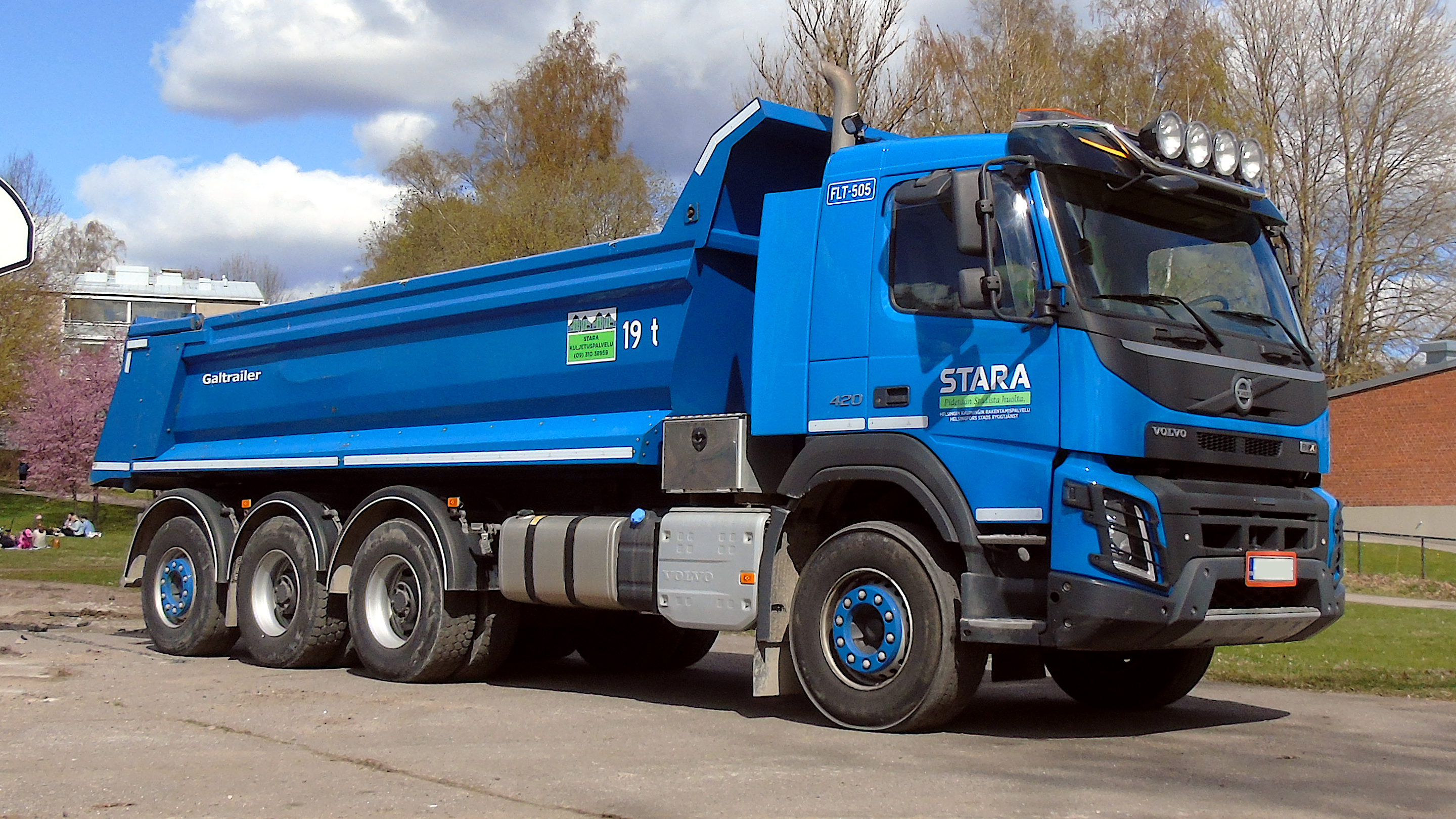
8×4*4-es tridemes billencs, ez a forma jobban manőverezhető, mint a 2+2 (Volvo)

Négytengelyes (nyolc kerekű) járműnél további lehetőségek vannak, alapvetően 2+2-es vagy 1+3-as tengelykiosztások lehetségesek, utóbbinál a hátsó hármas tengelycsoportot „tridem-tengelyeknek” is hívják:
- 8×2/4 = nyolcból az egyik hátsó pár kerék meghajtott, általában a harmadik tengelyen lévők, az első két tengelyen lévők kormányozottak, az utolsó pedig szabad futású (passzív) tengely (az ilyen tengely ritka), 1+3, 2+2.
- 8×2*6 = nyolcból az egyik hátsó pár kerék meghajtott, általában a harmadik tengelyen lévők, a többi kormányozott, 1+3, 2+2.
- 8×4/4, 8×4*4 = első esetben nyolcból a hátsó négy kerék meghajtott és az első négy kormányozott (2+2), a második esetben az első kettő és az utolsó kettő, de akkor a középső négy kerék kap meghajtást, ez 1+3 tengelyelrendezésre igaz, ami jobban manőverezhető a 2+2-nél.[4]
- 8×6/4 = mint az előző képlet első változatánál, de itt általában az első tengely is meghajtást kap, mint 2+2.
- 8×8/4 = összkerékhajtás és az első két tengely kormányzása, 2+2.
- 8×6 = nyolcból a három hátsó tengely hat kereke kap meghajtást, de csak az első tengely kerekei kormányozottak. Ez a hajtásképlet főleg az Észak-Amerikai gyártású, „csőrös fülkéjű”, építőipari, nehéz szállító és nehézvontató tehergépkocsikra jellemző, amelyeknek a meghajtást bonyolító, három differenciálműje a három hátsó „tridem” tengelyen van.
- 8×8 = összkerékhajtás csak első kormányzott tengellyel rendelkező tehergépkocsiknál, azaz ugyancsak 1+3-as tengelyelrendezésnél, szintén főleg amerikai, csőrös fülkéjű modelleknél. Ugyanakkor bizonyos, csőrös típusú teherautók fülkéje alá is beépíthetnek egy második kormányzott mellső tengelyt, így itt is előfordul a 2+2 tengelyelrendezés a már ismertetett 8×8/4 vagy 8×4/4 kerékképletekkel.

- Öt tengely

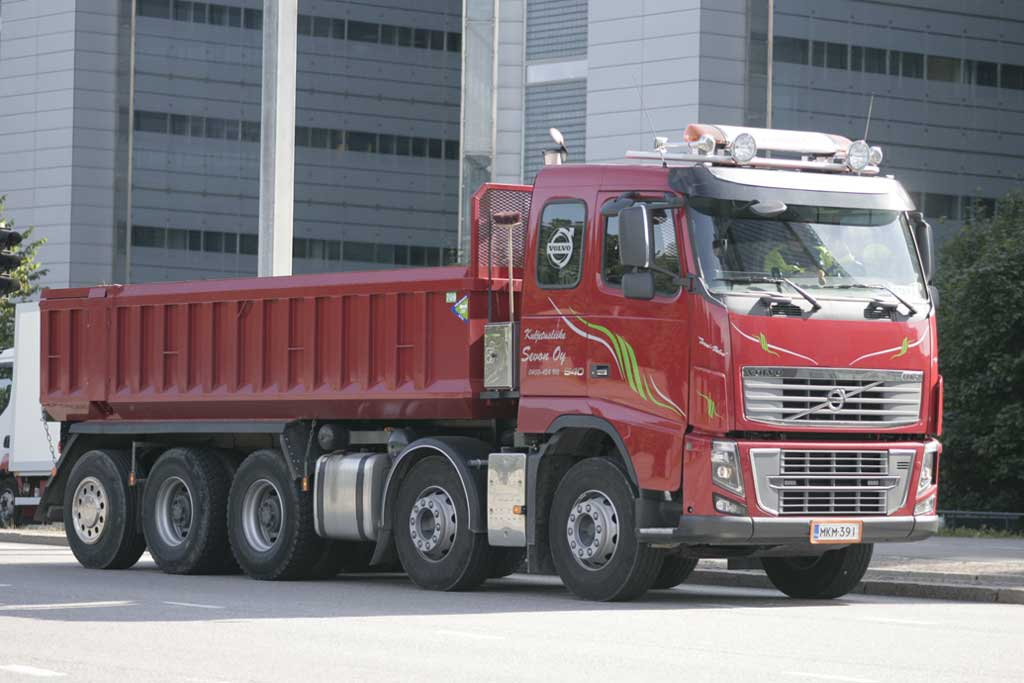
Öttengelyes tehergépkocsi 10×4*6-os kerékképlettel (Volvo)

Öttengelyes (tíz kerekű) járművek már eleve különlegesnek számítanak, a kerékképleteik is azok:
- 10×4/6, 10×4*6 = tízből négy kerék meghajtott a harmadik és negyedik, vagy a negyedik és ötödik tengelyen, a többiek kormányozottak, 2+3.
- 10×6*6 = tízből hat kerék meghajtott az első vagy a második, illetve a harmadik és negyedik tengelyen, az első, második és ötödik tengely kerekei pedig kormányozottak, 2+3, 1+4, 1+1+3.
- 10×8/6 = tízből nyolc kerék meghajtott az első és második, illetve a negyedik és ötödik tengelyen, az első, második és harmadik tengely kerekei pedig kormányozottak, 2+3, 2+1+2.
- 10×8*8 = mint az előző képletnél, de az ötödik tengely kerekei is kormányozottak, 2+3, 2+1+2.
- 10×10/4 = összkerékhajtás az első két tengely kerekeinek kormányzásával (különleges járműhöz), 2+3.

- Hat tengely

Léteznek hattengelyes (tizenkét kerekű) járművek is, kerékképleteik az alábbiak lehetnek:
- 12×4*8 = tizenkettőből négy kerék meghajtott a negyedik és ötödik tengelyen, a többiek kormányozottak, 1+5.
- 12×6*8 = mint az előző képletnél, de az első tengely kerekei is meghajtást kapnak, 3+3 (1+1+1+3), 2+4.

- Hét vagy több tengely

A 2000-es évek óta néhány egészen különleges esetben jelentek meg hét vagy több tengelyes tehergépkocsik is, ezek jellemzően valamilyen daruszerkezetet, fúrószerkezetet, vagy cementpumpát hordoznak, amelyek önsúlya igényli a sok tengelyt; ezen kívül a kifejezetten autódaruknak készült speciális fülkésalvázak rendelkeznek még ennél is több tengellyel. 

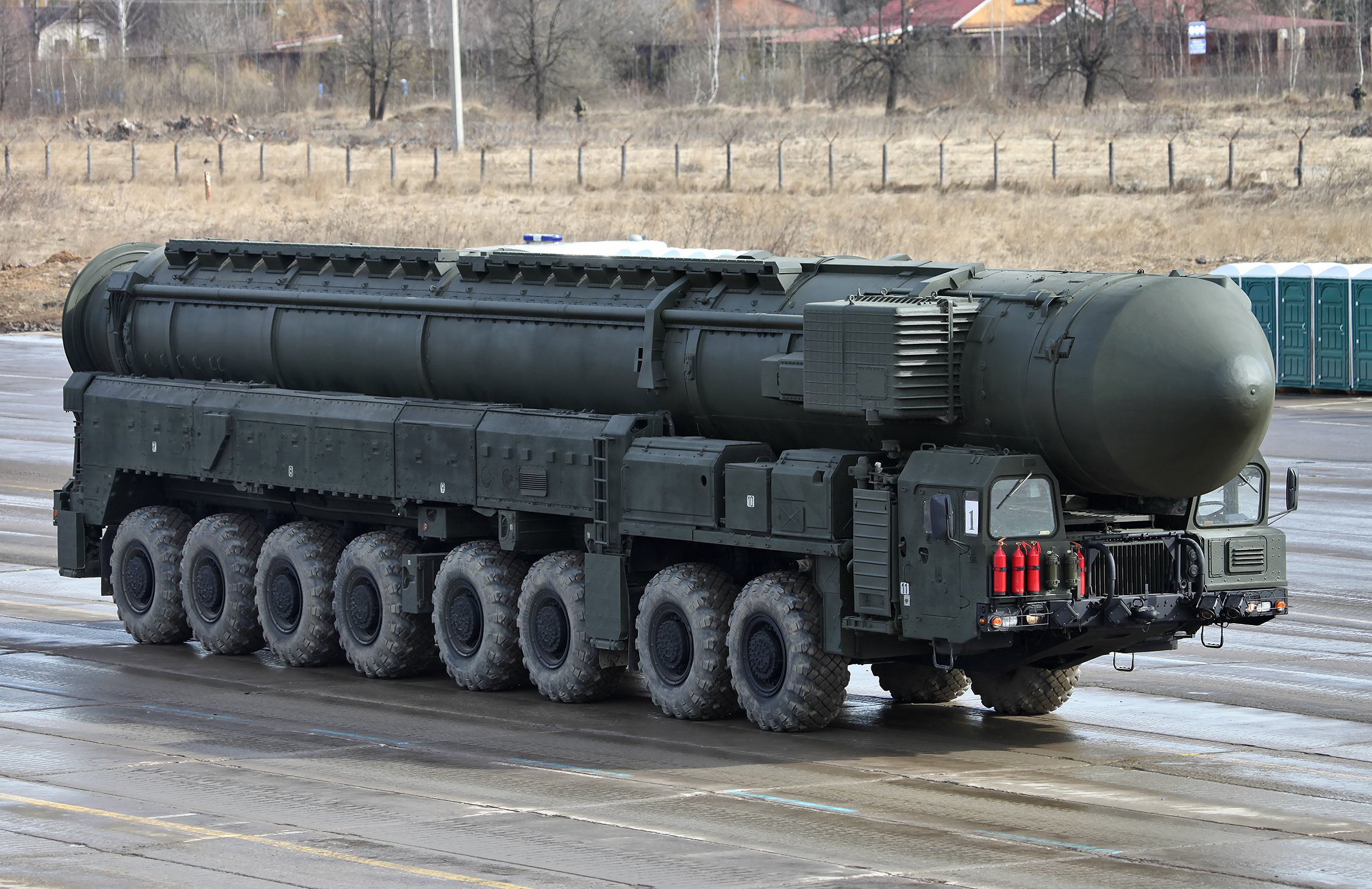
Nyolctengelyes rakétahordozó jármű (MZKT)

A civil járművek mellett egy másik kategória a katonai járműveké, amik nagyméretű rakéták hordozójárműveiként rendelkeznek akár tíz feletti tengelyszámmal is, ezek a járművek rendszerint összkerékhajtásúak.

## A tehergépkocsi története

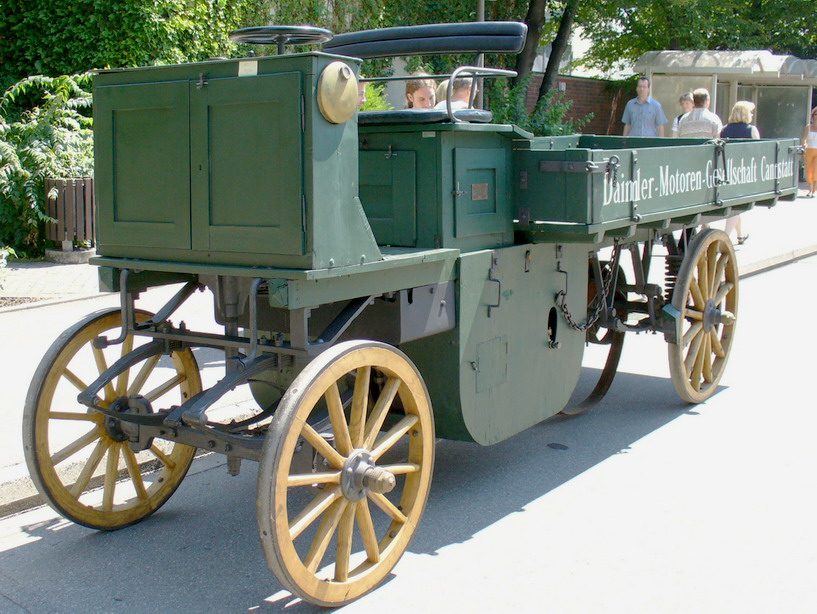
Daimler teherautó, 1896

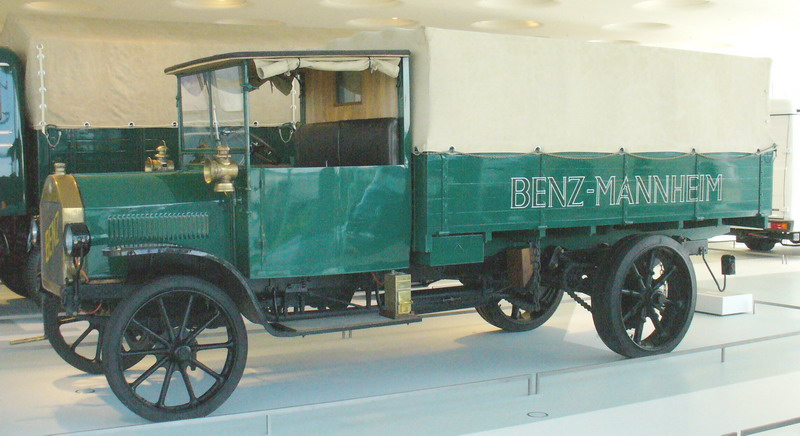
Benz teherautó 1912-ből

A legelső tehergépjármű a világ első működőképes gőzautója volt, melyet Nicolas-Joseph Cugnot épített 1771-ben. A járművet ágyúk vontatására szerette volna használni a francia hadseregnél, de az elején lévő, meghajtásához szükséges gőzüst miatt az orrnehéz jármű irányíthatatlannak bizonyult, első próbaútján le is döntött egy falat. Cugnot gőzmobilja ezután be is fejezte pályafutását.
1896. október 1-jén Gottlieb Daimler, a Daimler AG alapítója, Stuttgartban megépítette az első belső égésű motorral szerelt teherautót „Phönix” néven. Ennek a terhelhetősége 1,5 tonna volt; 2 hengeres, 4 ütemű, 1,6 literes motorral volt felszerelve. 16 LE-s teljesítményével 16 km/h-s sebességre volt képes. Londonban 4600 aranymárkáért adták el. Később 10 LE-s, 5 t terhelhetőségű teherautók kerültek piacra.
Karl Benz már 1895-ben saját tervezésű autóbuszt mutatott be, és 1900-ban saját teherautóját is elkészítette.

## A tehergépkocsi mint munkahely

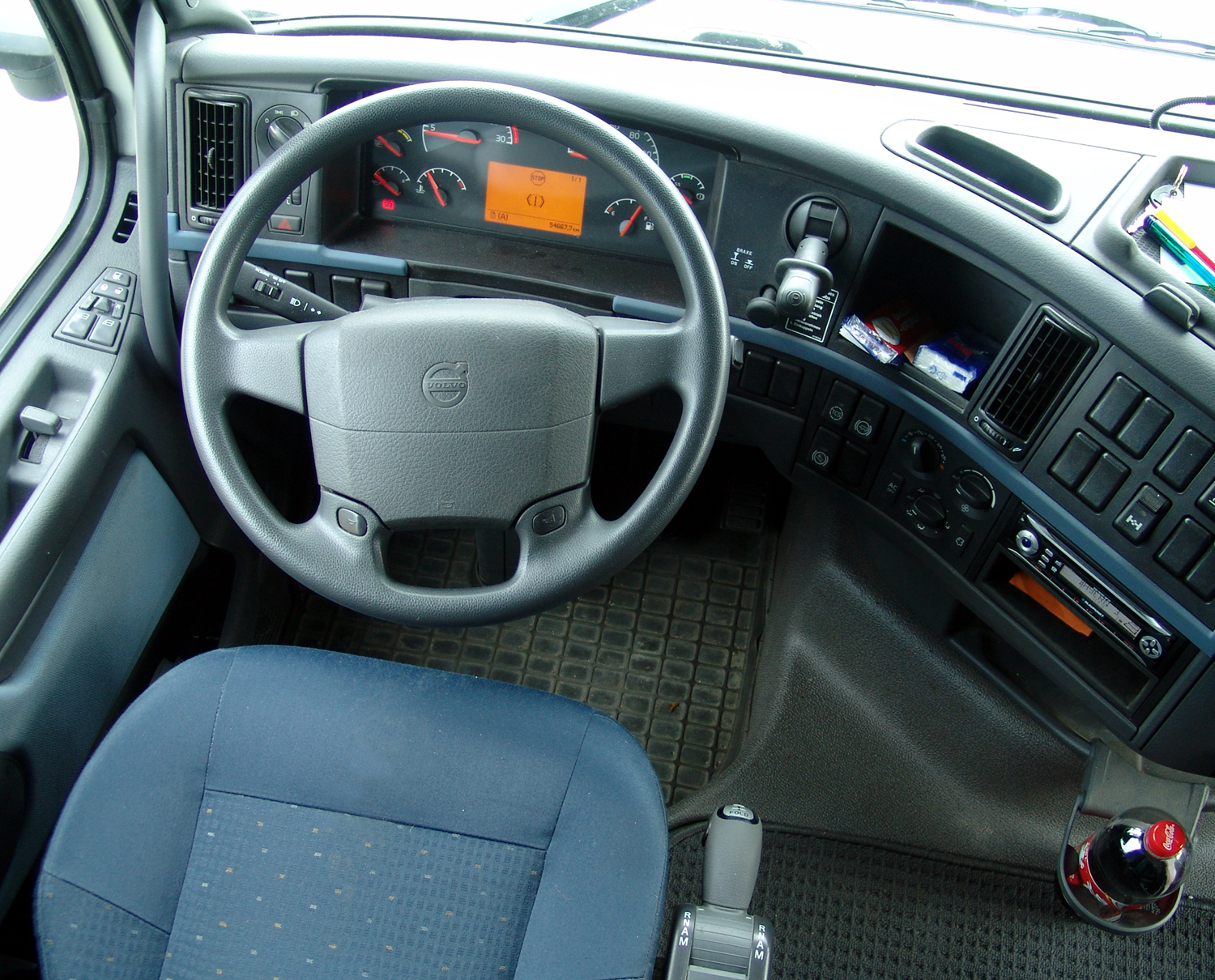
Egy tehergépkocsi vezetőhelye (Volvo FH)

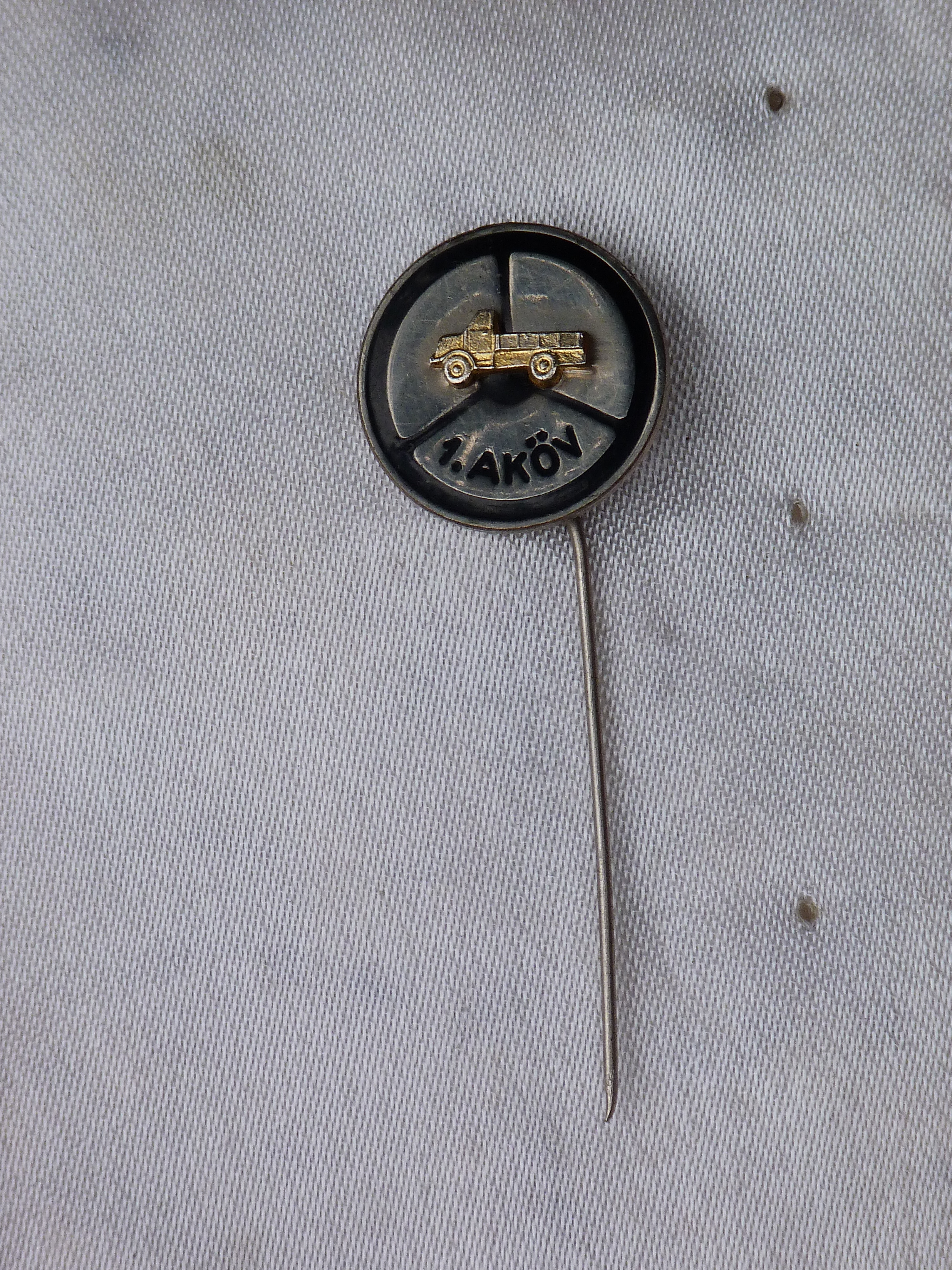
Az 1. számú Autóközlekedési Vállalat kitűzője (1963 körül)

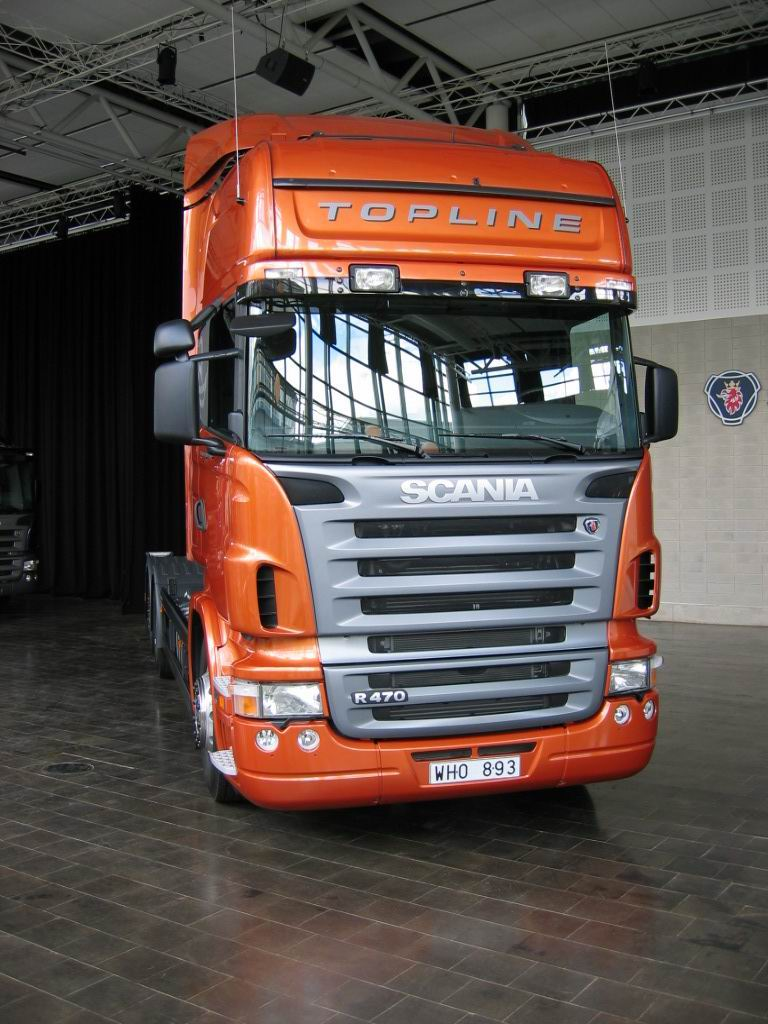
Magasított hálófülkés tehergépkocsi (Scania R470 Topline)

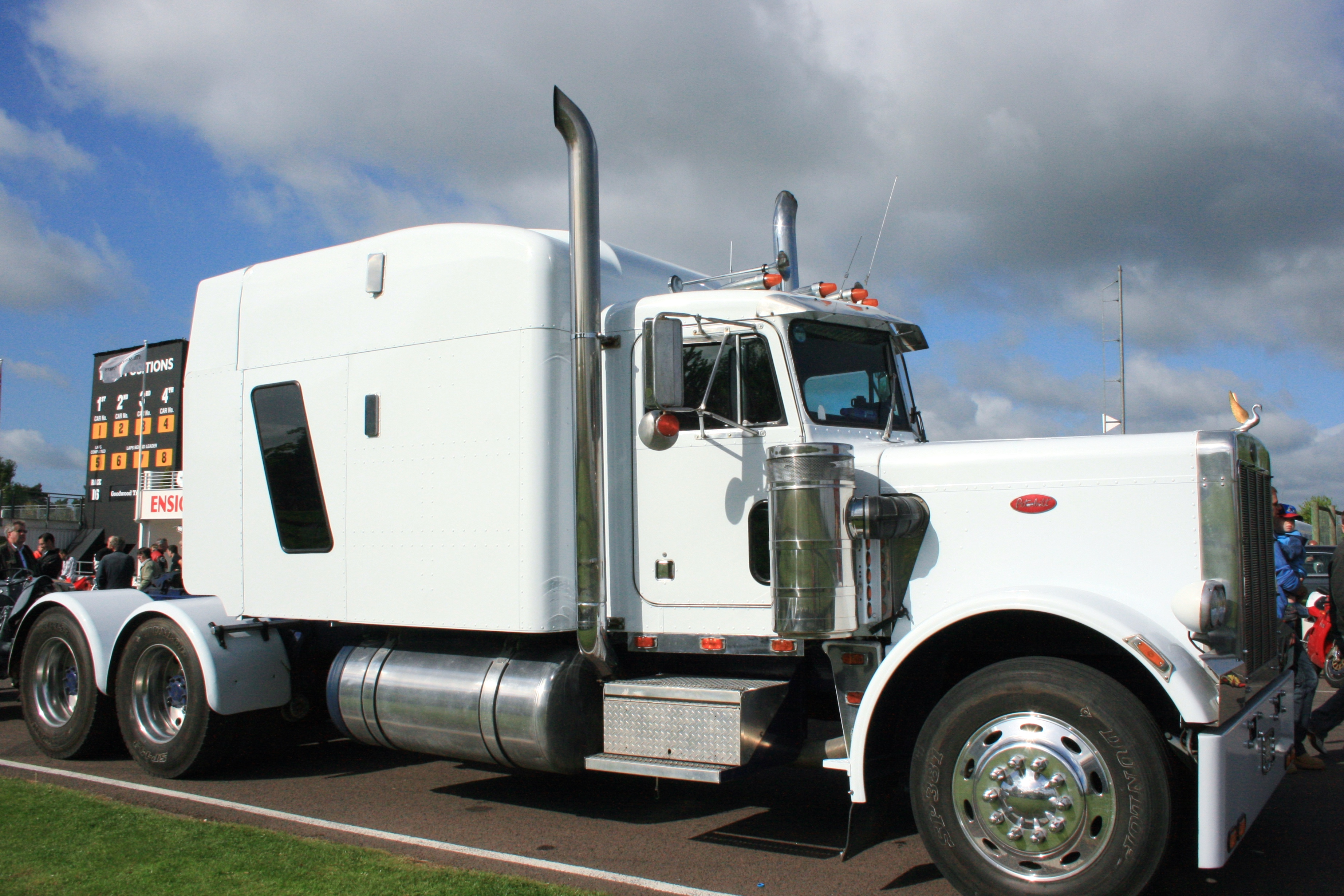
Amerikai csőrös kamion extranagy hálófülkével (Peterbilt)

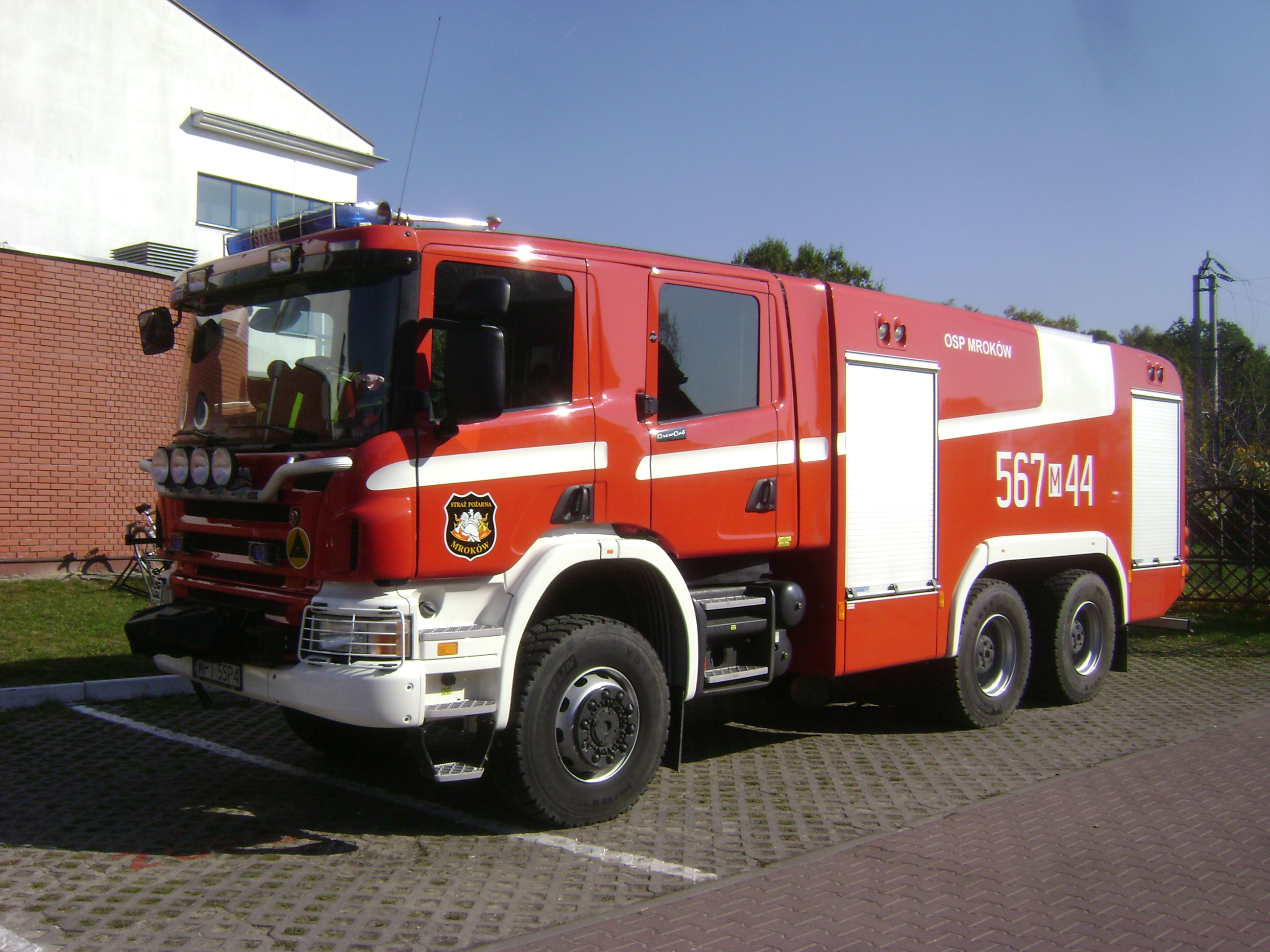
Dupla fülkés tűzoltó tehergépkocsi (Scania)

A helyi forgalomban használt járműveknek általában csak rövid fülkéjük van, kevés tárolóhellyel. Ez a nappali kabin, amiben nincs hálóhely, innen az elnevezés is. Ezért a nappali kabinos tehergépkocsik csak a helyi és elosztó forgalomban vesznek részt. Leggyakrabban középnehéz, max. 12 t-tól 24 t-ig, vagy 3,5 t-tól 7,5 t-ig terjedő járműveken szoktak alkalmazni. Jellemzően nappali kabinosak pl. az építőipari tehergépkocsik is (billenő platós, cementmixer stb.).
A kisebb méretű, pl. áruterítő tehergépkocsik általában kisebb motorral, alacsonyabb komforttal rendelkeznek, mint a nemzetközi, távolsági tehergépkocsik. Gyakran alkalmaznak az utca magasságához való illeszkedés, valamint a ki- és berakodás megkönnyítése érdekében egy hidraulikus rámpát, ami hátul található. A középnehéz tehergépkocsit pótkocsival is használják. A helyi használatnál előnyös az alacsony felépítésű jármű kisebb kabinja, mert így a vezetőnek a gyakori ki- és beszállásnál nem kell olyan magasra emelkednie.
A távolsági teherautóknál nagyobb fülke található, ezek a hálófülkék. A hálófülkék az ülések mögött elhelyezett alvóhelyekkel rendelkeznek. Fontos és több országban törvényben szabályozott a hálókabinos autók minimális légtere. A hálófülkék az 1990-es évek kezdetétől magasított tetővel is készülnek, ezek a magasított hálófülkék. Azok előtt a légellenállás csökkentése érdekében, légterelő spoilert szereltek a fülkék tetejére. Jelenleg távolsági teherautókra szabadon választható a sima vagy magasított hálófülke, ezekből többféle is létezik a teherautógyárak kínálatában. Ma egy nagyobb ember is kényelmesen fel tud állni egy magasított hálófülkében, illetve ezzel megnövelték a belteret is, mivel a második hálóhely a vezetőrész fölé került. A vezetők gyakran tartózkodnak a pihenőidő alatt is a kabinban, ezért ezek a részletek meglehetősen fontosak és hasznosak. Számos kényelmi komforttal találkozhatunk, ha benézünk egy nagyobb, korszerű haszonjárműbe (rádió, légkondicionáló, olvasólámpa, felhajtható asztal, forgatható ülés stb.).
Néhány országban, mint például az Egyesült Államokban egyedi rendelésű, extra hosszú hálófülkékkel szerelt tehergépkocsik is készülhetnek, főleg nyergesvontatók, ezek felérnek egy lakókocsi komfortjával, többek között zuhanyzó is található bennük.
Készülnek még dupla fülkék is, ezek négyajtós fülkék, amelyek több ember (brigád) szállítására alkalmasak ilyen munkakörű tehergépkocsikhoz. Jellemző dupla fülkés tehergépkocsik például a tűzoltójárművek.

## Nagyobb gyártók

### Európa
Nyugat-európai gyártók
- DAF (Hollandia) (A PACCAR része)

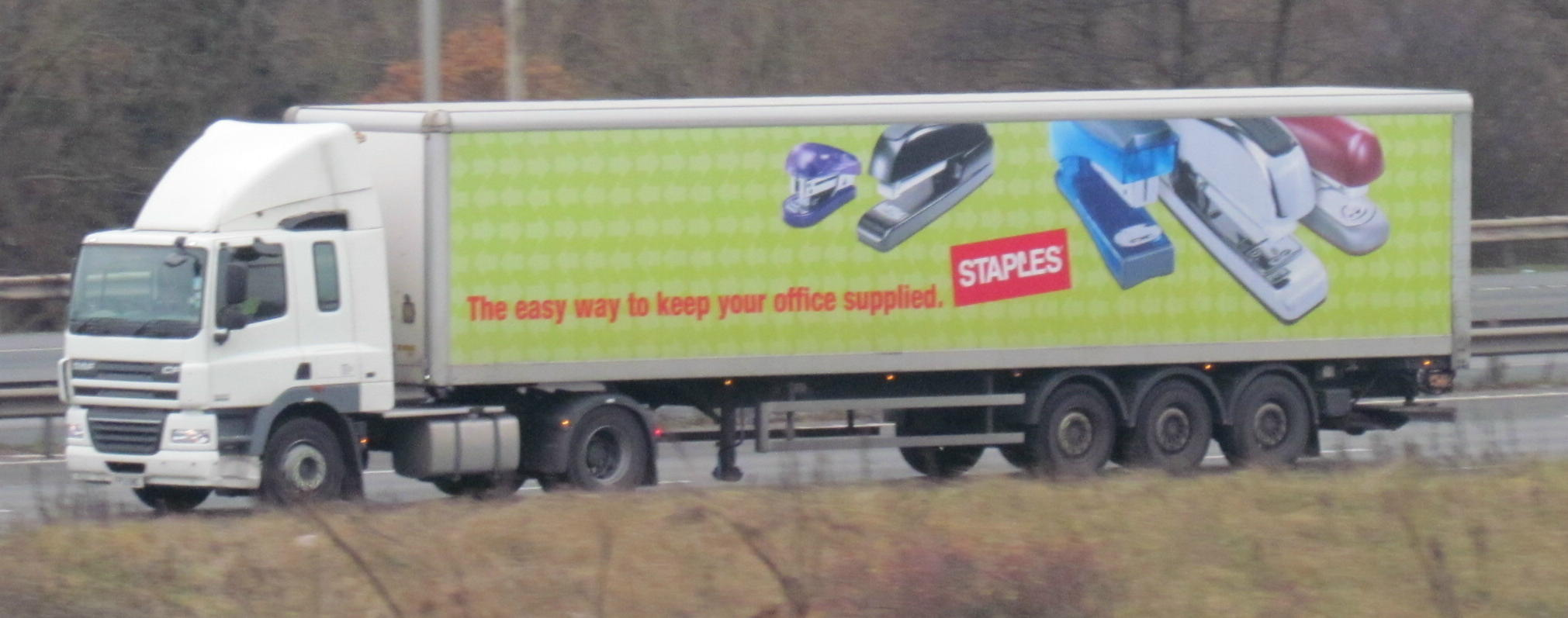
DAF típusú nyergesszerelvény

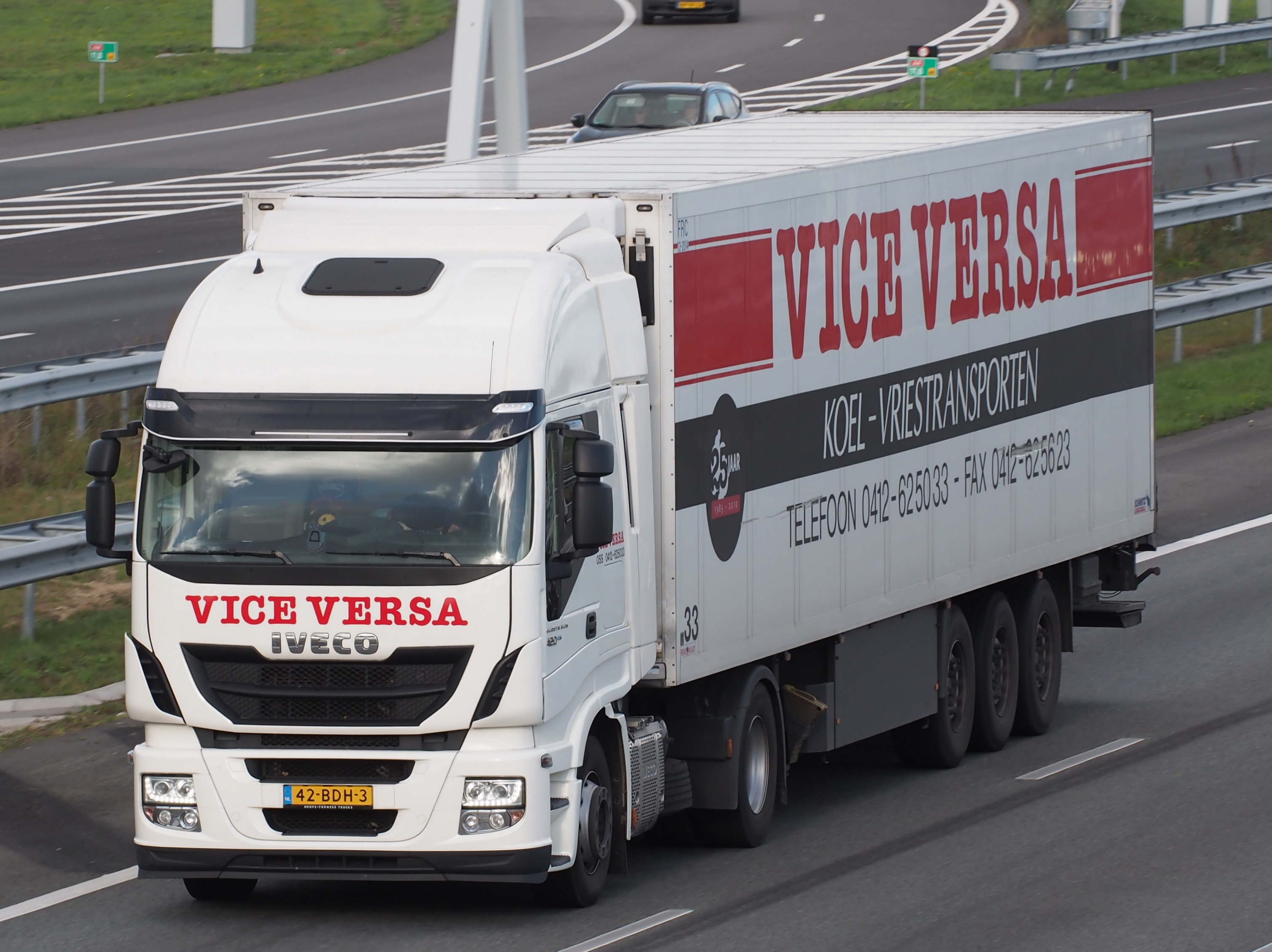
Iveco típusú nyergesszerelvény

- Iveco (Olaszország) (FIAT Industrial)
- MAN AG (Németország) (A Volkswagen csoport része)
- Mercedes-Benz (Németország)
- Renault Trucks (Franciaország) (A Volvo csoport része)
- Sisu Auto (Finnország)
- Scania (Svédország) (A Volkswagen csoport a többségi tulajdonos)
- Volkswagen Commercial Vehicles (Németország)
- Volvo Trucks (Svédország) (nem tévesztendő össze a Volvo Carsszal, amely a Zhejiang Geely Holding Group része)

Kelet-európai gyártók
- Csepel Autógyár (Magyarország)

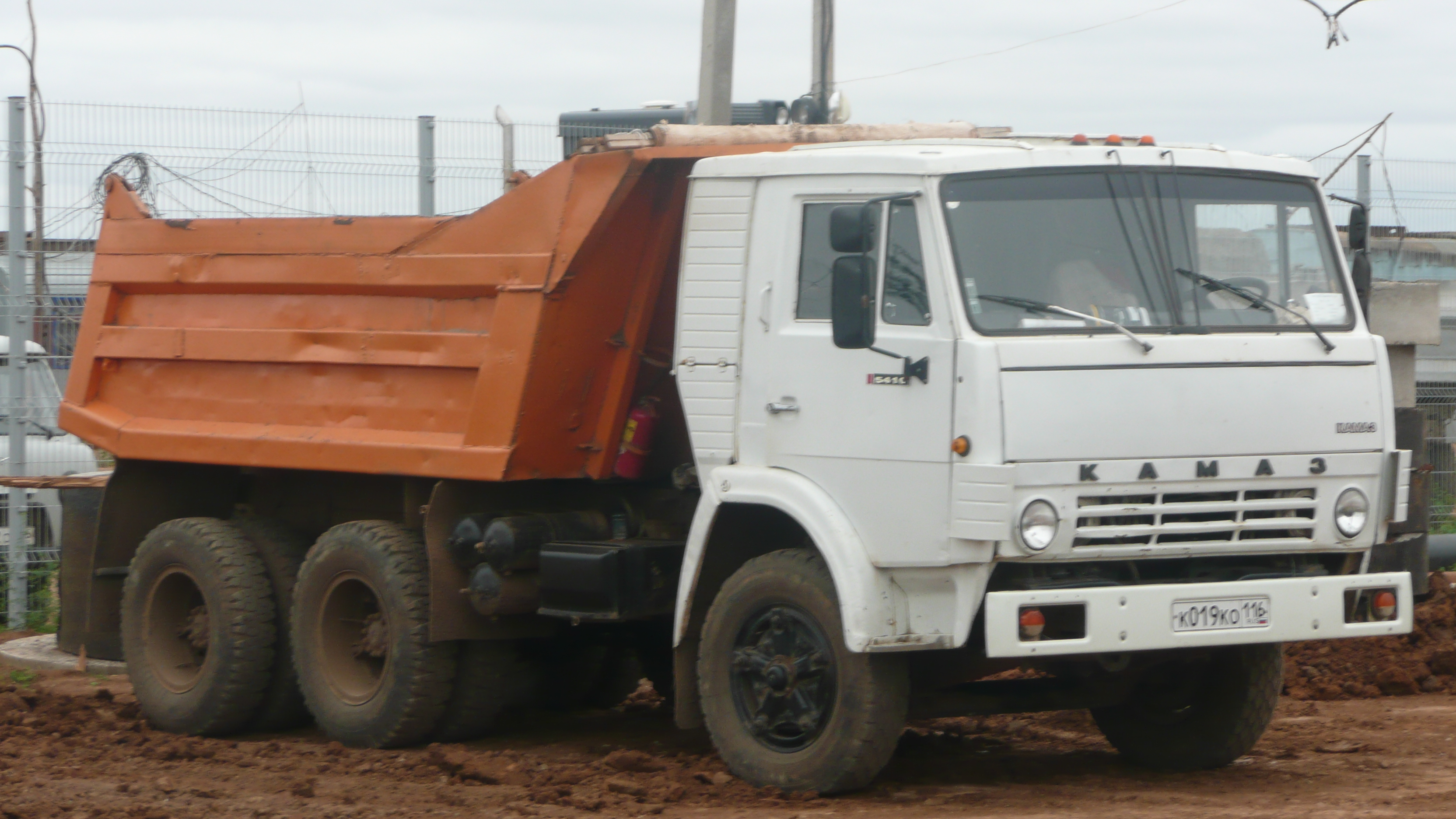
Kamaz típusú tehergépkocsi

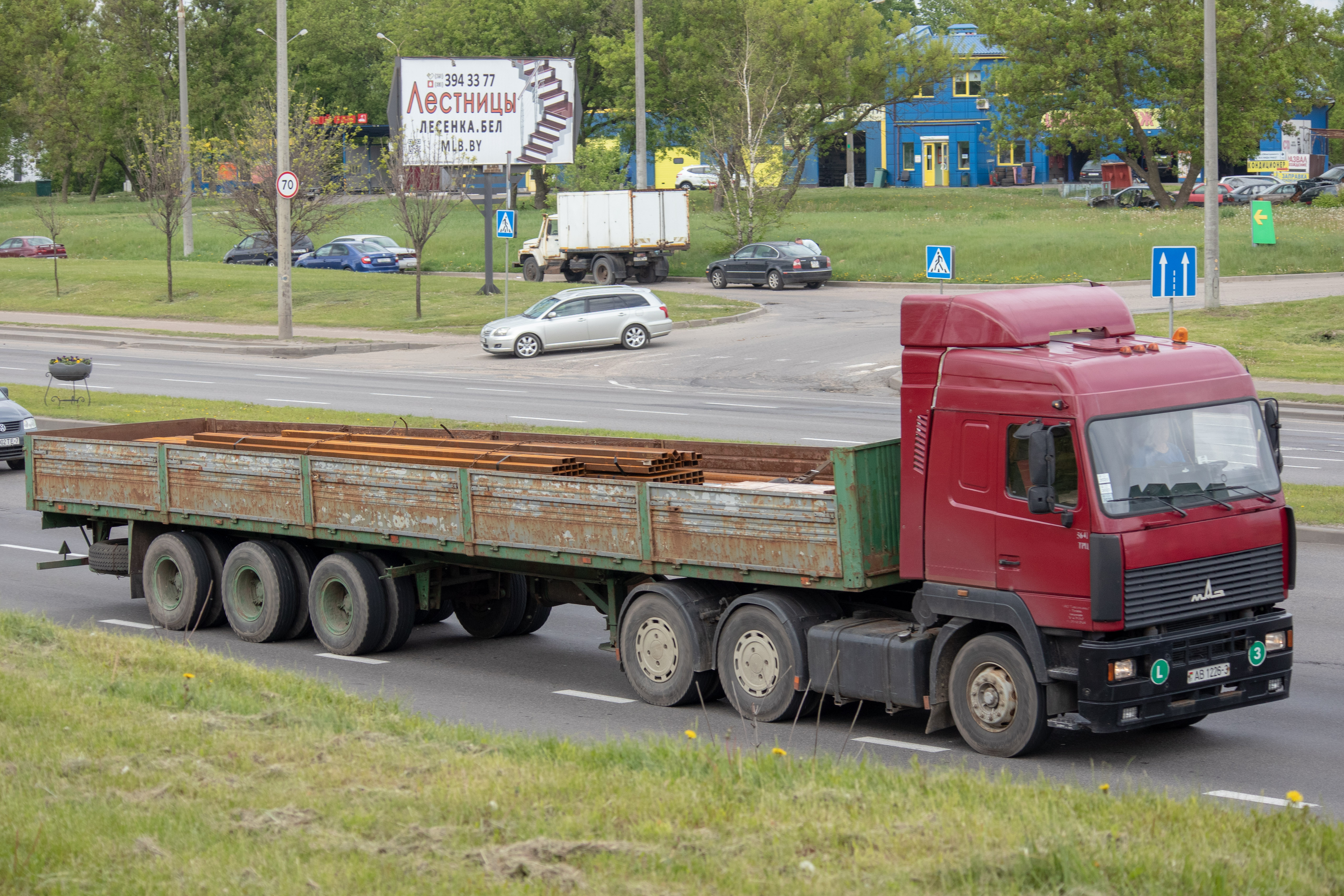
MAZ-6430 típusú kamion

- Fabrika Automobila Priboj (Szerbia)
- Avia (Csehország)
- Kamaz (Oroszország)
- MAZ (Fehéroroszország)
- Škoda (Csehország)
- LIAZ (Csehország)
- Tatra (Csehország)
- GAZ (Oroszország)
- Zastava Trucks (Szerbia)
- Star (Lengyelország)
- Jelcz (Lengyelország)
- Rába (Magyarország)
- Roman (Románia)
- KrAZ (Ukrajna)
- IFA (NDK)
- ZiL (Oroszország)

### Ázsia

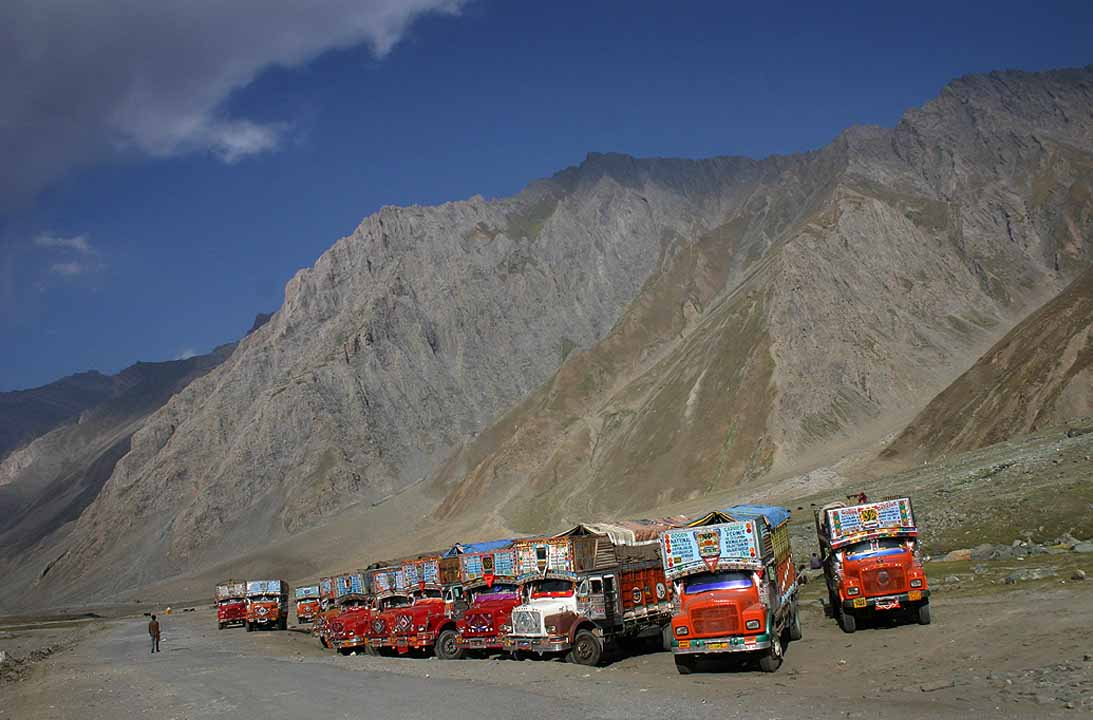
Egy kamionpihenő Ladakban, Indiában

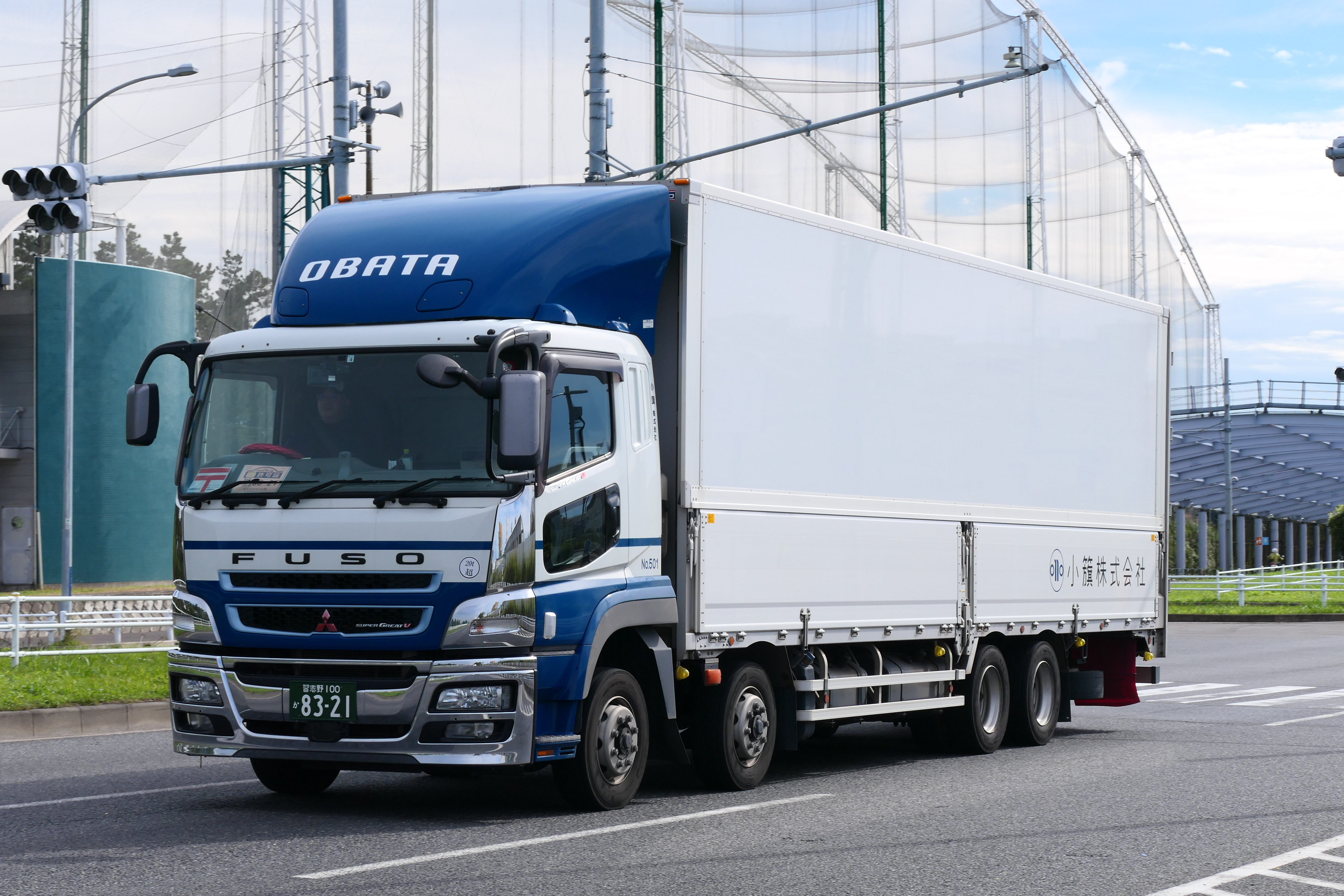
Mitsubishi Fuso

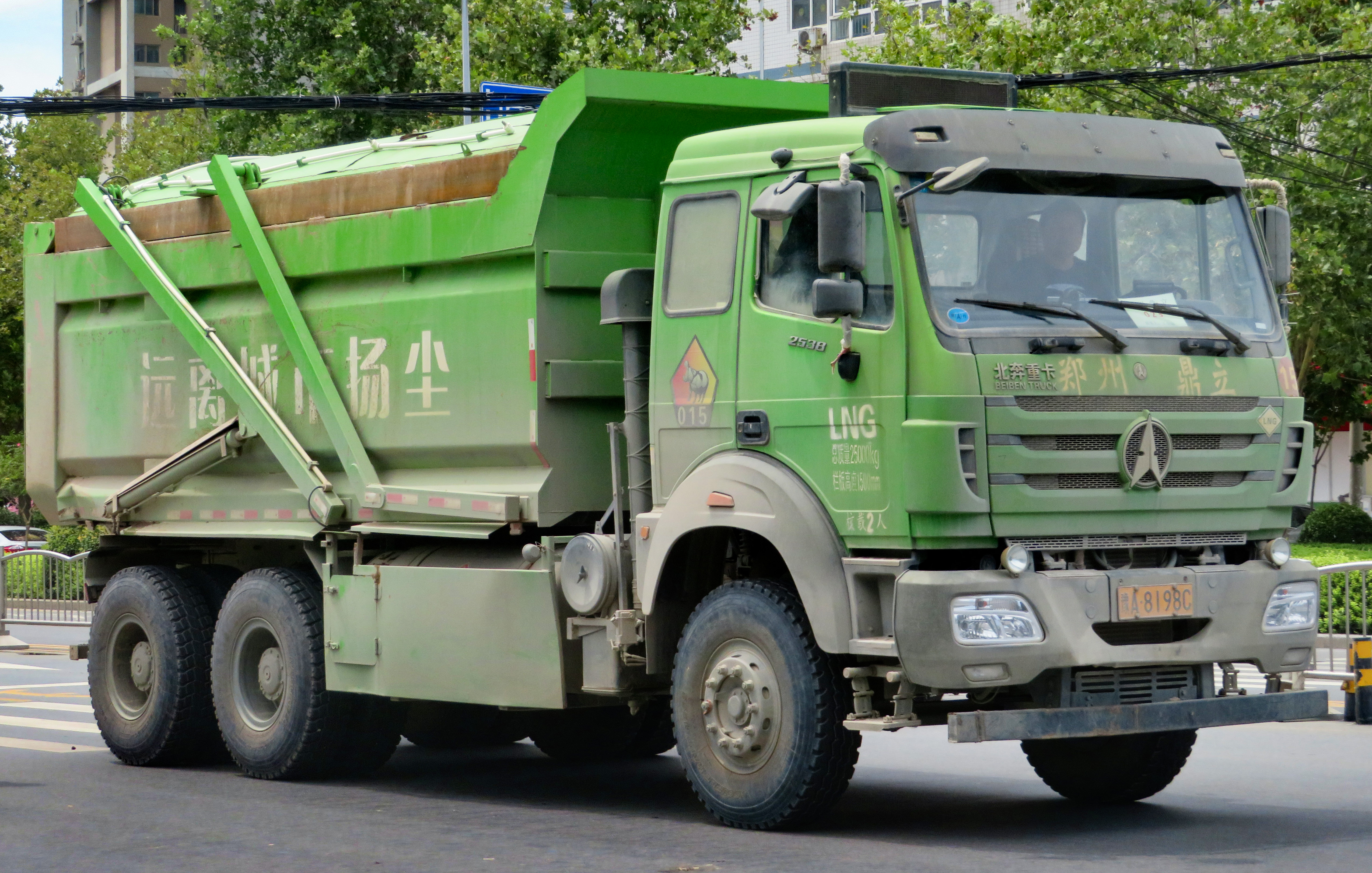
A kínai BeiBen teherautói régi Mercedesek alapján készülnek

Főleg ázsiai és dél-amerikai gyártókra jellemző, hogy bizonyos, jellemzően európai gyártók régebbi típusait licencmegállapodás kereteiben saját márkanévvel gyártják.
- Ashok Leyland (India)
- Dongfeng Motor Corporation (Kínában a Nissan Diesellel vegyesvállalatként Dongfeng Nissan-Diesel néven, és Cumminsszal DFAC néven)
- UD Trucks (korábban Nissan Diesel; Japán)
- Eicher Motors (India)
- Hino Motors (Japán), szintén vegyesvállalatként a Scaniával
- Isuzu (Japán)
- Iveco (Olaszország, helyi részlegekkel Ázsiában)
- Mahindra and Mahindra (India)
- Mitsubishi (Japán)
- Nissan Diesel (Japán)
- Tata Daewoo Commercial Vehicle (South Korea) (a TATA Motors leányvállalata)
- TATA Motors (India)
- Volvo Trucks (Svédország)

### Dél-Amerika

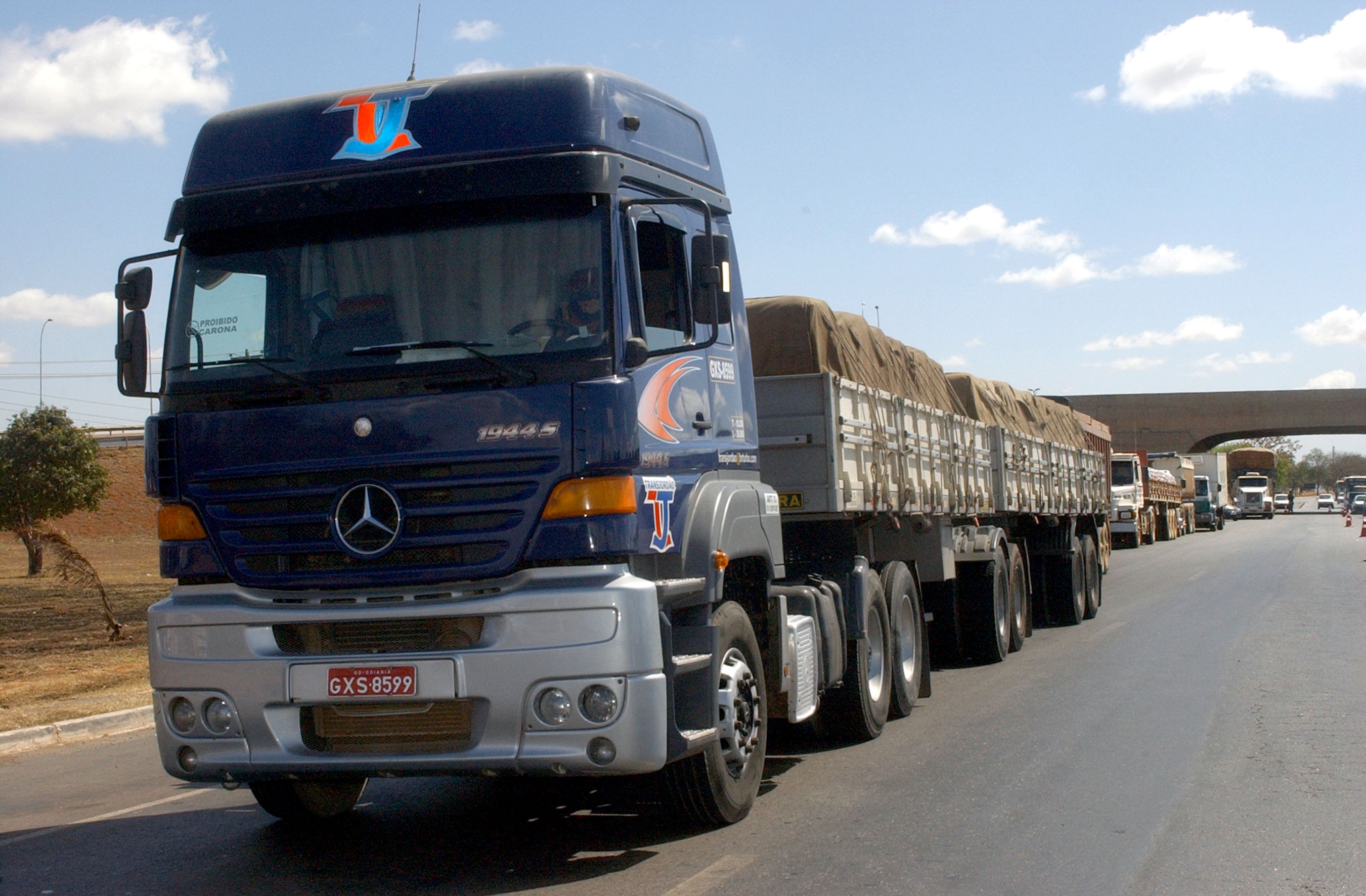
Dél-amerikai Mercedes kamionszerelvény

- DaimlerChrysler (Mercedes)
- Scania
- Mack Trucks
- Volvo Trucks
- Volkswagen Truck & Bus
- Ford Truck
- Agrale
- Chevrolet
- Renault
- Troller
- Matra
- Iveco

### Észak-Amerika
- Mack Trucks
- Peterbilt
- Kenworth
- Freightliner LLC
- International
- Western Star
- Sterling Trucks

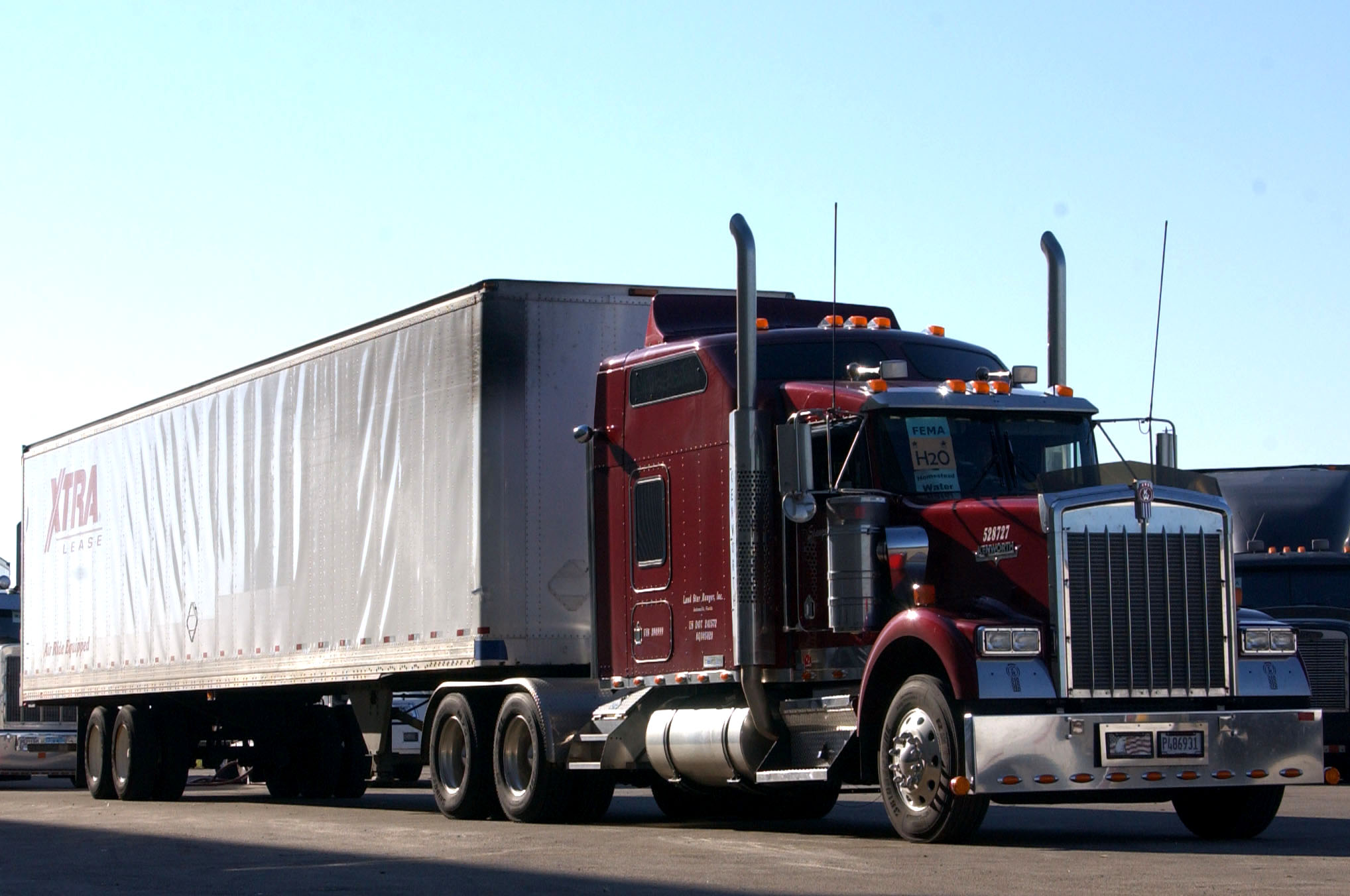
Amerikai nyergesszerelvény Floridában (Kenworth)

- Volvo Trucks (az amerikai piacon más modellekkel)
- Oshkosh[5]
- Ford[6]
- Chevrolet[7]
- Hino (az amerikai piacon más modellekkel)[8]
- Isuzu (az amerikai piacon más modellekkel)[9]
- GMC[10]
- UD[11]
- Caterpillar, Inc.[12]
- John Deere[13]
- Terex[14]
- Dodge
- Ottawa[15]
- American-Lafrance[16]
- E-One[17]
- Tesla[18]

### Ausztrália és Új-Zéland

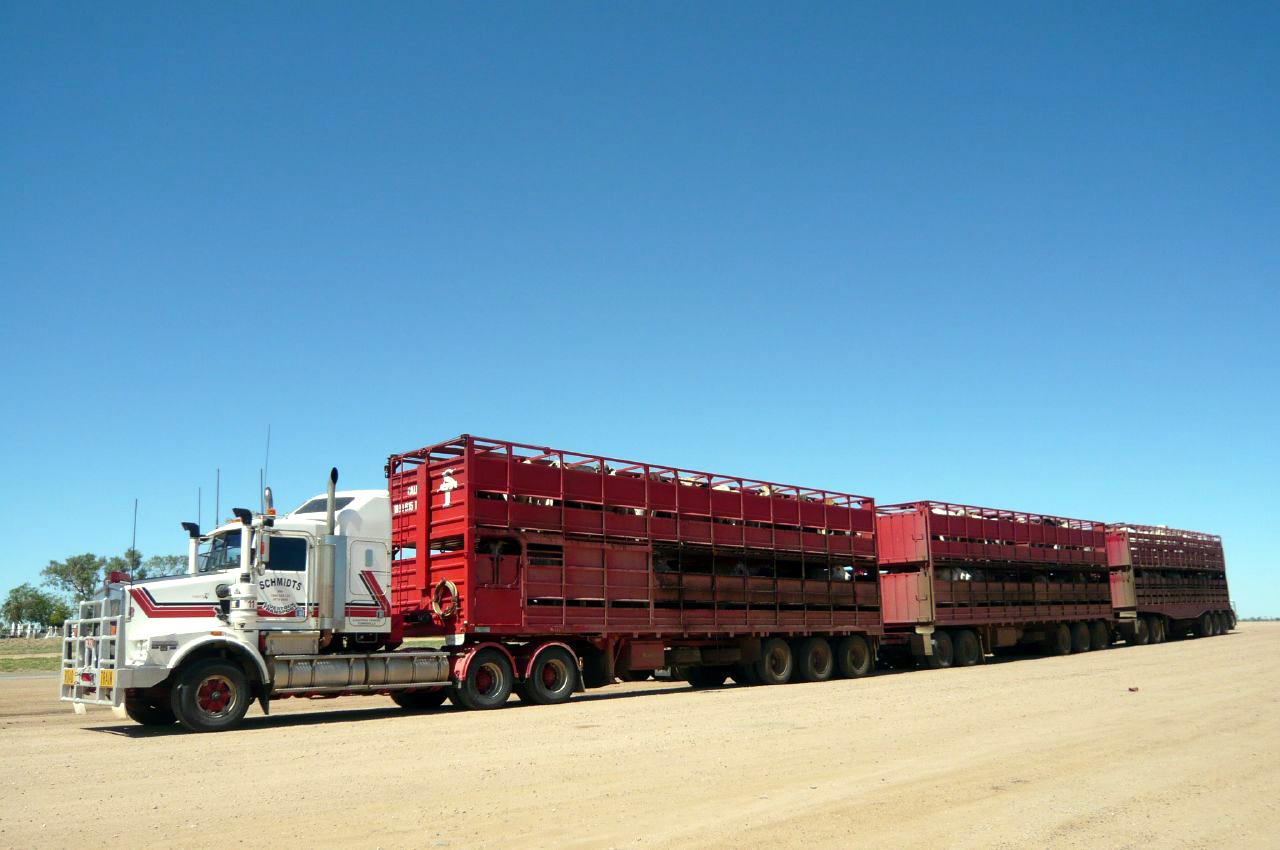
Ausztrál Kenworth vontató Road Train vontatóként

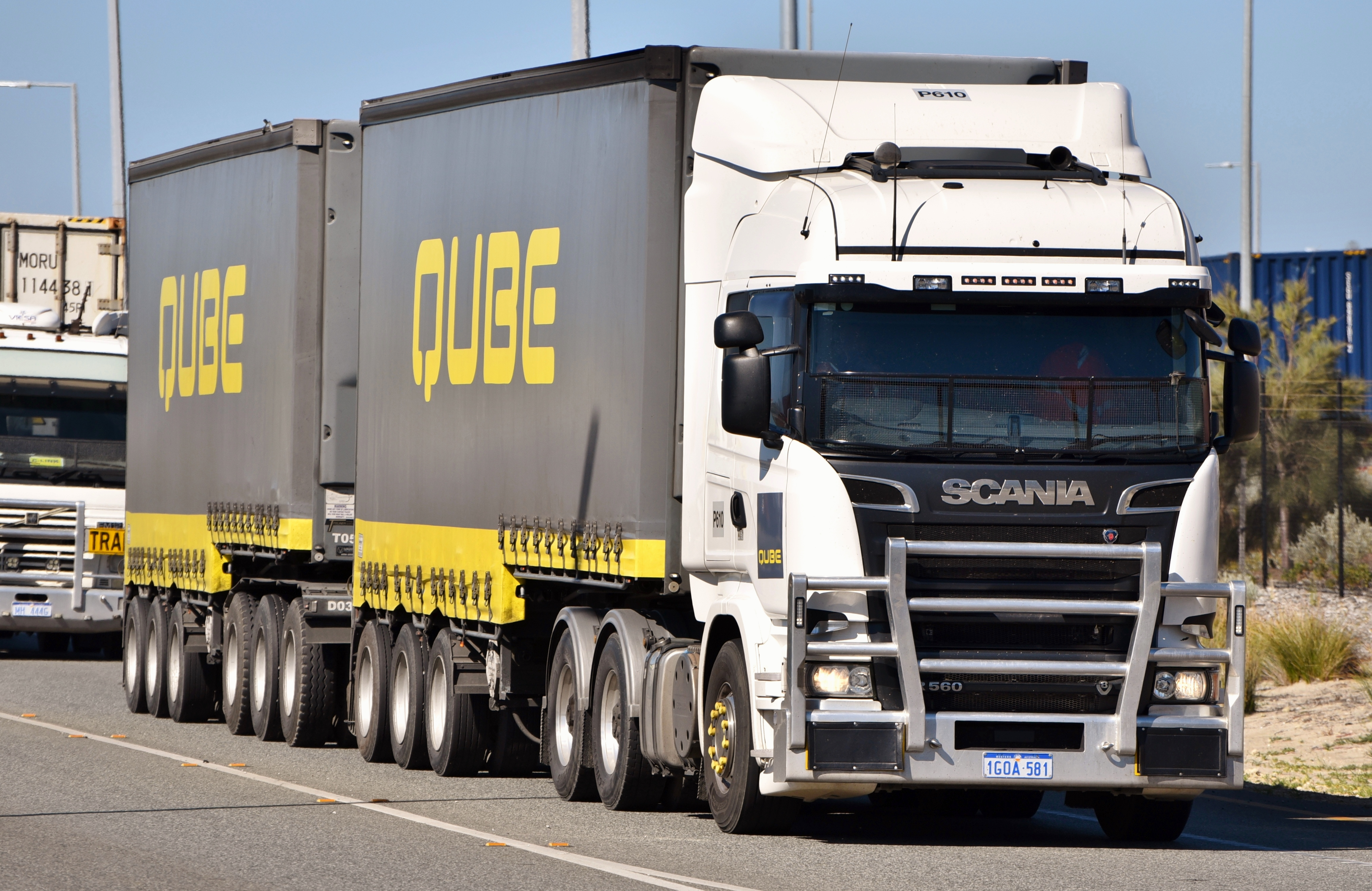
Scania kamion Ausztráliában

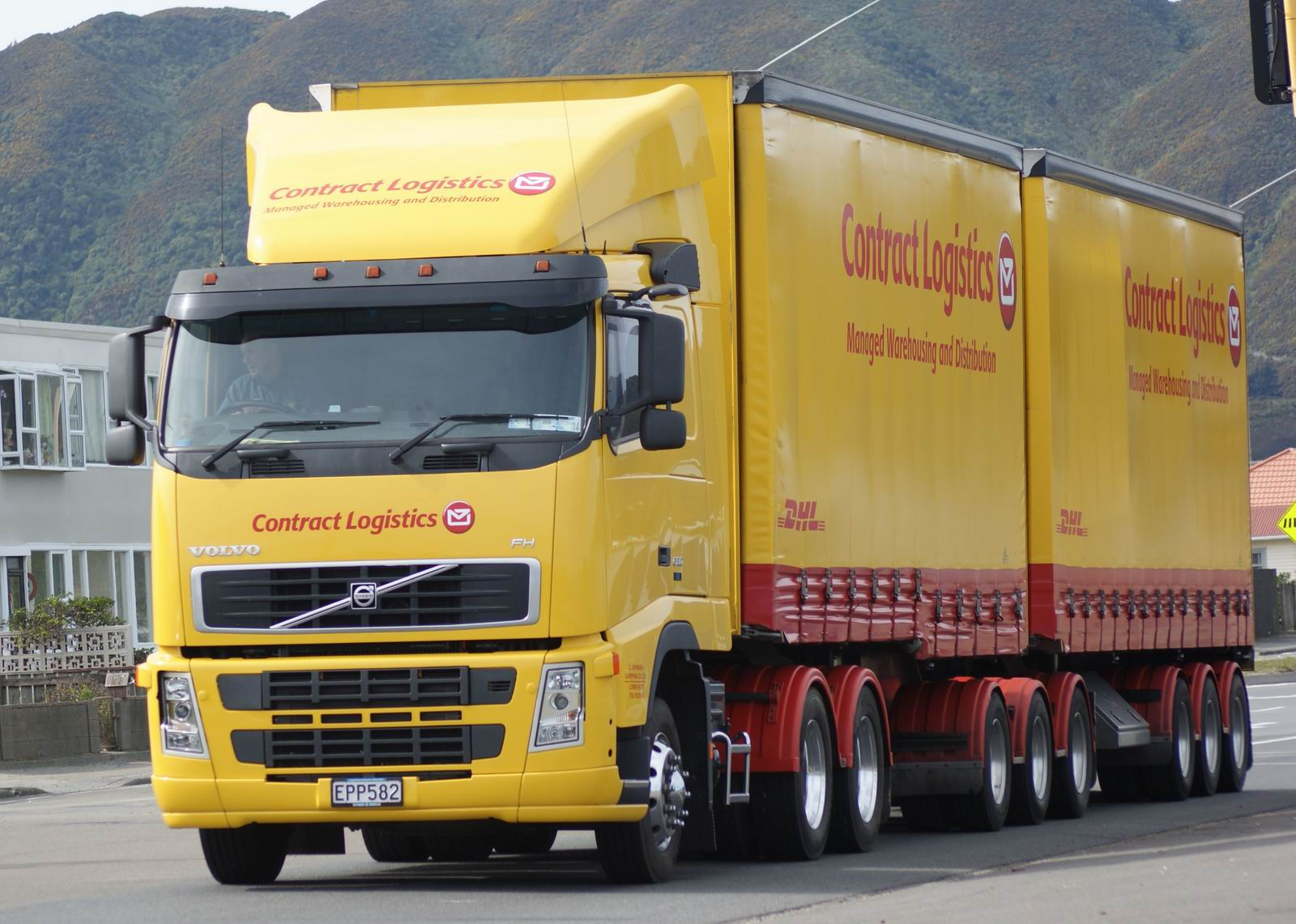
Volvo szerelvény Új-Zélandon

Ezeken a piacokon főleg amerikai és európai gyártók kamionjainak helyi körülményekhez alakított változatai találhatók.
- Kenworth
- Mack
- Western Star
- Freightliner
- International
- Mercedes-Benz
- MAN
- DAF
- Scania
- Iveco
- Isuzu
- Hino
- UD Trucks
- Volvo

## Fordítás
- Ez a szócikk részben vagy egészben  a   Lastkraftwagen című német Wikipédia-szócikk fordításán alapul.  Az eredeti cikk szerkesztőit annak laptörténete sorolja fel. Ez a jelzés csupán a megfogalmazás eredetét és a szerzői jogokat jelzi, nem szolgál a cikkben szereplő információk forrásmegjelöléseként.